# Berlino
Berlino (AFI: /berˈlino/; in tedesco Berlin, [bɛɐ̯ ˈliːn], ) è la capitale e maggiore città della Germania. Città-land e sede del governo tedesco, è uno dei più importanti centri politici, culturali, scientifici, fieristici, economici, commerciali e mediatici del mondo, ed è anche il comune più popoloso dell'Unione europea, con 3 685 265 abitanti.
L'agglomerazione berlinese comprendente Berlino e cinquanta comuni limitrofi nel land di Brandeburgo, ha una superficie complessiva di 3 743,21 km² e una popolazione di 4 666 175 abitanti, mentre la regione metropolitana Berlino/Brandeburgo ha una superficie di 30 546 km² e una popolazione di 6 117 535 abitanti.
In passato è stata la capitale della Marca di Brandeburgo (1417-1801), del Regno di Prussia (1701-1918), dell'Impero tedesco (1871-1918), della Repubblica di Weimar (1919-1933), della Germania nazista (1933-1945) e – limitatamente alla sua parte orientale – della Repubblica Democratica Tedesca (1949-1990). Nel 1991 il Bundestag decise di trasferire a Berlino la capitale della Germania riunificata. Il trasferimento delle sedi istituzionali da Bonn a Berlino fu completato nel 1999, durante il cancellierato di Gerhard Schröder.
Insieme a Cannes e Venezia, Berlino è capitale del cinema europeo ed è considerata la capitale delle startup in Germania e centro internazionale emergente per fondatori di aziende innovative. Nel 1988 fu nominata città europea della cultura.

## Geografia

### Territorio
Berlino è situata nella parte orientale della Germania, a 70 km dal confine polacco, nella regione geografica del Brandeburgo, ma non fa parte dell'omonimo Land, da cui è peraltro interamente circondata.
La città ha una superficie molto vasta, di 892 km². L'estensione in senso nord-sud è di 38 km, in senso est-ovest di 55 km. Il centro di Berlino sorge sulle rive della Sprea (Spree in tedesco), in un'ampia valle di origine glaciale (Berliner Urstromtal) fra gli altopiani di Barnim e Teltow, orientata in senso est-ovest.
Nel quartiere periferico di Treptow-Köpenick orientale si trova invece il Müggelsee. I laghi berlinesi, nei mesi estivi, sono molto frequentati dai bagnanti. All'interno del territorio cittadino vi sono alcune alture: la maggiore è il Großer Müggelberg, nel quartiere di Müggelheim, che raggiunge un'altezza di 114,7 m s.l.m.
Il terreno è composto principalmente da materiale sabbioso, ghiaia e selci. Berlino è centro della regione metropolitana Berlino/Brandeburgo, che conta (2012) 6 024 000 abitanti.

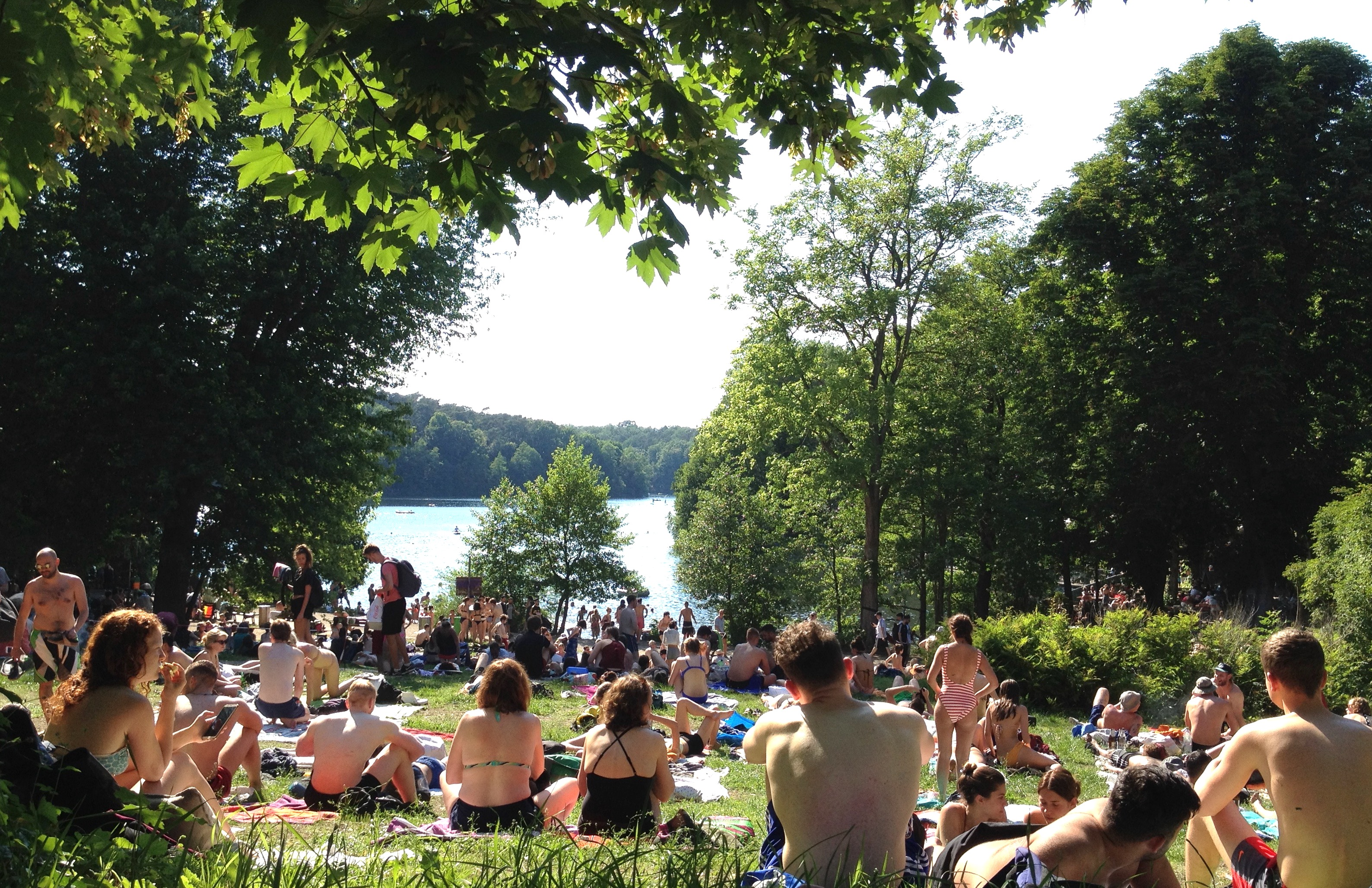
Schlachtensee
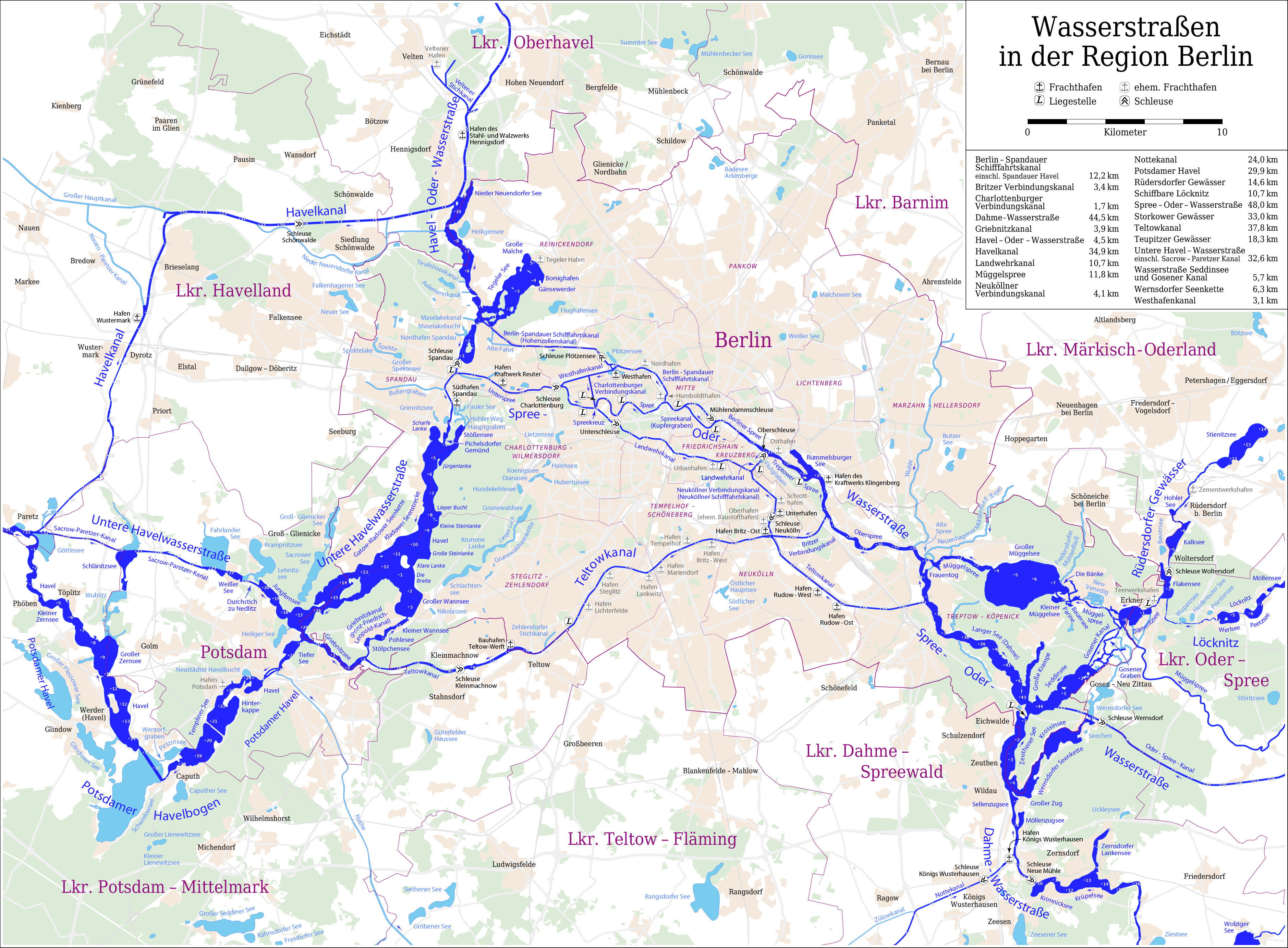
Specchi d'acqua a Berlino
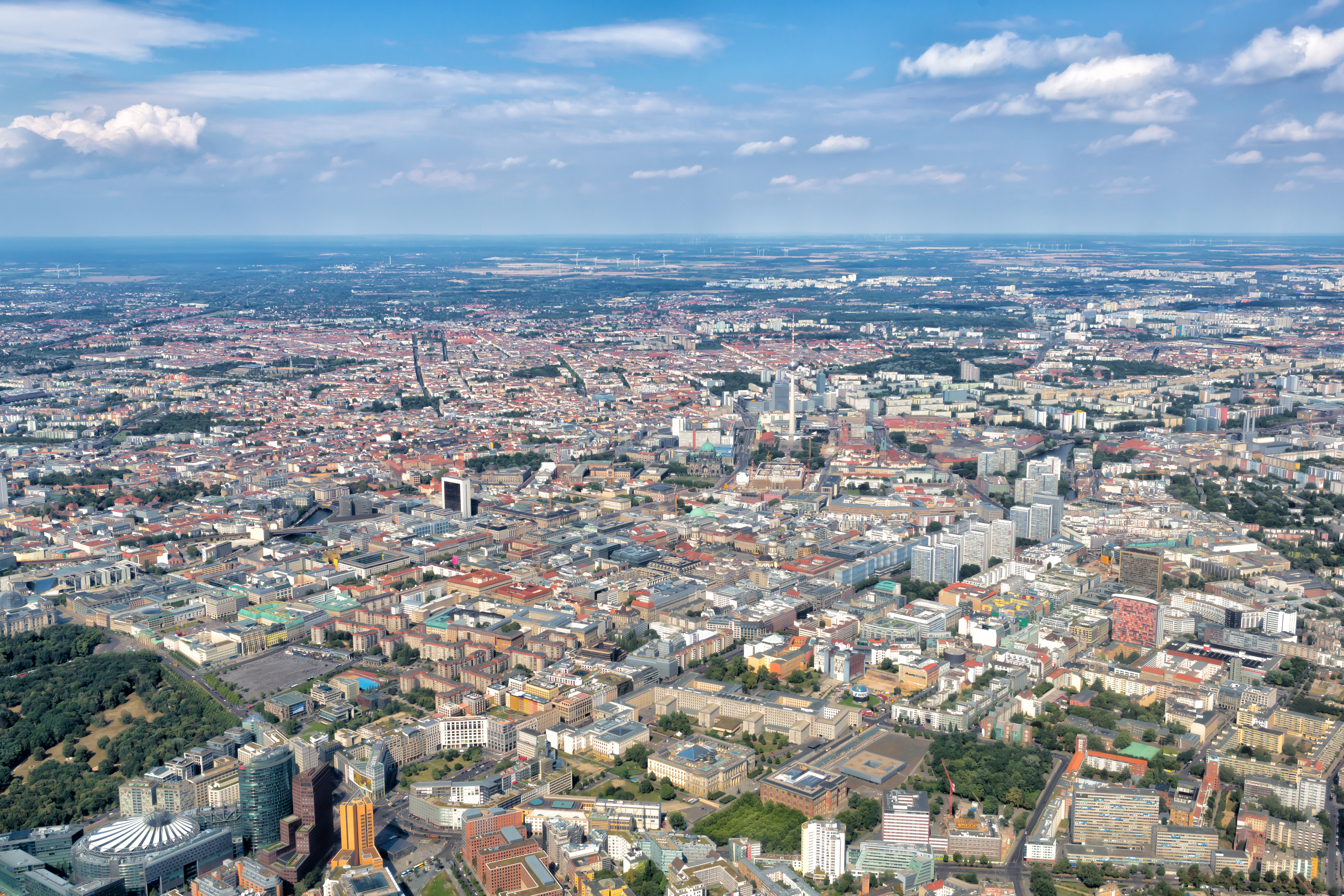
Veduta aerea di Berlino

### Clima
La zona di Berlino ha un clima temperato mesotermale e molto asciutto rispetto alla media.
Le temperature massime giornaliere in alcuni giorni estivi – generalmente a luglio – arrivano vicino ai 40 °C (picco massimo ufficiale di 38,1 °C l'11 luglio 1959 alla stazione meteorologica di Tempelhof).
Per due volte nel corso del Novecento la temperatura è scesa alla soglia dei −26 °C a febbraio: l'11 febbraio 1956 la minima assoluta ufficiale di −26,1 °C a Schönefeld, mentre precedentemente i −26 °C erano stati raggiunti alla storica stazione meteorologica di Dahlem sempre il giorno 11 febbraio ma dell'anno 1929.
Il vento in estate è più costante e soffia normalmente da ovest; d'inverno è più variabile e spesso proviene anche da sud, fattore che rende molto variabile il tempo anche nel corso della giornata. Si contano mediamente 30 temporali all'anno.
Tabella temperature e precipitazioni: Medie mensili
| Mese                | Mesi | Mesi | Mesi | Mesi | Mesi | Mesi | Mesi | Mesi | Mesi | Mesi | Mesi | Mesi | Stagioni | Stagioni | Stagioni | Stagioni | Anno |
| Mese                | Gen  | Feb  | Mar  | Apr  | Mag  | Giu  | Lug  | Ago  | Set  | Ott  | Nov  | Dic  | Inv      | Pri      | Est      | Aut      | Anno |
| ------------------- | ---- | ---- | ---- | ---- | ---- | ---- | ---- | ---- | ---- | ---- | ---- | ---- | -------- | -------- | -------- | -------- | ---- |
| T. max. media (°C)  | 3    | 3    | 8    | 13   | 18   | 22   | 24   | 23   | 19   | 13   | 7    | 4    | 3,3      | 13       | 23       | 13       | 13,1 |
| T. min. media (°C)  | −3   | −3   | 0    | 4    | 9    | 12   | 14   | 14   | 11   | 6    | 2    | −1   | −2,3     | 4,3      | 13,3     | 6,3      | 5,4  |
| Precipitazioni (mm) | 42   | 33   | 41   | 37   | 54   | 69   | 56   | 58   | 45   | 37   | 44   | 55   | 130      | 132      | 183      | 126      | 571  |

L'area urbana centrale presenta un microclima con fino a 4 °C in più rispetto alla periferia.
L'aria è relativamente poco inquinata grazie al vento, alle grandi aree verdi e all'efficienza dei trasporti pubblici, che rende scorrevole anche il traffico automobilistico.

### Comuni confinanti

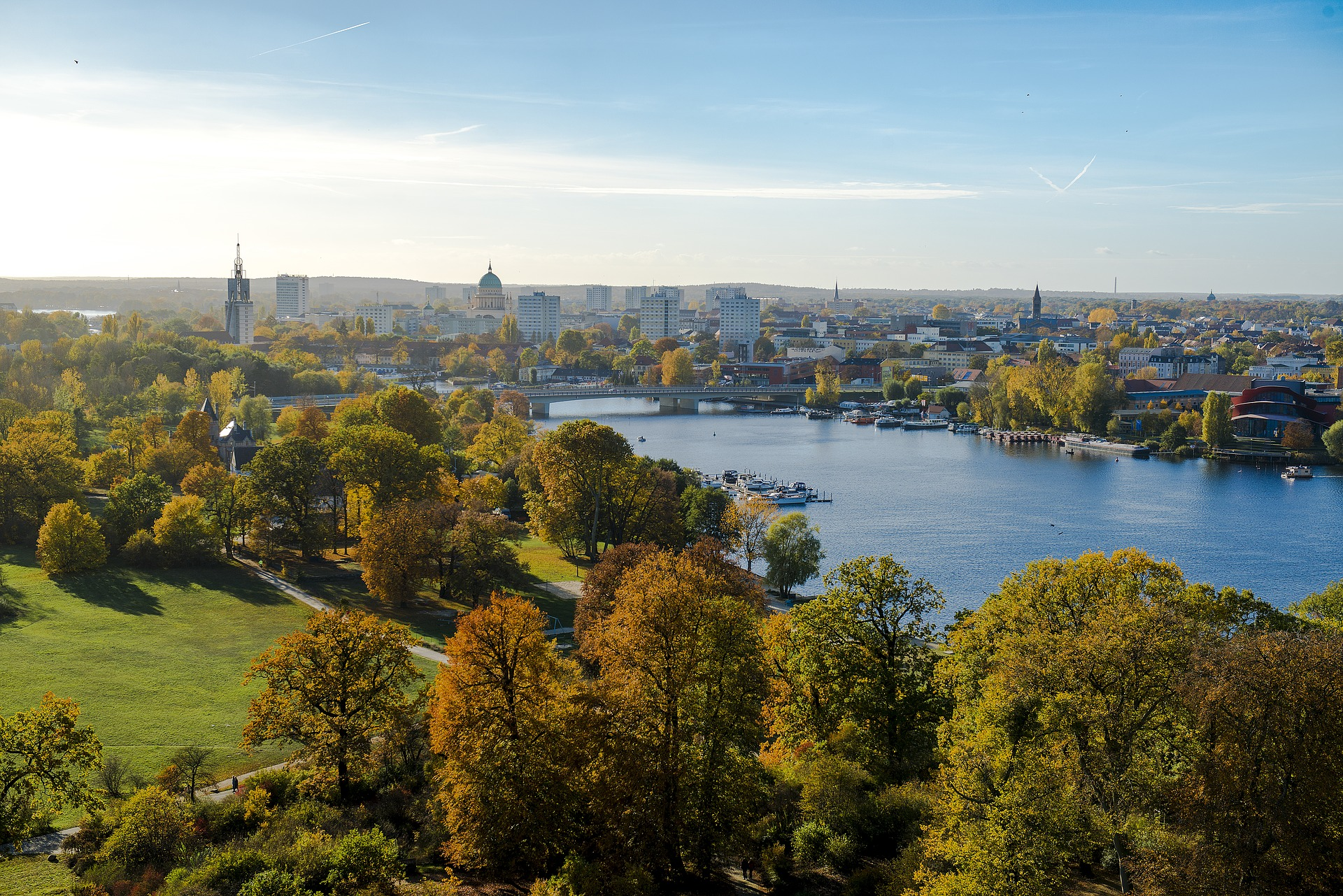
Potsdam

Berlino confina con 27 comuni del Brandeburgo, di cui 7 sono città, fra cui quella extracircondariale di Potsdam.
Vengono qui riportati gli altri 26, suddivisi per circondario (Landkreis), partendo da nord-est e procedendo in senso orario:
- Barnim: Wandlitz, Panketal, Ahrensfelde.
- Märkisch-Oderland: Hoppegarten, Neuenhagen bei Berlin.
- Oder-Spree: Schöneiche bei Berlin, Woltersdorf, Erkner (città), Gosen-Neu Zittau.
- Dahme-Spreewald: Königs Wusterhausen (città), Zeuthen, Eichwalde, Schulzendorf, Schönefeld.
- Teltow-Fläming: Blankenfelde-Mahlow, Großbeeren.
- Potsdam-Mittelmark: Teltow (città), Kleinmachnow, Stahnsdorf.
- Havelland: Dallgow-Döberitz, Falkensee (città), Schönwalde-Glien.
- Oberhavel: Hennigsdorf (città), Hohen Neuendorf (città), Glienicke/Nordbahn, Mühlenbecker Land.

## Storia

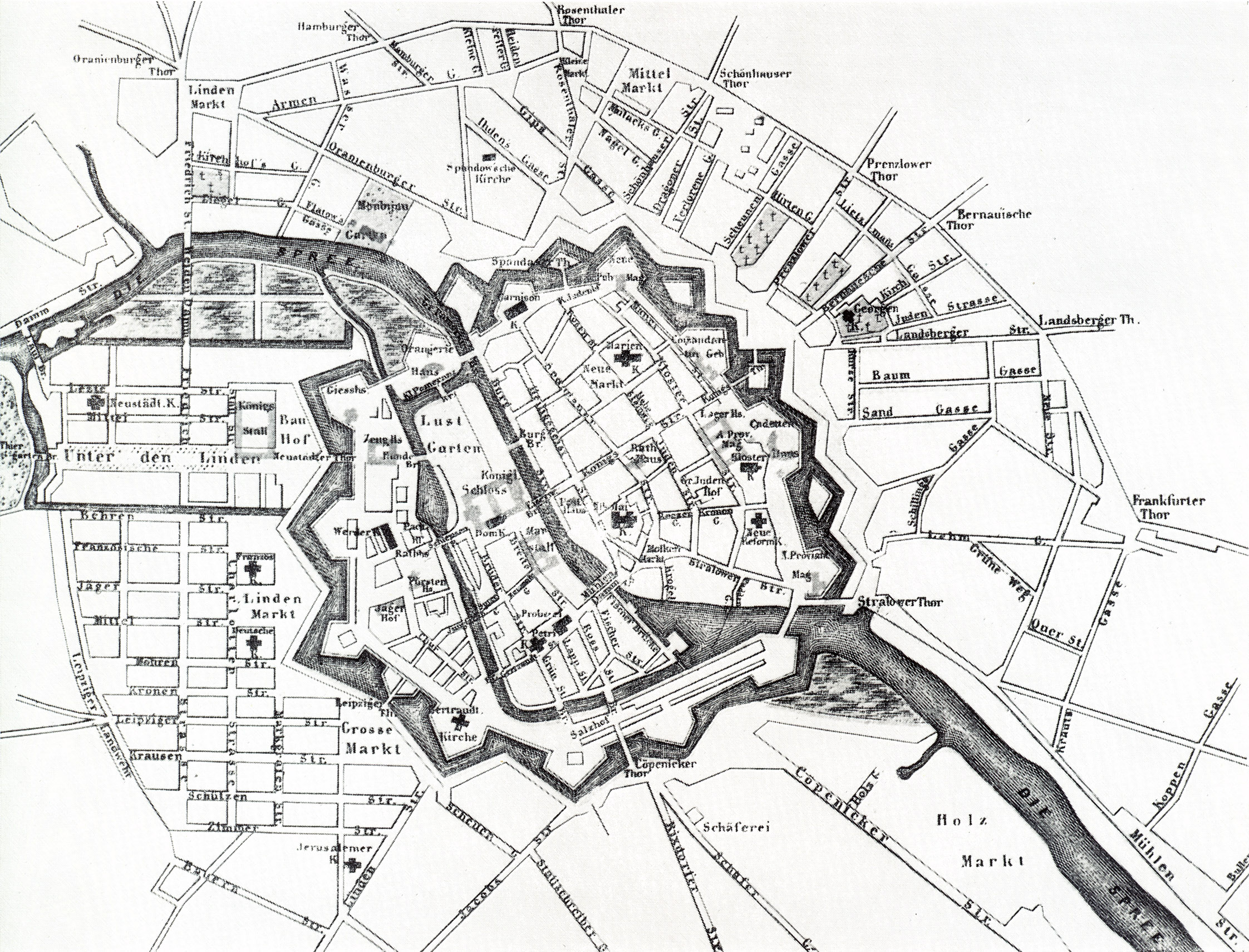
Berlino nel 1710

Berlino nacque molto probabilmente come borgo commerciale di origine slava nel XII secolo, in corrispondenza di un'isola della Sprea. Originariamente vi erano due città distinte: Berlino, a est del fiume, e Cölln, sull'isola.
Nei secoli successivi, Berlino acquistò sempre più importanza sulle altre città del Brandeburgo: nel 1451 divenne residenza dei margravi di Brandeburgo, dal 1701 capitale del regno di Prussia, dal 1871 capitale dell'Impero tedesco. Nel 1920 vennero inglobati molti comuni e città circostanti, creando la "Grande Berlino".
Capitale della Germania anche durante l'epoca nazionalsocialista, fu uno degli obiettivi principali dei bombardamenti alleati durante la seconda guerra mondiale, terminata in Europa proprio con la resa incondizionata della Germania l'8 maggio del 1945.

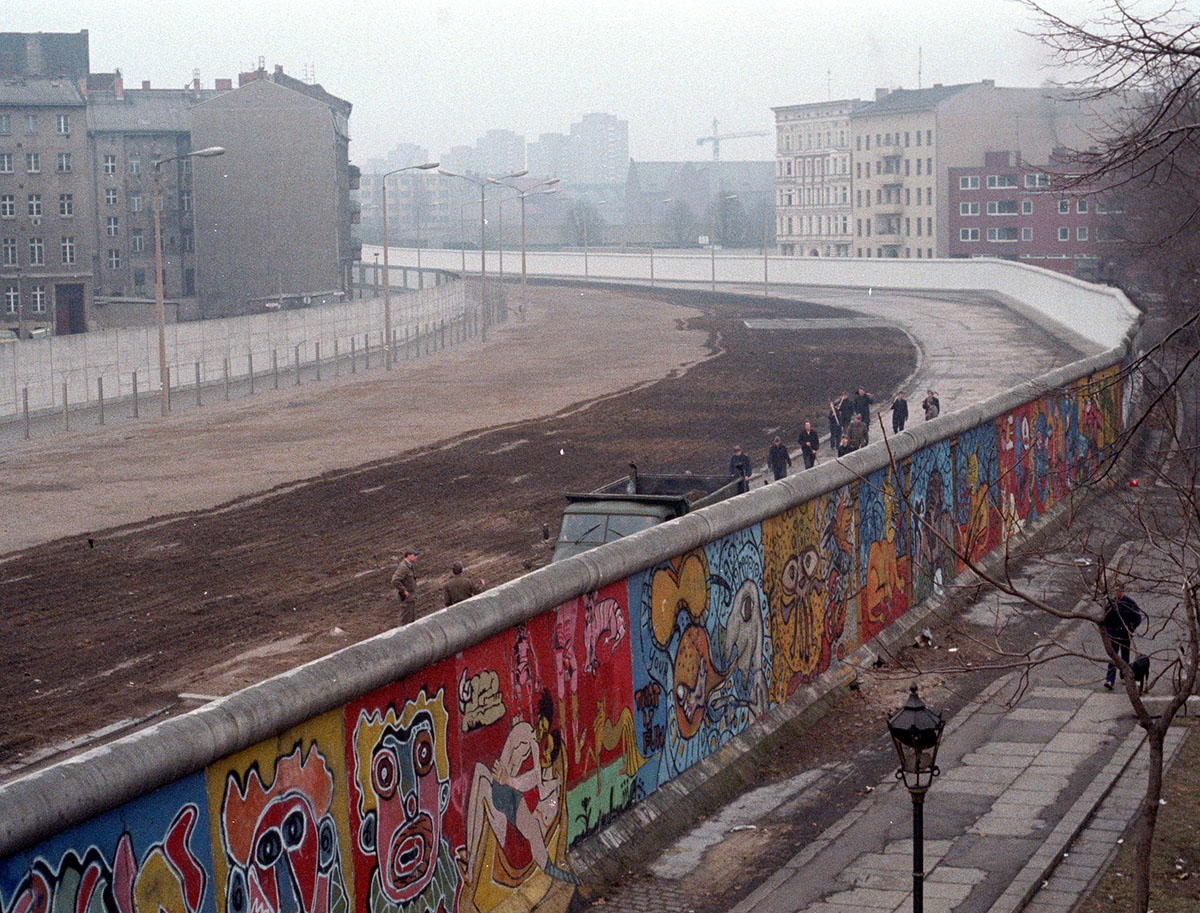
Il Muro di Berlino nel 1986, dipinto sul lato occidentale

Alla fine della guerra, la città fu divisa in quattro zone d'occupazione, e quindi divisa in due parti concorrenti: i tre settori occidentali (Berlino Ovest) e il settore sovietico (Berlino Est). Mentre Berlino Est divenne capitale della Repubblica Democratica Tedesca, Berlino Ovest fu un'exclave della Repubblica Federale, e del mondo occidentale, oltre la Cortina di Ferro.
L'inizio della guerra fredda fu il Blocco di Berlino dal 24 giugno 1948 all'11 maggio 1949, efficacemente contrastato dal cosiddetto Ponte Aereo, il più grande trasporto umanitario della storia, messo in atto principalmente dagli Stati Uniti d'America e dalla Gran Bretagna, che in seguito vennero visti – come anche la Francia – non più come "forze di occupazione", ma come "forze di protezione". Anche il successivo tentativo sovietico di annettere Berlino Ovest alla DDR – l'ultimatum di Chruščëv del 1958 – venne respinto dagli Alleati Occidentali. Il 13 agosto 1961 il governo della Germania Est – ottenuto il permesso da Mosca – innalzò il Muro di Berlino, per fermare la fuga in occidente dei propri cittadini.

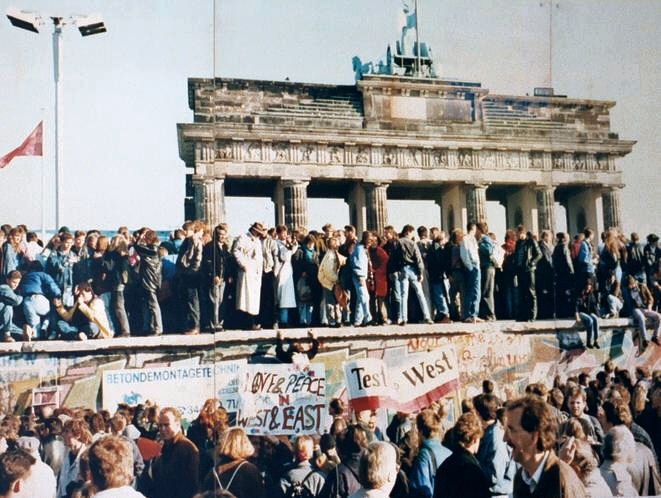
La "caduta del Muro", 1989

La solidarietà americana con i berlinesi dell'ovest era condizione essenziale della vita del cosiddetto "avamposto della libertà"; la sua espressione più nota e più incisiva sono le parole pronunziate dall'allora Presidente degli Stati Uniti d'America, John F. Kennedy, nel suo discorso tenuto il 26 giugno 1963: Ich bin ein Berliner (it.: "Io sono un berlinese").
La "caduta del Muro" nella tarda serata del 9 novembre 1989 rese possibile la Wiedervereinigung (riunificazione tedesca), con la quale Berlino è tornata a essere la capitale della Germania unita.

### Origine del nome
La maggior parte degli studiosi concorda nel rifiutare la vecchia e popolare convinzione secondo la quale il nome Berlin risalirebbe all'orso, in tedesco Bär, animale presente nella zona all'epoca della fondazione di Berlino e stemma della città fin dal 1280. Deriva invece, con molta probabilità, dalla radice slava berl, ovvero palude, isola di fiume.

## Urbanistica
Le strutture dell'odierna metropoli, nonché molti singoli edifici, sono risultato di oltre otto secoli di storia. La funzione di Berlino come capitale – della Marca di Brandeburgo dal 1451, del Regno di Prussia dal 1701, dell'Impero tedesco dal 1871, della Repubblica di Weimar e del regime nazista, limitatamente alla parte orientale della DDR e ora della Repubblica Federale Tedesca, dopo l'unificazione del 1990 – ha lasciato i suoi segni ben visibili.

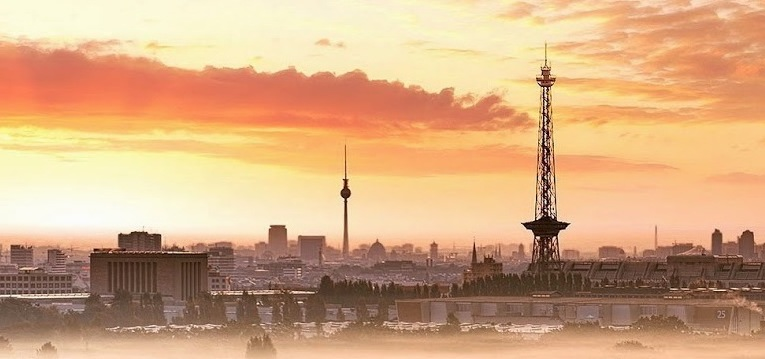
Berlino (2014)
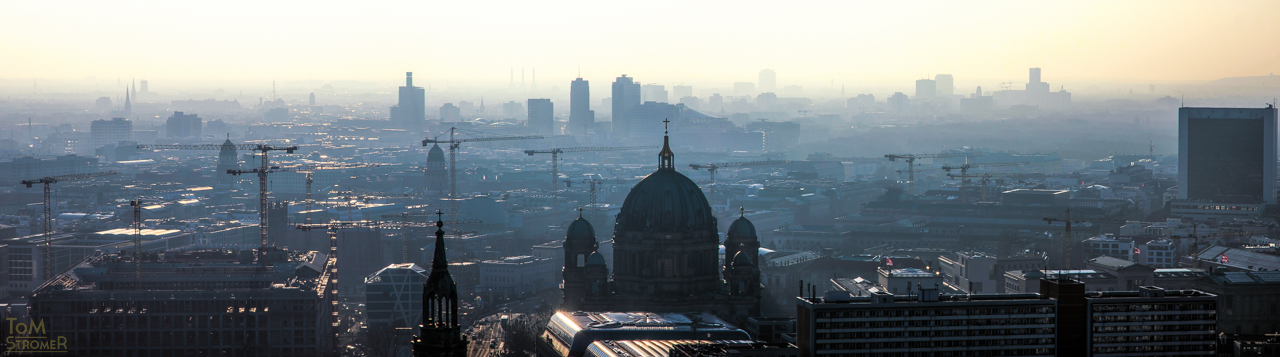
Berlino (2015)

### Berlino fino al 1920
Berlino, già nata dall'unione dei due comuni Berlin e Cölln, crebbe, a partire da metà del Seicento, attraverso la fondazione di nuovi sobborghi.

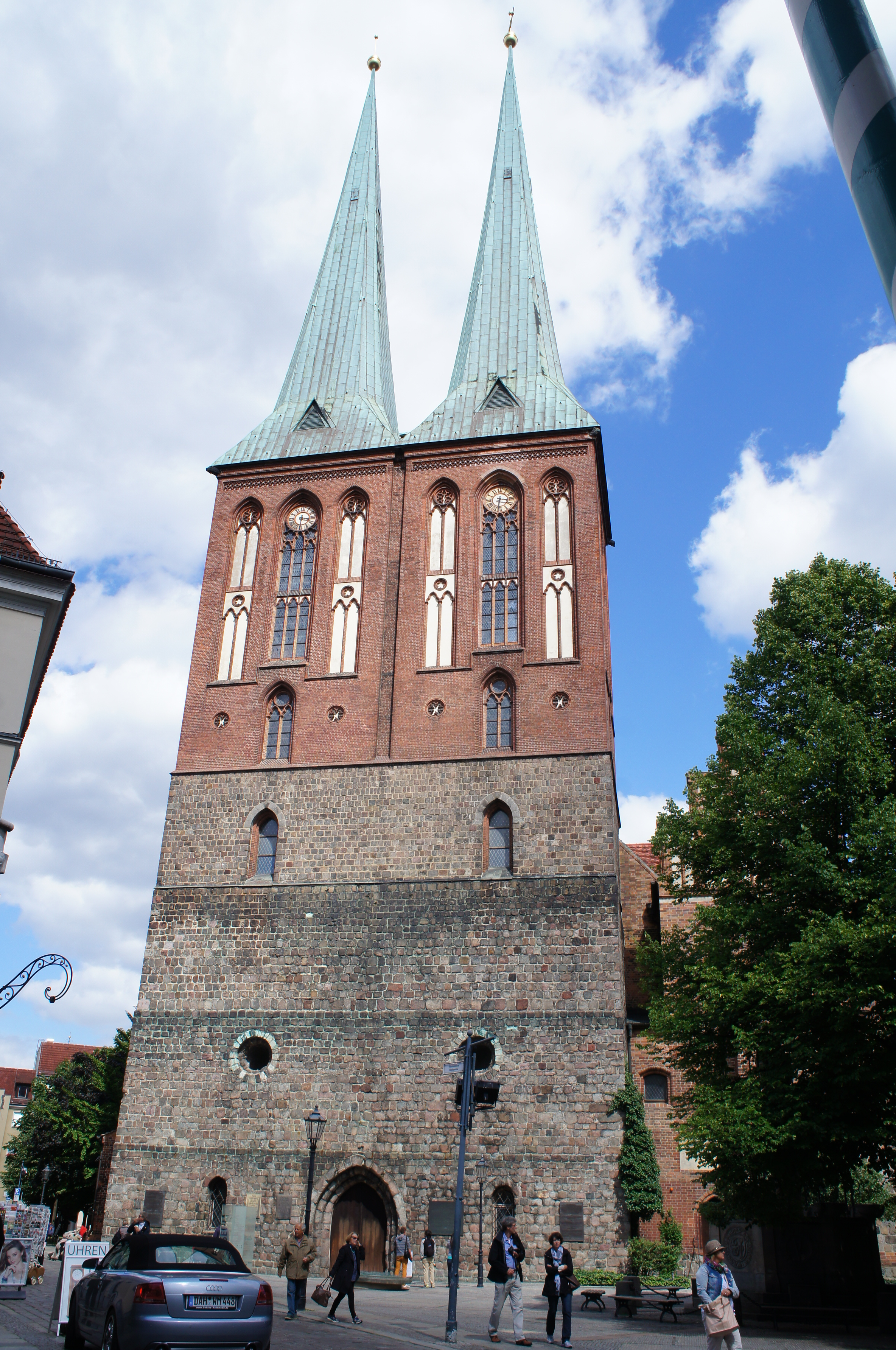
La Nikolaikirche (Chiesa di San Nicola), 1400

La vecchia Berlino corrisponde alle parti centrali dell'odierno quartiere Mitte, con la centrale isola nel fiume Sprea e la corrispondente riva orientale. Sul lato orientale della porzione centrale dell'isola si trovava il cosiddetto Castello di Città, la cui storia risale fino al 1443, castello reale fin dal 1701, abbattuto dal governo comunista nel 1950. Approssimativamente nella posizione del castello la DDR costruì – dal 1973 al 1976 – il cosiddetto Palast der Republik (it.: Palazzo della Repubblica), demolito tra 2006 e il 2008. Al suo posto è stato costruito a partire dal 2013 il cosiddetto Humboldt Forum. Il nuovo edificio presenta tre delle facciate storiche del Castello di Berlino ed è destinato ad accogliere il Museo Etnologico, il Museo di Arte Asiatica, la Biblioteca Centrale e Regionale di Berlino e la Humboldt Universität.
A nord della piazza si trovano il Lustgarten: una piazza verde pubblica, un tempo giardino dello stesso castello e il Duomo di Berlino – presente fin dal 1536, anche se l'aspetto è prevalentemente quello del 1905.
L'intera punta settentrionale dell'isola costituisce l'Isola dei Musei, con i suoi cinque grandi edifici dedicati alle esposizioni e costruiti a partire dal 1822, oggi uno dei più importanti complessi museali del mondo, dedicato soprattutto alle collezioni archeologiche e all'arte dell'Ottocento.
L'antica e caratteristica architettura della parte meridionale dell'isola, la cosiddetta Fischerinsel (it.: isola dei pescatori) è stata distrutta completamente dai bombardamenti della seconda guerra mondiale; l'unico elemento antico è il piccolo ponte Jungfernbrücke, collegamento con la terraferma a ovest dell'isola.
Immediatamente a est dell'isola si trova il quartiere ricostruito Nikolaiviertel, con la Nikolaikirche (Chiesa di San Nicola), la più antica chiesa di Berlino.
Non distanti si trovano il Municipio Rosso (dal caratteristico colore dei mattoni), nella forma degli anni sessanta dell'Ottocento, ma nella posizione del municipio medievale, e la Marienkirche, chiesa fondata nel XIII secolo.

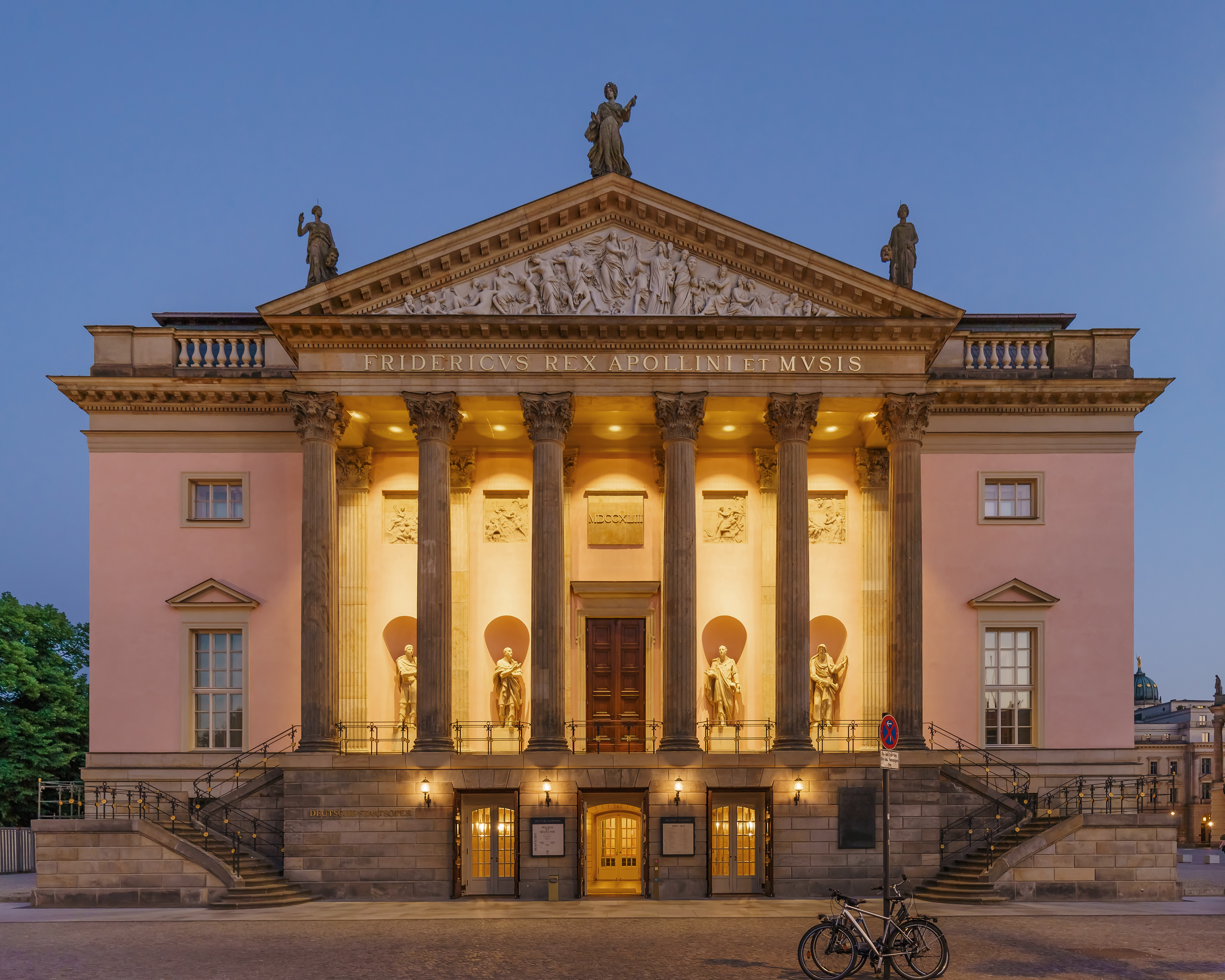
La Staatsoper, 1742

Dall'isola porta verso ovest e fino alla Porta di Brandeburgo il viale Unter den Linden (it.: sotto i tigli), trasformato nel 1647 da polveroso sentiero per cavalcare in viale alberato e ampliato più volte in seguito.
Il viale è tagliato a metà dalla perpendicolare Friedrichstraße che collega, a sud dei Tigli, la Friedrichstadt (it.: città di Federico), fondata nel 1688, incorporata come quartiere di Berlino nel 1709 e nota per la sua piazza Gendarmenmarkt, con le chiese francese e tedesca e il Schauspielhaus (teatro di prosa: oggi sala per concerti), fronteggiato dalla statua di Friedrich Schiller, nonché, a nord del grande boulevard, la Dorotheenstadt, sorta quindici anni prima della Friedrichstadt e inglobata – come anche il sobborgo di Friedrichswerder – con lo stesso atto amministrativo del 1709.
Lungo il "viale dei Tigli" si trovano la Staatsoper Unter den Linden e la Cattedrale cattolica di Sant'Edvige, entrambe costruite sotto Federico il Grande; anche la Staatsbibliothek Unter den Linden, la Guardia Nuova del 1818 e il lussuoso Hotel Adlon del 1907 (distrutto nel 1945 e riaperto nel 1997) si affacciano sullo storico viale.
A nord del centro storico si trova il Scheunenviertel, in cui nel corso dei secoli trovarono rifugio i rifugiati ebrei vittime delle persecuzioni nell'Europa orientale. Qui, prima dell'avvento del nazismo, fiorì, perfettamente inserita nel contesto sociale, una comunità ebraica ricca e culturalmente attiva; vi si trova la monumentale Sinagoga nuova di Berlino, inaugurata nel 1866, devastata dai bombardamenti nel novembre 1943, abbattuta in parte dalle autorità della DDR nel 1958 e in parte ricostruita nel 1988-93 come sede del Centrum Judaicum. Dal 1995 l'edificio comprende anche una piccola sinagoga (la Synagoge Oranienburger Straße).

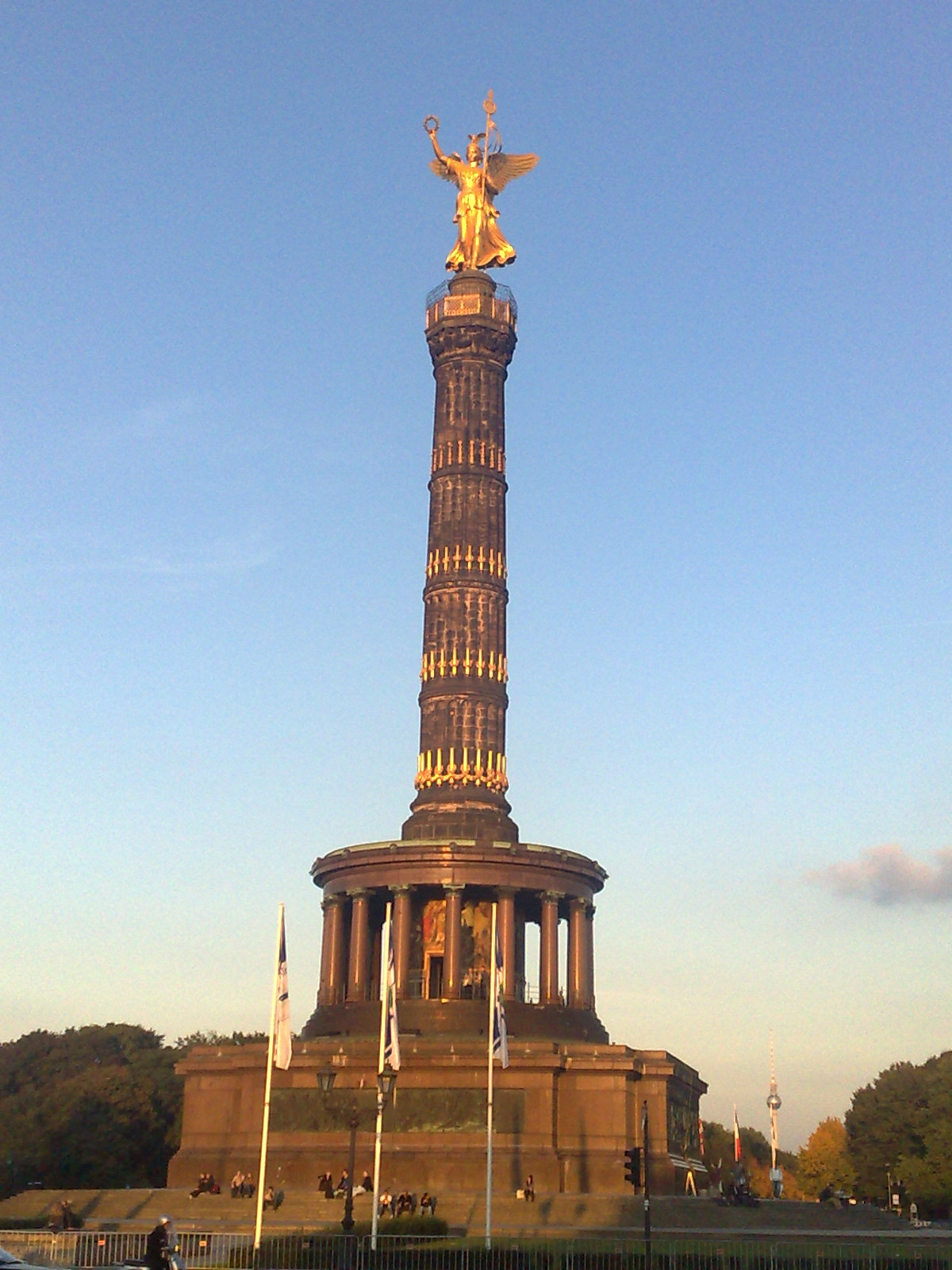
Colonna della Vittoria, 1873

Notevole nella zona è anche la Sophienkirche (it.: chiesa di Santa Sofia). Nel periodo 1994 - 1996 molti edifici del quartiere sono stati restaurati e costituiscono attrattive turistiche, quali gli Hackesche Höfe, un complesso di edifici con numerosi cortili interni, costruiti nel 1908 da August Endell.
Con un'importante riforma territoriale nel 1861 vennero integrati nella città di Berlino i sobborghi di Wedding, Moabit, Tempelhofer Vorstadt – corrispondente all'attuale parte meridionale di Kreuzberg con l'omonima collina nel Viktoriapark – e Schöneberger Vorstadt, corrispondente all'attuale parte orientale di Schöneberg.
Fin dal 1861 fa parte di Berlino anche il Tiergarten, il grande parco centrale, già riserva di caccia dei re di Prussia, aperta al pubblico da Federico il Grande nel 1742, 210 ettari di verde al cui centro si trova la Siegessäule (Colonna della Vittoria) e adiacente il noto Zoologischer Garten Berlin, la Haus der Kulturen der Welt (Casa delle culture del mondo, centro congressi e di manifestazioni), il Schloss Bellevue (it.: Castello Belvedere), dal 1994 sede del Presidente Federale, e il Reichstag, sede del parlamento federale Bundestag. Fu fondato come primo parco comunale della città negli anni 1840 il Volkspark Friedrichshain, il cui nome venne dato nel 1920 anche al quartiere.
Per adeguare le infrastrutture della città e del suo immediato circondario alla rapida crescita della popolazione nel 1862 venne adottato il cosiddetto Piano Hobrecht per progettare e ottimizzare il traffico stradale, gli acquedotti e le fognature.

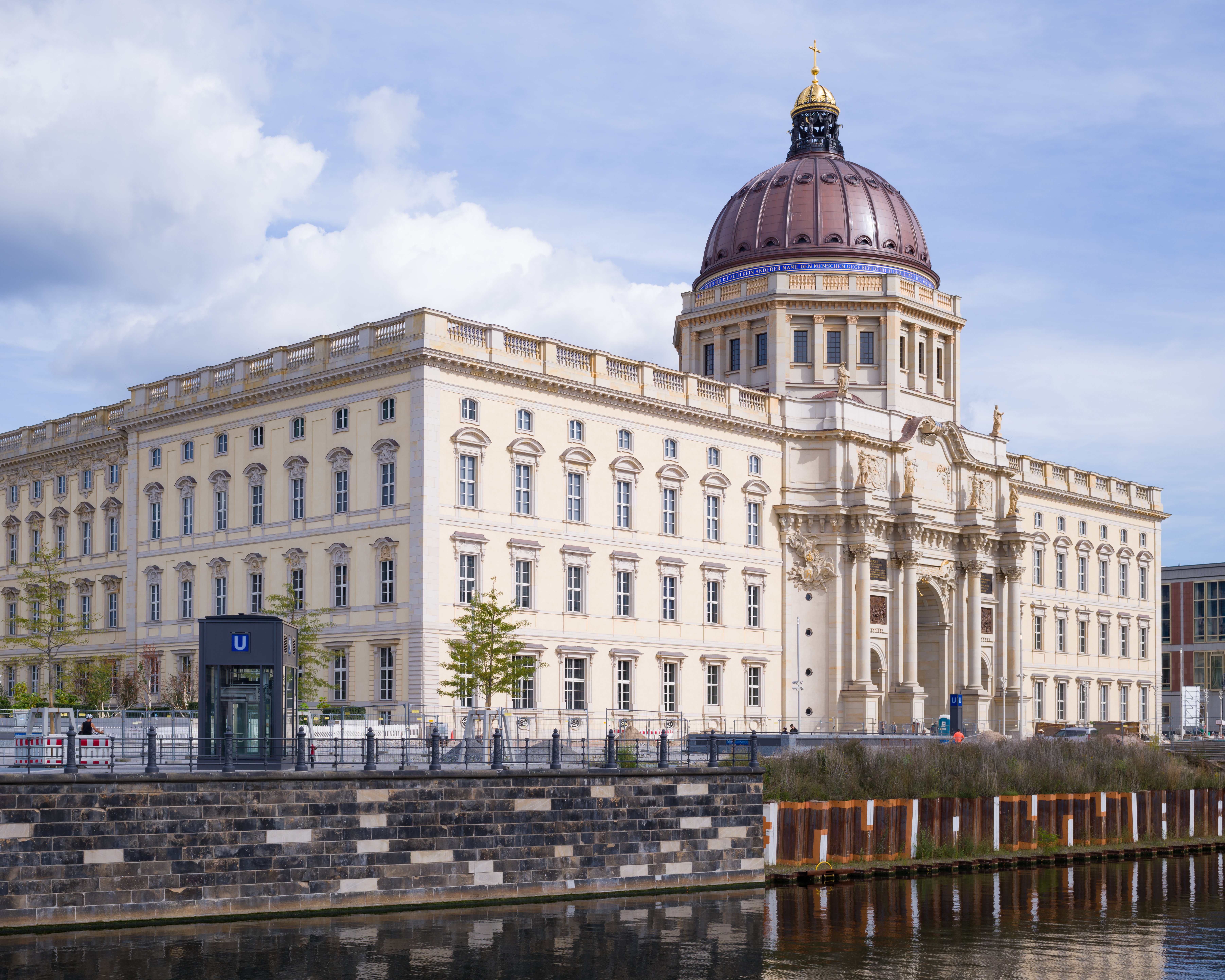
Il Castello di Berlino.

### Groß-Berlin: la riforma del 1920
Attorno alla storica Berlino si erano sviluppati nuovi centri. Nella seconda metà dell'Ottocento si erano formati, oltre ai grandi insediamenti industriali, quartieri popolari abitati da operai composti da "casermoni" (Mietskaserne), serie di 6 immobili a cinque piani, situati l'uno dietro l'altro, parallelamente all'asse della strada. La popolazione, di oltre un milione di abitanti nel 1875, tra il 1890 e il 1900 raggiunse la ragguardevole cifra di 1,8 milioni; in alcune zone la densità abitativa superava 30 000 persone al km². La maggior parte di questi quartieri all'inizio del Novecento – per quanto ben collegate alla città – non facevano parte della municipalità berlinese. Anche altre città e villaggi nei dintorni – alcuni dei quali fondati prima della stessa Berlino – erano cresciuti, partecipando al boom economico della capitale, come Spandau, Köpenick, Wilmersdorf. Infine vennero fondati, attorno alla fine del secolo, diversi quartieri residenziali, in particolare a sud-ovest di Berlino – come Nikolassee, Wannsee sull'omonimo lago e Lichterfelde, nota anche per il grande Giardino Botanico aperto nel 1904, ma anche in altre zone attorno alla grande città, come Frohnau a nord; la maggior parte di queste nuove fondazioni erano fin dall'inizio ben collegate con la città – emblematico il caso di Nikolassee, la cui prima "villa" era la stazione ferroviaria, in seguito diventata stazione della S-Bahn (Schnellbahn, cioè ferrovia veloce) berlinese.

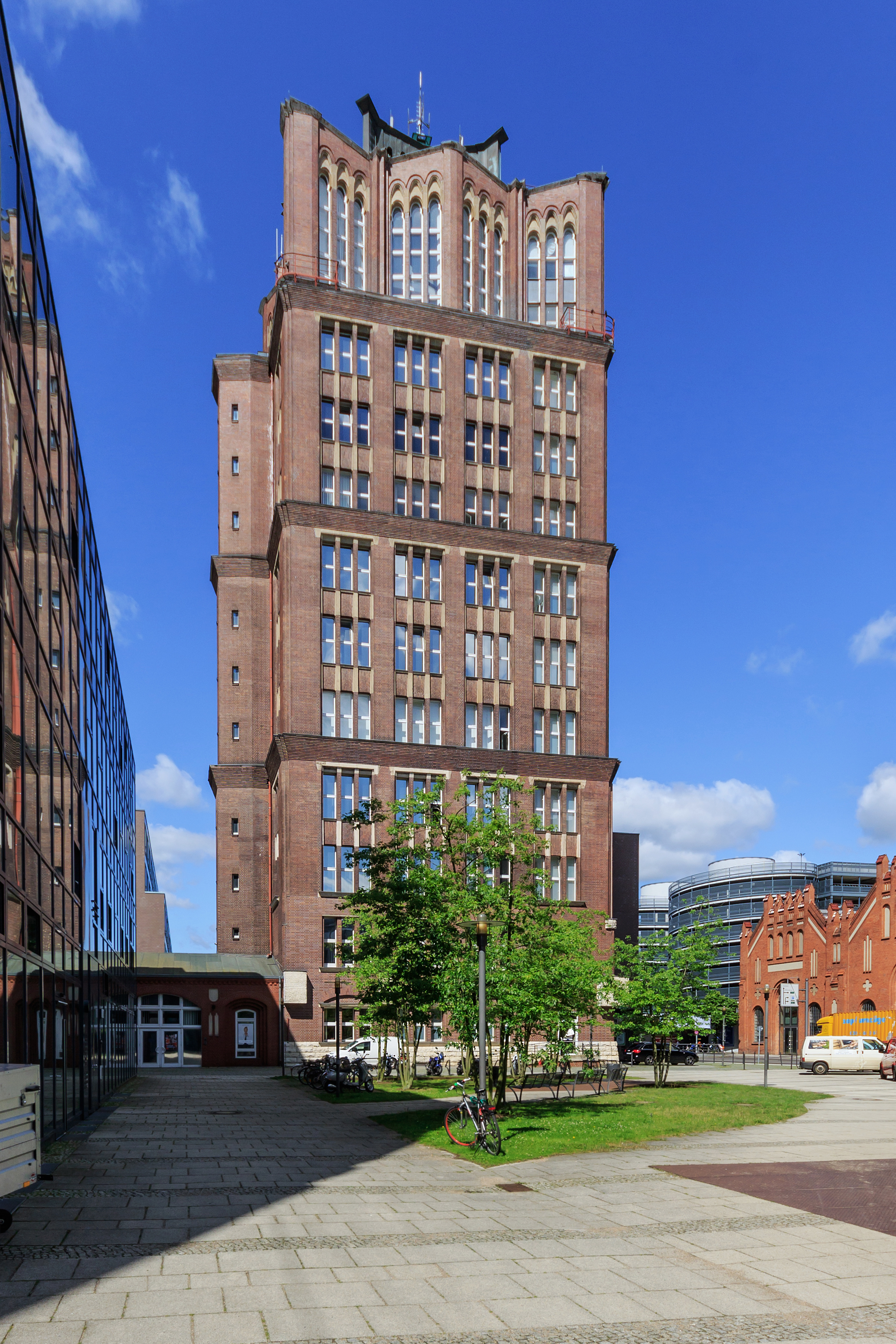
Borsigturm, 1925

Il movimento a favore di una riforma territoriale dell'area metropolitana dovette lottare contro vari interessi di parte, come quelli delle piccole ma ricche zone a sud di Berlino, che temevano di perdere, con la riforma, i contribuenti benestanti. I due grandi meriti di questo movimento sono condizioni essenziali della vita di Berlino.
Al fine di assicurare l'approvvigionamento di acqua per la metropoli e di conservare spazi naturali per la popolazione, l'associazione a favore della Grande Berlino nel 1915 aveva acquistato oltre 10 000 ettari di foreste nei dintorni della città. Con altri successivi acquisti e grazie alla legislazione sostanzialmente invariata dall'epoca, Berlino dispone di oltre 200 km² di foreste sul territorio comunale, delle quali la più grande e nel contempo più centrale è il Grunewald (it.: Bosco verde, che trae il suo nome dal Jagdschloss Grunewald, castello di caccia del 1543), e di altri 95 km² fuori dai confini comunali, più di ogni altra metropoli europea.
L'altro – e più noto – risultato di questo movimento era la legge entrata in vigore il 1º ottobre del 1920. Il numero degli abitanti risultò raddoppiato, da 1,9 milioni a oltre 3,8 milioni; la superficie della città passò da 66 km² a 883 km² e corrispondeva, a parte alcune piccole modifiche, a quella odierna.
Sette furono le città che contribuirono alla formazione della Grande Berlino. La maggiore era Charlottenburg, a cavallo tra Seicento e Settecento, villaggio attorno al Castello di Charlottenburg, nel 1920 ricca città con 322 717 abitanti, che costituiva il Nuovo Ovest della metropoli, con l'elegante viale Kurfürstendamm, su cui ancor oggi affacciano teatri e negozi.
Il contributo di Neukölln era di 262 414 abitanti, prevalentemente operai.

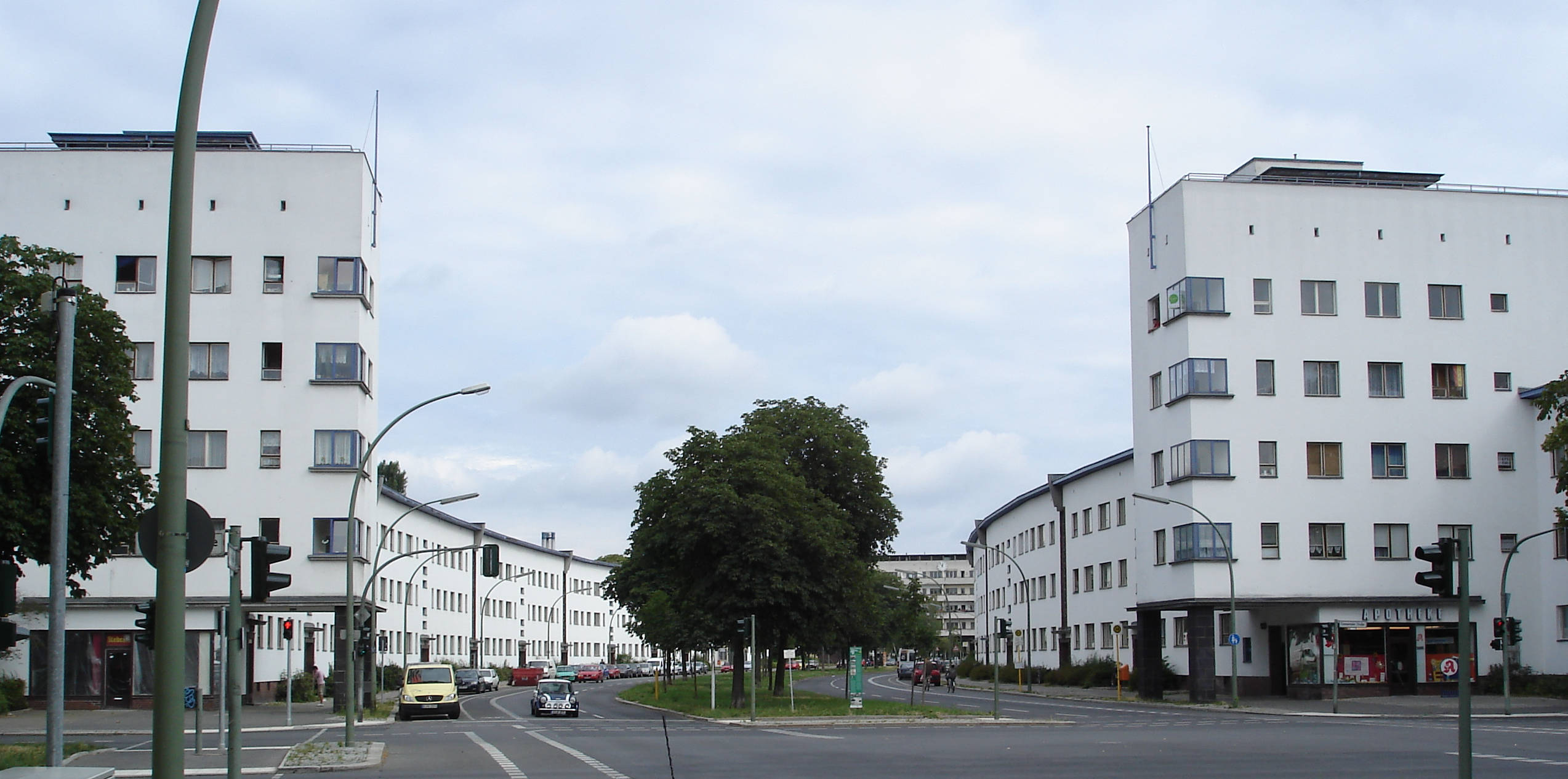
Weiße Stadt ("Città bianca"), 1931

Tra la vecchia Berlino e Charlottenburg si trova Schöneberg, nel 1920 città piuttosto borghese con 178 207 abitanti; il municipio della città, poi del distretto, farà, durante gli anni della divisione, la funzione di municipio di Berlino Ovest. Vi si trova il KaDeWe, fondato nel 1907, è tuttora il più grande e lussuoso grande magazzino di Berlino.
Lichtenberg, città industriale a est di Berlino, consegnava 144 986 nuovi berlinesi.
Wilmersdorf ha mantenuto fino a oggi il suo carattere di tranquilla località; nel 1920 aveva 139 468 abitanti.
Il centro storico di Spandau è più antico di Berlino; sita a 13 chilometri a ovest del centro storico di Berlino ha dato 95 373 abitanti e uno degli edifici più antichi della Grande Berlino, la fortezza Zitadelle Spandau.
La più piccola tra le città era Köpenick con 32 589 abitanti, anch'essa fondata prima di Berlino. Con Köpenick entrarono nel nuovo territorio berlinese anche le ampie zone verde nel sud-est, il grande lago Müggelsee con le sue foreste e i parchi – più centrali – Treptower Park e Plänterwald.
Tra le numerose altre località integrate – alle quali Berlino deve il soprannome "Città dei cento villaggi" – risulta anche la maggior parte dei quartieri residenziali eleganti, quelli più periferici e anche quelli più vicini come Grunewald ai margini dell'omonima foresta, o Westend, dove dal 1926 si trova la Funkturm (Torre della radio), e dal 1936 l'Olympiastadion (Stadio olimpico).
Il 1º ottobre 1920 Berlino era la seconda città del mondo per superficie – dopo Los Angeles – e la terza per numero di abitanti, dopo Londra e New York. I vecchi e ormai stretti confini della città – come il ponte Oberbaumbrücke non esistevano più.

### Le distruzioni della seconda guerra mondiale

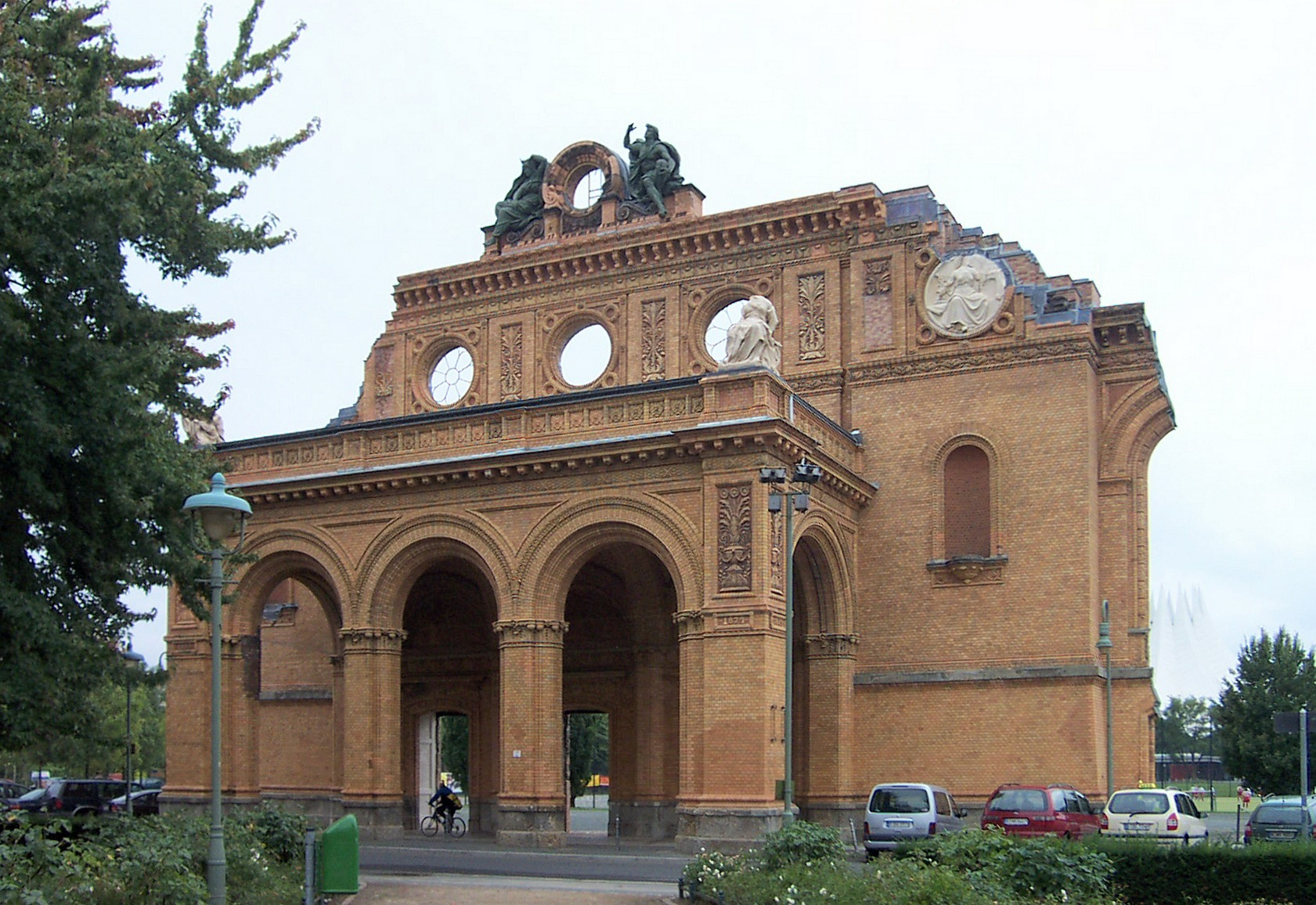
Stazione di Berlino Anhalt (1880-1945)

Durante la seconda guerra mondiale Berlino, capitale della Germania hitleriana e centro direzionale dell'Europa nazista, divenne l'obiettivo a partire dal 1943 di una intensa campagna di bombardamenti aerei da parte degli Alleati occidentali; la città venne fortemente colpita e subì forti danni.
Danni ancor più gravi invece furono provocati dalla drammatica battaglia finale contro l'Armata Rossa all'interno del centro urbano stesso di Berlino; la città, difesa da reparti fanatici di Waffen-SS e volontari stranieri filo-nazisti, venne accerchiata dalle colonne di carri armati sovietici e poi conquistata sistematicamente con combattimenti ravvicinati di superficie e nelle gallerie sotterranee. I soldati sovietici impiegarono una grande potenza di fuoco per schiacciare la resistenza dei residui reparti tedeschi e stranieri. La battaglia terminò il 2 maggio 1945 con la resa della guarnigione tedesca.
Al termine della guerra risultava distrutto in un grado irrecuperabile il 20% degli edifici, il 50% nei quartieri centrali; 28,5 km² del territorio urbano erano coperti da macerie. Non erano più abitabili 600 000 appartamenti. Le strutture industriali e commerciali risultavano utilizzabili solo in parte. Gravemente danneggiate erano anche le infrastrutture, in particolare le linee ferroviarie urbane, come ad esempio S-Bahn e U-Bahn (da Untergrundbahn, cioè "ferrovia sotterranea" o ferrovia metropolitana).

### Ricostruzione e sviluppo della città divisa
La ricostruzione delle più importanti strutture urbane iniziò immediatamente dopo la fine della seconda guerra mondiale; in particolare occorreva rimettere in funzione anche solo provvisoriamente le reti di approvvigionamento, almeno i ponti più importanti e il traffico pubblico. Occorreva sgombrare le macerie: questo lavoro venne fatto soprattutto da donne, le cosiddette Trümmerfrauen – "donne delle macerie" in italiano; infatti le competenze professionali degli uomini –presenti – quelli non morti, non gravemente feriti e prigionieri di guerra non ancora liberati – erano indispensabili. I singoli mattoni riutilizzabili vennero separati e puliti; anche travi, tubi e altro materiale veniva riutilizzato, mentre le macerie restanti non riutilizzabili venivano portate in diverse zone, soprattutto periferiche, a formare colline, poi coperte di terra e piantumate. La maggiore di queste colline è il Teufelsberg, ai margini del Grunewald e alto 114,7 m s.l.m.
In tutta la città, gli elementi illesi, restaurati o ricostruiti, convivono con quelli moderni. I risultanti contrasti costituiscono lo stile tipico della Berlino odierna e sono nel contempo una testimonianza indiretta delle distruzioni belliche. Il più noto – e in ogni caso uno dei pochi – edifici che ancora ai primi del XXI secolo danno una viva idea diretta delle distruzioni dovute ai bombardamenti, agli incendi e alla battaglia finale è la Gedächtniskirche (ossia "Chiesa della Memoria"), conservata allo stato di rudere per volontà della popolazione di Berlino Ovest e circondata dagli elementi architettonici moderni della chiesa nuova, inaugurata nel dicembre del 1961.
La zona attorno alla Gedächtniskirche, il "Nuovo Ovest" dei primi anni del Novecento, fra i quartieri di Charlottenburg, Wilmersdorf e Schöneberg, divenne rapidamente un'importante zona commerciale di Berlino Ovest. Anche la sola Berlino Ovest, durante gli anni del Muro – 480 degli 890 km² totali – era una città policentrica; altre importanti zone commerciali erano – e sono tuttora – il centro storico di Spandau e la Schloßstraße di Steglitz, dove nell'aprile del 1970 venne aperto uno dei primi centri commerciali tedeschi con oltre 50 negozi.
Nacque invece in una zona periferica di Berlino Ovest, a ridosso del confine verso il settore sovietico e, dal 1961, del Muro, il Kulturforum. Il primo edificio nuovo fu la Philharmonie, costruita tra il 1960 e il 1963 su progetto di Hans Scharoun.
- St. Matthäuskirche

Fernsehturm di Berlino (La torre della televisione), 1969

- Biblioteca di Stato di Berlino (Haus Potsdamer Straße)
- Deutsches Technikmuseum Berlin
- Sowjetisches Ehrenmal (Monumento ai soldati sovietici)
- Alt-Treptow
- Memoriale sovietico di Treptower Park
- Alexanderplatz
- Fernsehturm (Torre della televisione)
- Marx-Engels-Forum

Un altro risultato evidente dello sviluppo separato della città era la presenza di istituzioni parallele, come il Zoologischer Garten Berlin e il Tierpark, la Philharmonie e il Konzerthaus, l'Università Humboldt e l'Università libera, la vecchia e la nuova Galleria nazionale, o molti musei divisi in due. Dopo le iniziali discussioni sull'eventuale chiusura, da questo sdoppiamento ne risulta una ricchezza culturale ancora maggiore.

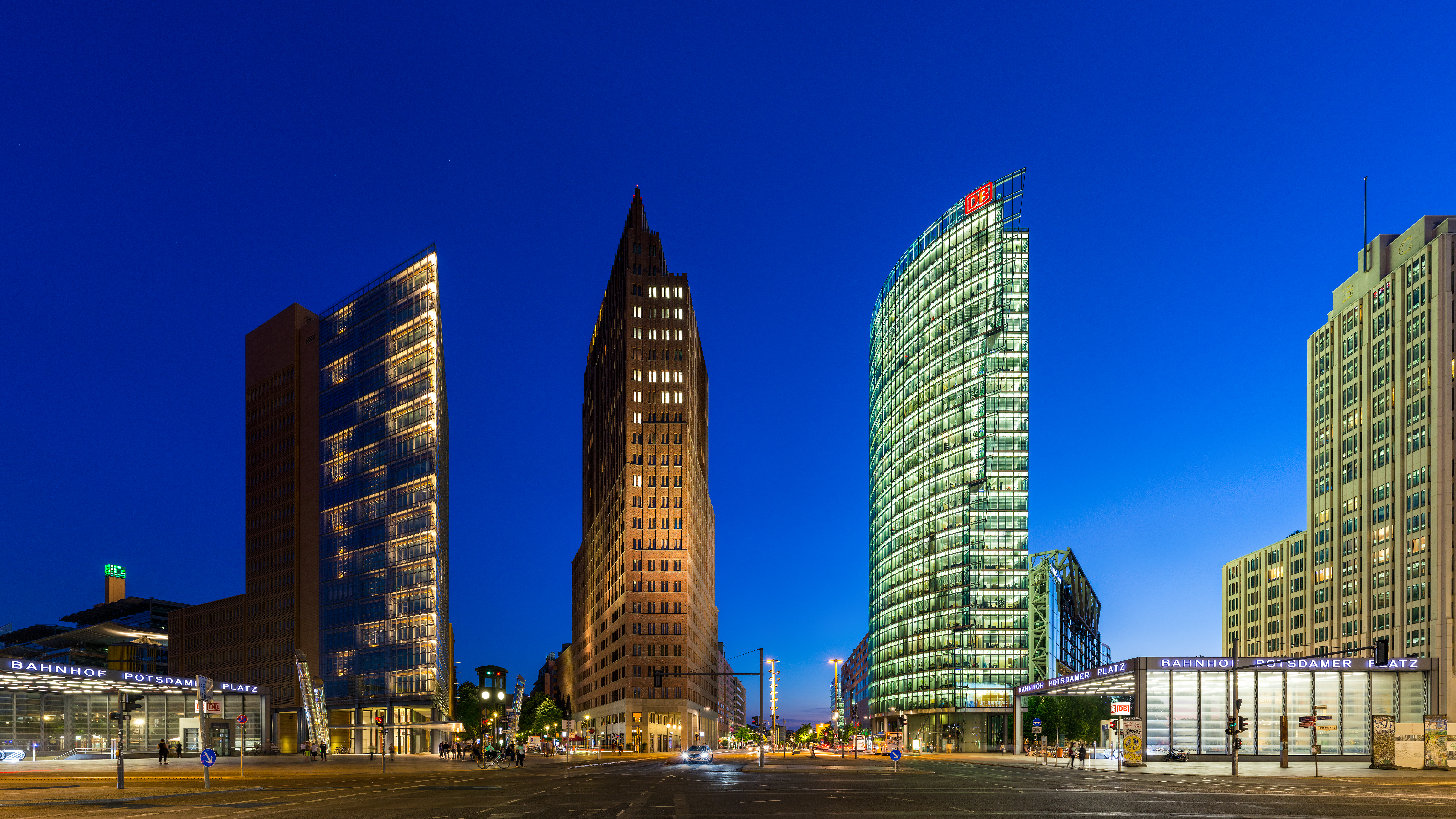
Potsdamer Platz, 1993-2004

### Dalla riunificazione a oggi
- East Side Gallery, 1990
- Oberbaumbrücke, 1992
- Mauerpark, 1994
- Reichstag / Bundestag, 1999
- Checkpoint Charlie, 2000
- Museo ebraico, 2001
- Potsdamer Platz, 1993-2004

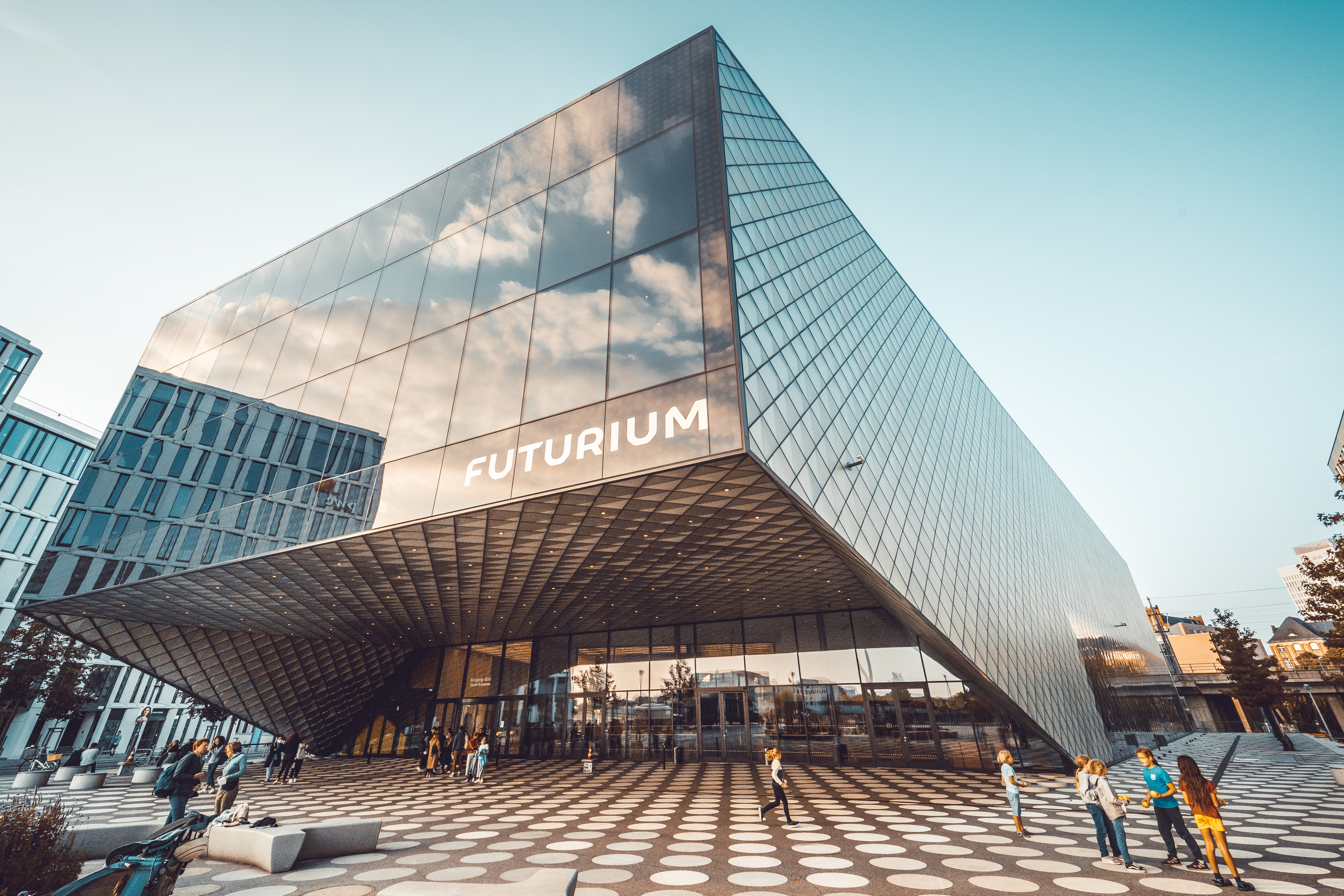
Futurium, 2019

- Memoriale per gli ebrei assassinati d'Europa, 2005
- Stazione centrale, 2006
- Mercedes Benz Arena, 2008
- Upper West, 2017
- Futurium - Casa del futuro, 2019
- Estrel Tower, 2025

## Società

### Evoluzione demografica
| Paese    | Popolazione (2020) |
| -------- | ------------------ |
| Germania | 2 984 036          |
| Turchia  | 98 814             |
| Polonia  | 55 593             |
| Siria    | 40 574             |
| Italia   | 31 355             |

La popolazione di Berlino fu, fino alla guerra dei trent'anni, molto bassa. Iniziò quindi a crescere costantemente, superando i 100 000 abitanti intorno al 1740 e il milione intorno al 1880, ma già nel 1875, con 186 abitanti per ettaro, la densità urbana era superiore a quella di Londra.

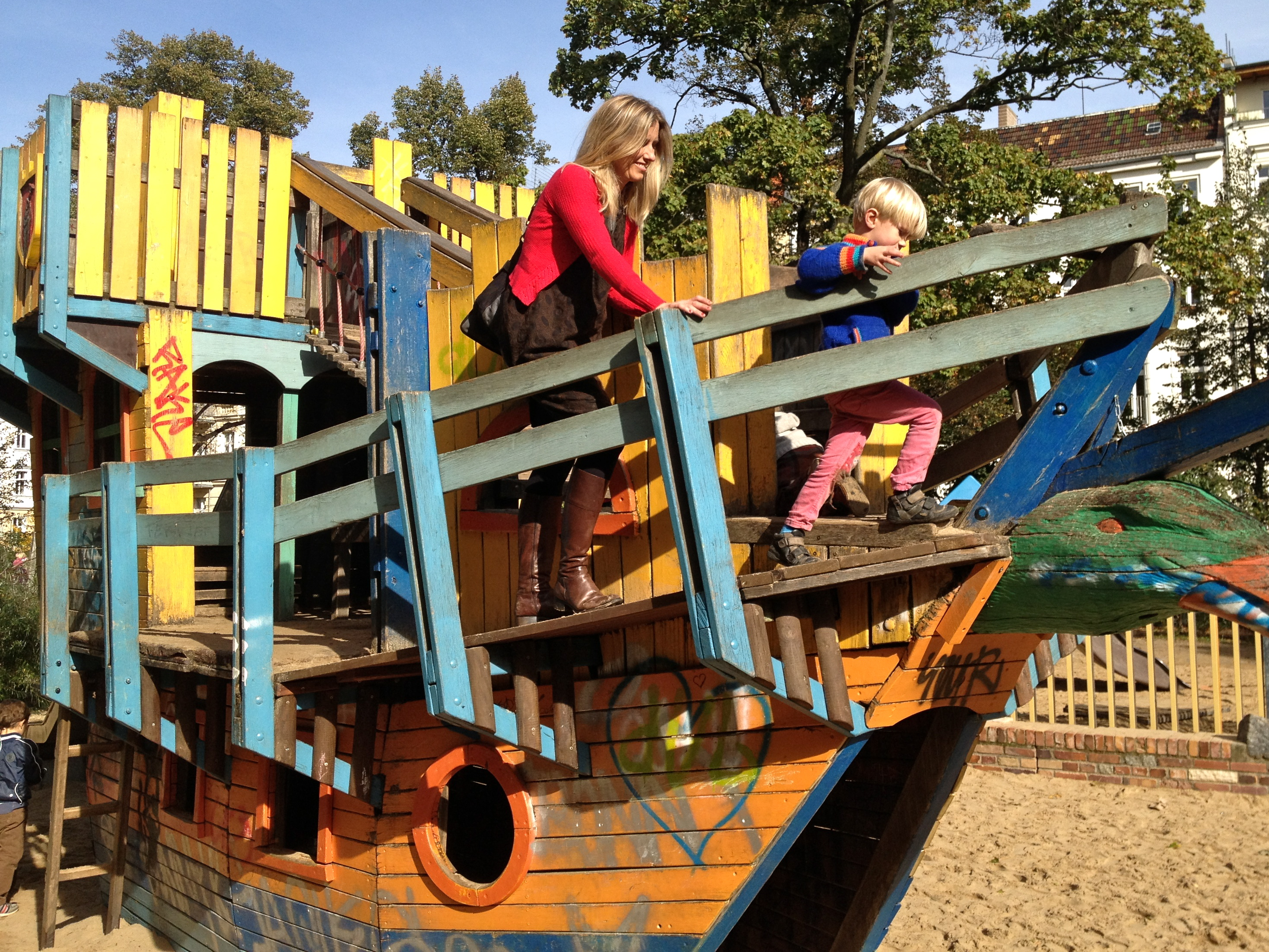
Madre con bambino (2012)

Andamento Demografico (1880-2016)

Con l'industrializzazione la città richiamò una forte immigrazione, particolarmente dalle regioni orientali. Anche le città e i comuni circostanti crebbero d'importanza. Nel 1920 la creazione della "Grande Berlino" portò la popolazione a circa 4 milioni.
Dopo le perdite della seconda guerra mondiale la popolazione, fortemente ridotta, contava circa 3 milioni di abitanti. Nel periodo della divisione della città in due blocchi Berlino Ovest ebbe un andamento demografico che oscillava tra 1,9 e 2,1 milioni di abitanti, mentre a Berlino Est il dato andava da 1,1 a 1,2 milioni. Tra il 1957 e il 1990 i giovani della Repubblica Federale di Germania hanno avuto l'opportunità di sfuggire al servizio militare se vivevano a Berlino Ovest. Successivamente alla riunificazione la popolazione si attestò sui dati attuali, con flessioni tra il 1996 e il 2001.

### Salute
Secondo il Rapporto sullo Sviluppo Umano 2019 delle Nazioni Unite, la qualità della vita in Berlino è la seconda più alta della Germania.

### Linguaggio
I berlinesi parlano tedesco e a volte il dialetto berlinese che comunque è abbastanza vicino al tedesco tipico.
L'immigrazione ha creato una considerevole minoranza turca e altre comunità più piccole tra cui italiani, serbi, greci, polacchi e croati. Esiste anche un grosso numero di tedeschi immigrati e/o fuggiti dall'ex-Unione Sovietica e dalla Romania. Molti di loro parlano la lingua della loro ex-nazione di appartenenza. Nonostante vivano a Berlino immigrati che parlano decine di lingue diverse, l´unica lingua straniera veramente diffusa è l´inglese.

### Religione

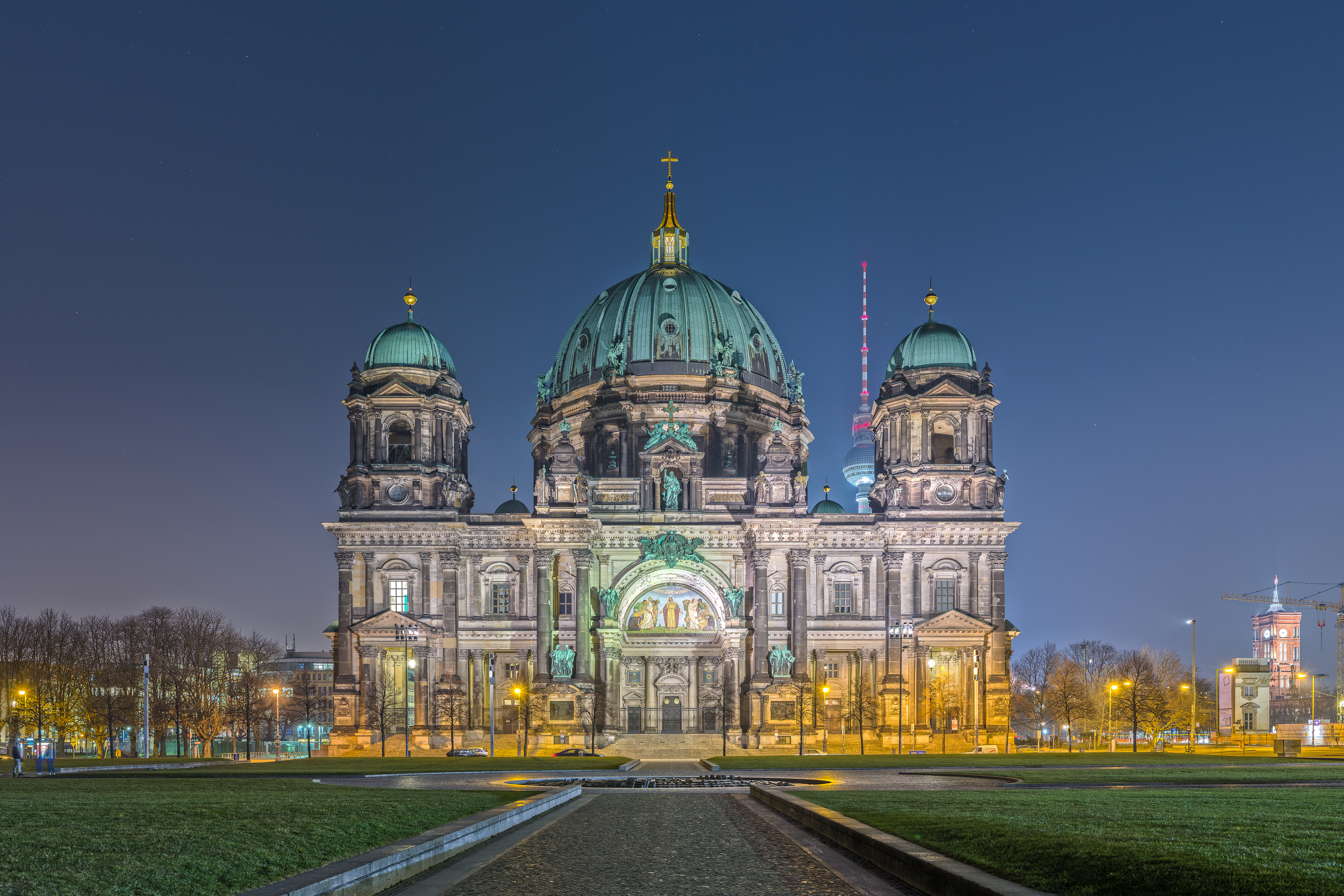
Duomo di Berlino

La lunga tradizione di tolleranza religiosa in Prussia ha portato, nel corso dei secoli, all'immigrazione di diversi gruppi religiosi, perseguitati nella propria patria, anche in dimensioni rilevanti. Anche le ondate di immigrazione diversamente causate hanno portato alla presenza odierna a Berlino di tutte le importanti religioni del mondo. Nel contempo i berlinesi sono noti per essere mediamente poco affezionati alla religione, con più del 60% di atei (2017) residenti.
Una prima rilevante ondata di uscite dalle due grandi Chiese cristiane – nella Berlino prevalentemente protestante fin dal 1539 – è stata quella degli anni venti del Novecento, che interessava cittadini politicamente orientati a sinistra, incidendo quindi particolarmente tra gli operai dell'allora maggiore città industriale tedesca.
L'abbandono delle chiese durante l'epoca nazionalsocialista – sia per convinzione che per opportunità – toccava anche Berlino.
Durante gli anni della divisione, la parte est non solo ha seguito la rapida emarginazione dei praticanti cristiani a opera del regime del Partito Socialista Unificato di Germania (SED).
| Religione                      | Religione                      |  | %     | %     |
| ------------------------------ | ------------------------------ |  | ----- | ----- |
| Non religiosi / Non dichiarato | Non religiosi / Non dichiarato |  | 64,9% | 64,9% |
| Protestantesimo                | Protestantesimo                |  | 15,9% | 15,9% |
| Cattolicesimo                  | Cattolicesimo                  |  | 9,2%  | 9,2%  |
| Islam                          | Islam                          |  | 8,0%  | 8,0%  |
| Ebraismo                       | Ebraismo                       |  | 0,3%  | 0,3%  |
| Altro                          | Altro                          |  | 1,7%  | 1,7%  |

La percentuale di membri delle due grandi chiese cristiane a Berlino corrisponde, quindi, a poco più della metà della media tedesca, pur essendo prevalentemente superiore alla media di quella riscontrata nelle regioni territoriali della ex-DDR.

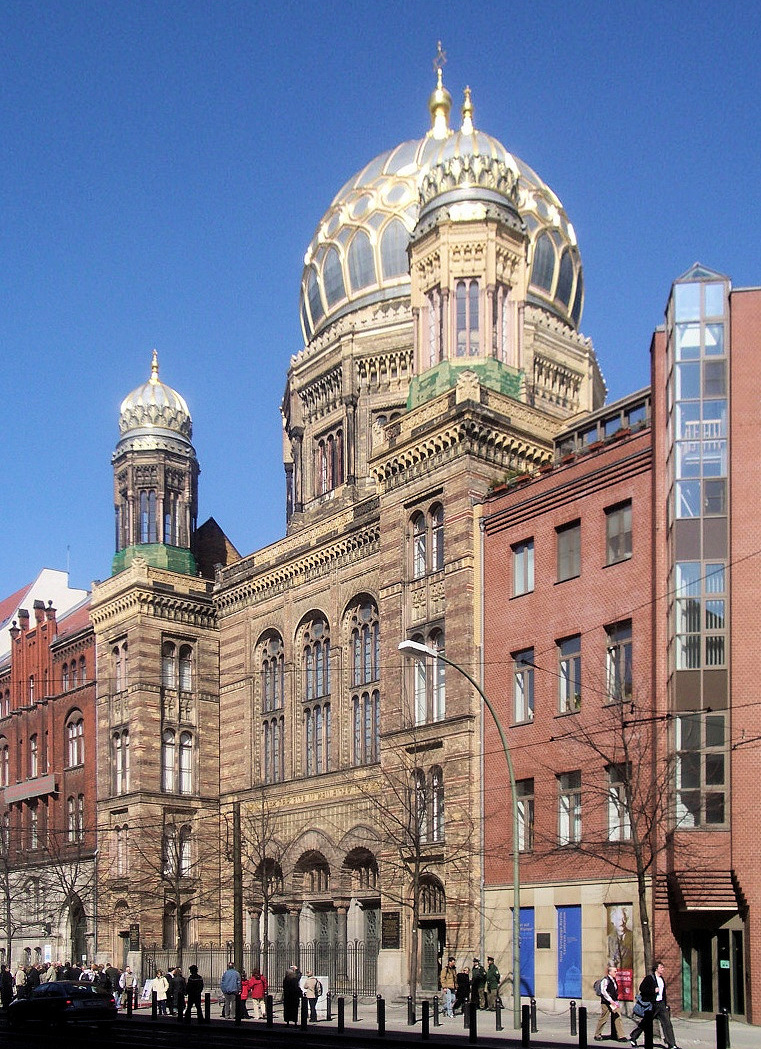
Neue Synagoge,
dal 1866

Dell'arcidiocesi di Berlino – con sede nella storica St-Hedwigs-Kathedrale – fa parte, oltre alla città, un ampio territorio appartenente alle due regioni federali del nord-est.
La presenza musulmana è legata all'immigrazione degli ultimi decenni, prevalentemente dalla Turchia.
La presenza di ebrei a Berlino è attestata sin dalla fine del XIII secolo, nonostante ripetuti episodi di restrizioni e espulsioni. Già nel Settecento la comunità ebraica berlinese era la maggiore della Germania. Nell'Ottocento e primo Novecento la crescita fu esponenziale, raggiungendo nel 1925 un totale di 172 672 membri, il 4,29% della popolazione della città e il 30,6% degli ebrei tedeschi. Le persecuzioni del periodo nazista sconvolsero la vita della comunità ebraica berlinese. Alla fine solo 6 500 persone riuscirono a sopravvivere a Berlino – alcuni in quanto coniugati con tedeschi non ebrei, alcuni clandestinamente, grazie anche all'aiuto prestato da molti altri berlinesi – alla Shoah, che causò 7 000 suicidi e uccise 55 000 ebrei berlinesi nei campi di concentramento, mentre oltre 90 000 riuscirono a salvarsi rifugiandosi all'estero. Nel dopoguerra, soprattutto dopo la riunificazione tedesca, la comunità ebraica berlinese ha conosciuto un periodo di vibrante rinascita. In particolare, con le recenti immigrazioni dagli Stati dell'ex-Unione Sovietica, Berlino è oggi la comunità ebraica più numerosa della Germania e quella con il tasso di crescita maggiore.
L'ultimo censimento dell'appartenenza religiosa risale al 2017.
Architetture religiose
- Chiesa di San Michele
- Chiesa di San Sebastiano

## Amministrazione

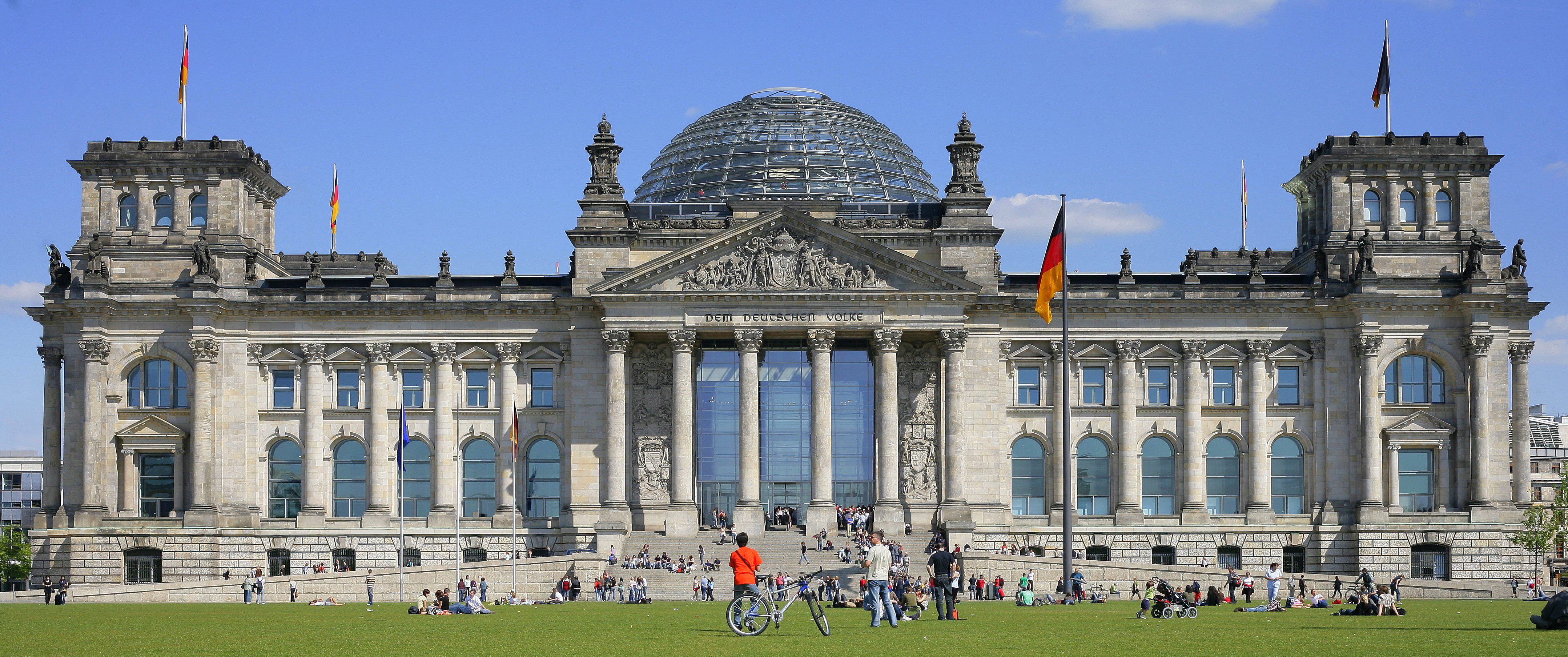
Il palazzo del Reichstag

### Sistema politico
Berlino costituisce uno dei Land (stati federati) della Germania, ed è quindi una città-stato.
Il sindaco della città (Regierender Bürgermeister, "Sindaco reggente"), la giunta comunale (Senat) e il consiglio comunale (Abgeordnetenhaus, "Camera dei deputati") fungono, quindi, al contempo sia da organi della città che del Land. Il sindaco è così anche Ministro presidente, la giunta comunale è anche Governo e il consiglio comunale è anche Parlamento.
Berlino ha ricevuto dal resto della Germania, dopo la caduta del muro, cospicui finanziamenti per la ricostruzione, trovandosi nel 2015 con un debito pari a circa 65 miliardi di euro.

### Suddivisione amministrativa

Mappa di
Berlino suddivisa nei 12 distretti

Berlino è suddivisa in 12 distretti (Bezirk), o distretti amministrativi (Verwaltungsbezirk):
| Distretto                  | Residenti 31 dicembre 2020 | Superficie in km² |
| -------------------------- | -------------------------- | ----------------- |
| Charlottenburg-Wilmersdorf | 343 592                    | 64,7              |
| Friedrichshain-Kreuzberg   | 290 386                    | 20,2              |
| Lichtenberg                | 294 201                    | 52,1              |
| Marzahn-Hellersdorf        | 269 967                    | 61,7              |
| Mitte                      | 385 748                    | 39,5              |
| Neukölln                   | 329 917                    | 44,9              |
| Pankow                     | 409 335                    | 103               |
| Reinickendorf              | 266 408                    | 89,5              |
| Spandau                    | 245 197                    | 91,9              |
| Steglitz-Zehlendorf        | 310 071                    | 103               |
| Tempelhof-Schöneberg       | 332 140                    | 53,09             |
| Treptow-Köpenick           | 236 722                    | 168,42            |

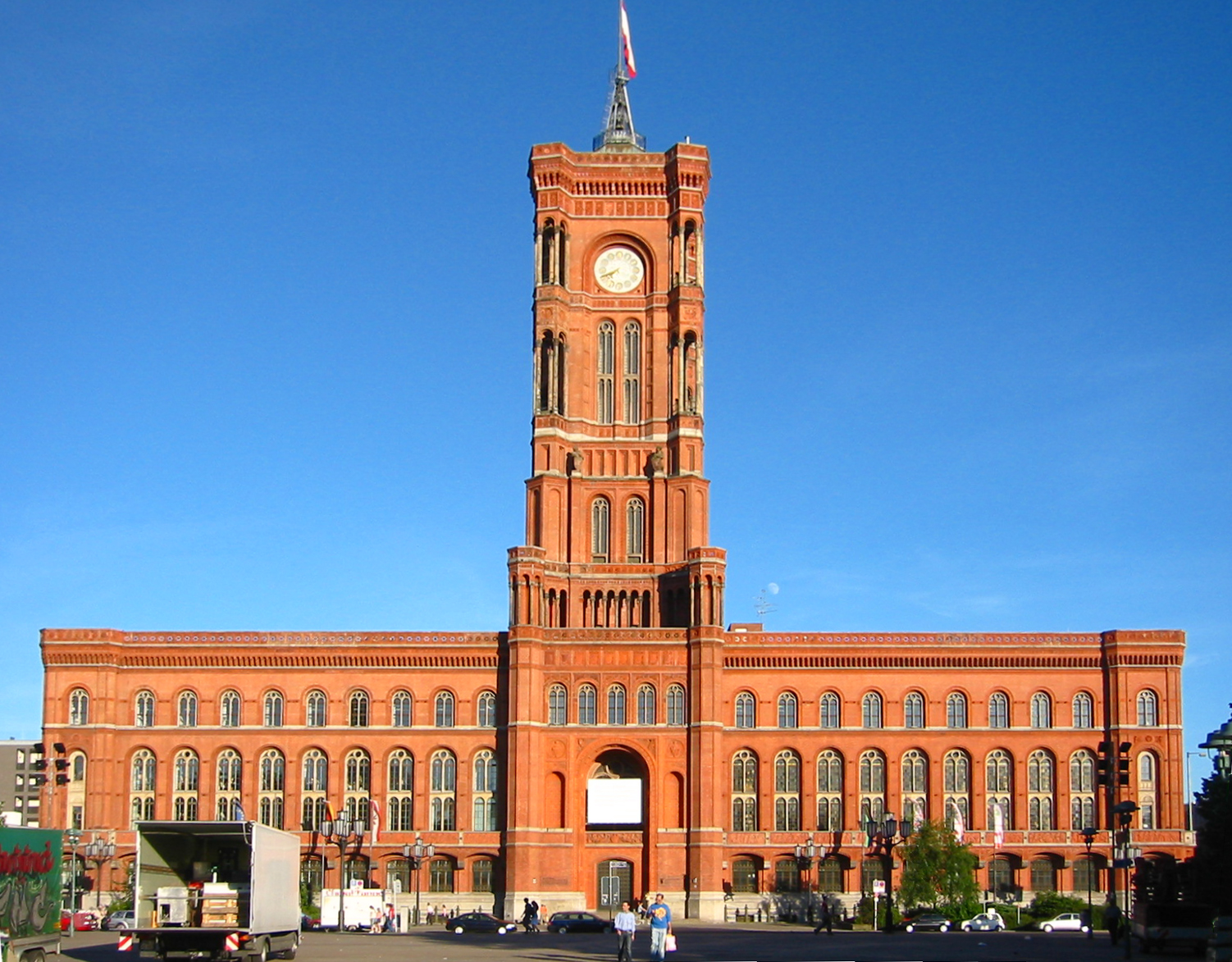
Il Rotes Rathaus

Ogni distretto pur eleggendo, durante le elezioni generali berlinesi, un proprio Consiglio dei delegati distrettuali (Bezirksverordnetenversammlung) e un Sindaco distrettuale (Bezirksbürgermeister), e partecipando alle decisioni comunali tramite l'Assemblea dei sindaci, gode unicamente dei poteri che il Senato di Berlino decide di delegargli. Il Parlamento cittadino può inoltre modificare, istituire o abolire i distretti a proprio giudizio.
L'attuale divisione in distretti è stata ottenuta nel 2001 dall'accorpamento dei 23 distretti preesistenti. Ogni distretto è composto statisticamente da più quartieri (Ortsteil), complessivamente 97.
All'interno dei quartieri vi sono talvolta località dal carattere particolare, dette Ortslage – soprattutto in periferia – o Kiez – particolarmente nei tradizionali e caratteristici quartieri centrali. La suddivisione in "ambiti statistici" (Statistische Gebiete) coincide solo in parte con la suddivisione storica o tradizionale.

### Gemellaggi
Berlino è gemellata con 18 città del mondo e collabora attivamente in diverse associazioni di città internazionali.
- Trento, dal 1966
- Los Angeles, dal 1967
- Parigi, dal 1987 (Patto di Amicizia, non gemellaggio)[N 1]
- Madrid, dal 1988
- Istanbul, dal 1989
- Mosca, dal 1990
- Varsavia, dal 1991
- Budapest, dal 1991
- Bruxelles, dal 1992
- Tashkent, dal 1993
- Città del Messico, dal 1993
- Giacarta, dal 1994
- Pechino, dal 1994
- Tokyo, dal 1994
- Buenos Aires, dal 1994
- Praga, dal 1995
- Windhoek, dal 2000
- Londra, dal 2000

I distretti cittadini hanno numerosi gemellaggi autonomi, nazionali e internazionali, con città e con quartieri di grandi città.

Bandiera governativa

### Simboli
La bandiera di Berlino consiste in un panno a 3 bande orizzontali, 2 rosse ai lati (più piccole) e la centrale bianca. In questa vi è il simbolo dell'orso non compreso nello scudo, il quale viene riportato nelle bandiere di uso governativo. La bandiera, creata nel 1911, fu adottata nella forma attuale il 26 maggio 1954 per Berlino Ovest e poi riconvertita a simbolo unico dopo la riunificazione del 1990.
Lo stemma cittadino ha la seguente descrizione araldica: D'argento all'orso rampante di nero, armato e lampassato di rosso. In alto, una corona d'oro decorata con otto fioroni dello stesso metallo, di cui cinque in vista. L'origine dello stemma è sconosciuta, tuttavia si suppone che esso sia stato adottato in omaggio ad Alberto I di Brandeburgo (1100-1170).

## Economia

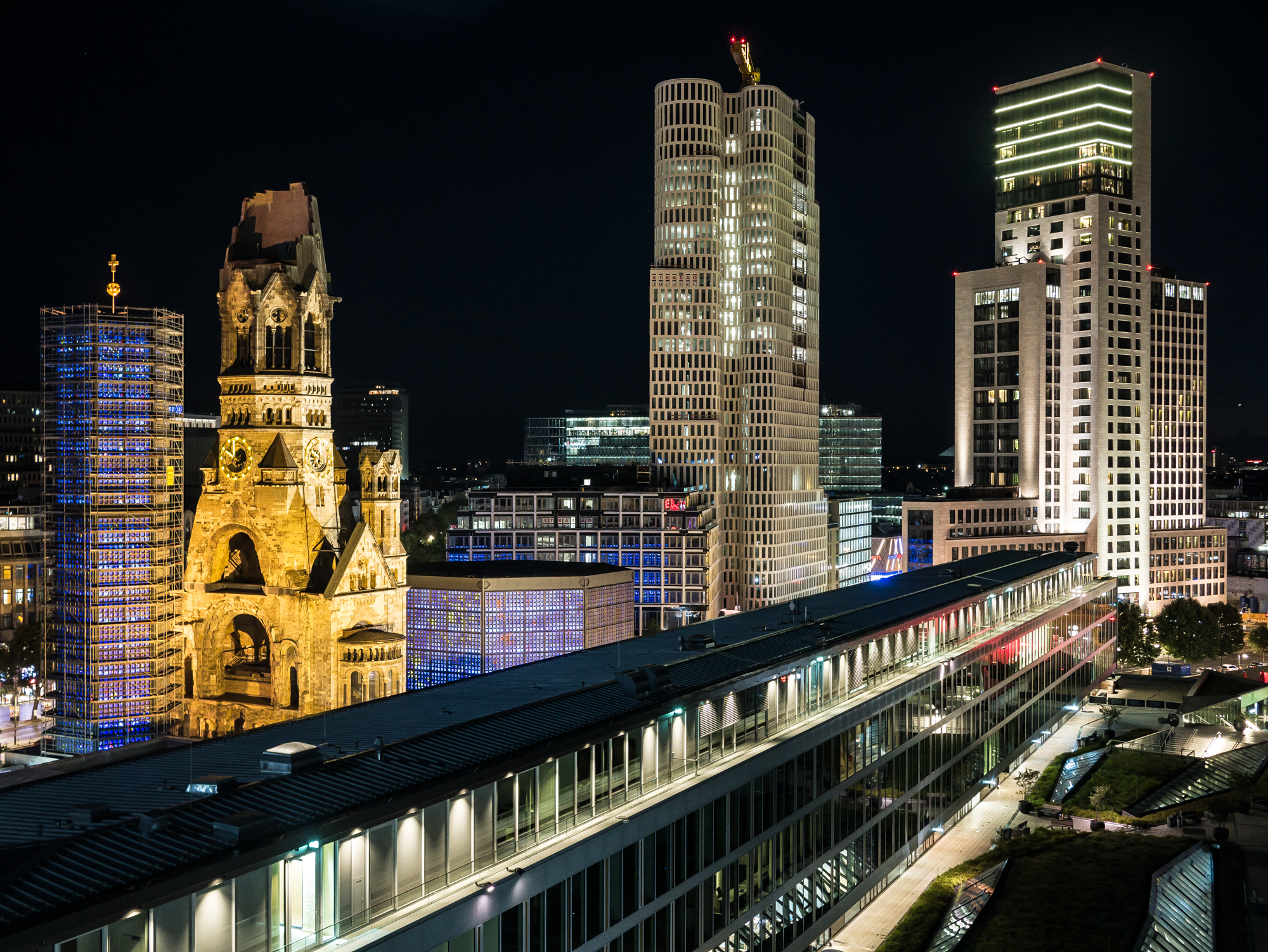
Breitscheidtplatz

Fra le principali fonti economiche vi è il turismo. Altri settori principali, in rapida crescita, sono quelli dei servizi, tecnologia delle comunicazioni, mobilità, media e musica, biologia, scienze ambientali, trasporti e ingegneria medica.
Tra le maggiori aziende presenti in città vi sono la Siemens (con sede nel quartiere Siemensstadt del distretto di Spandau), la Daimler, l'Allianz, la BMW, le Deutsche Bahn e la locale compagnia di trasporti pubblici, la BVG.

### Manifestazioni
Numerose altre manifestazioni, in particolare nei settori del teatro, del cinema, della musica classica e della musica contemporanea, si svolgono a Berlino, attirando numerosi ospiti da tutto il mondo.
Molto nota è la Berlinale, il più importante festival del mondo rivolto al grande pubblico e nel contempo uno dei più importanti festival del cinema (al pari di Cannes e Venezia); si svolge ogni anno a febbraio.
Berlino è una delle città fieristiche più importanti del mondo. Vi si svolge la Internationale Grüne Woche, fondata nel 1926, la più grande fiera del mondo nel settore alimentare e agricolo, con (2008) 1 610 espositori provenienti da 52 Paesi, con una superficie di esposizione di 115 000 metri quadrati, con 425 000 visitatori e con oltre 5 000 giornalisti inviati da 70 Paesi. Anche la IFA – fondata nel 1924 – è la più importante fiera del suo settore, quello dell'elettronica di consumo.

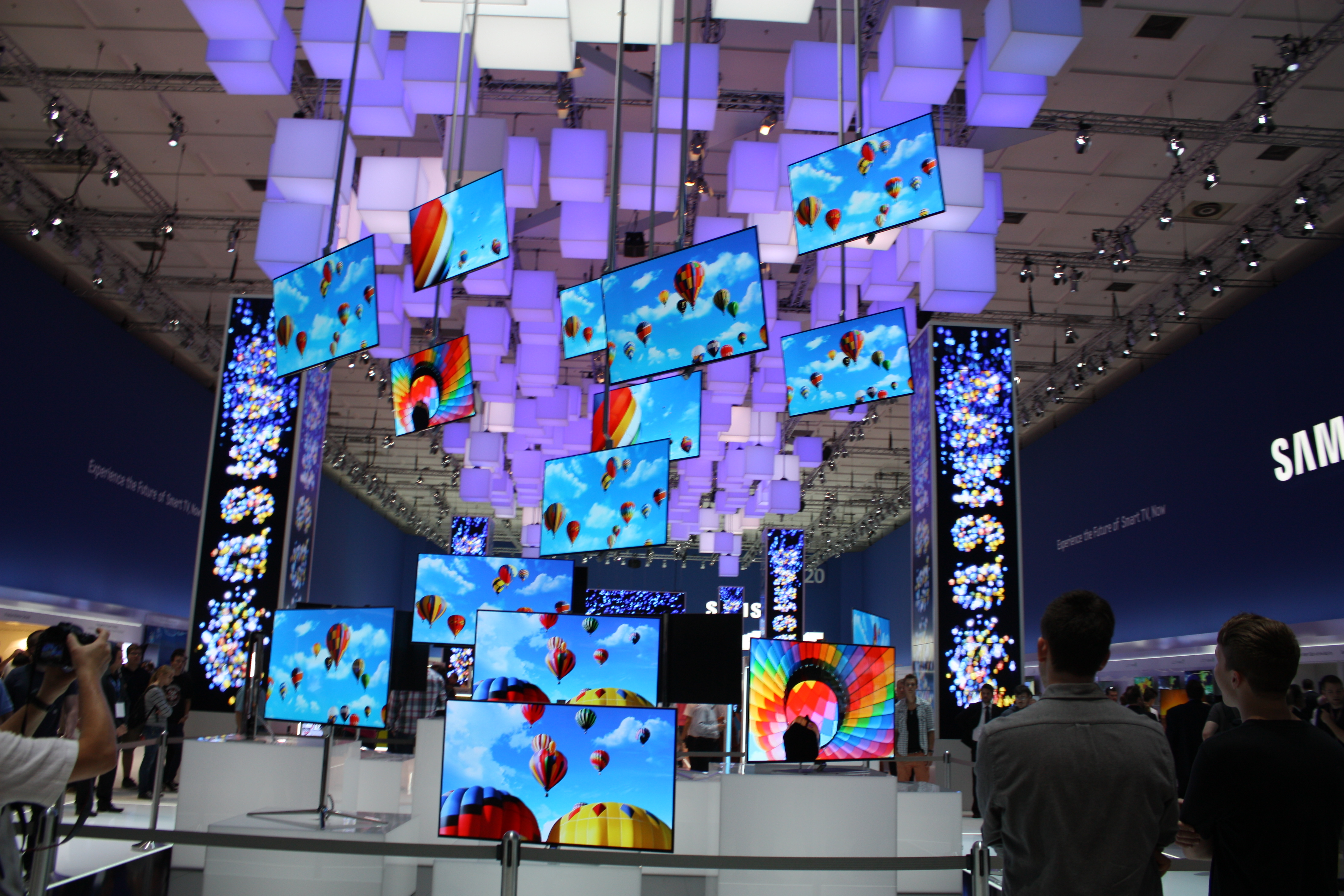
IFA, 2012
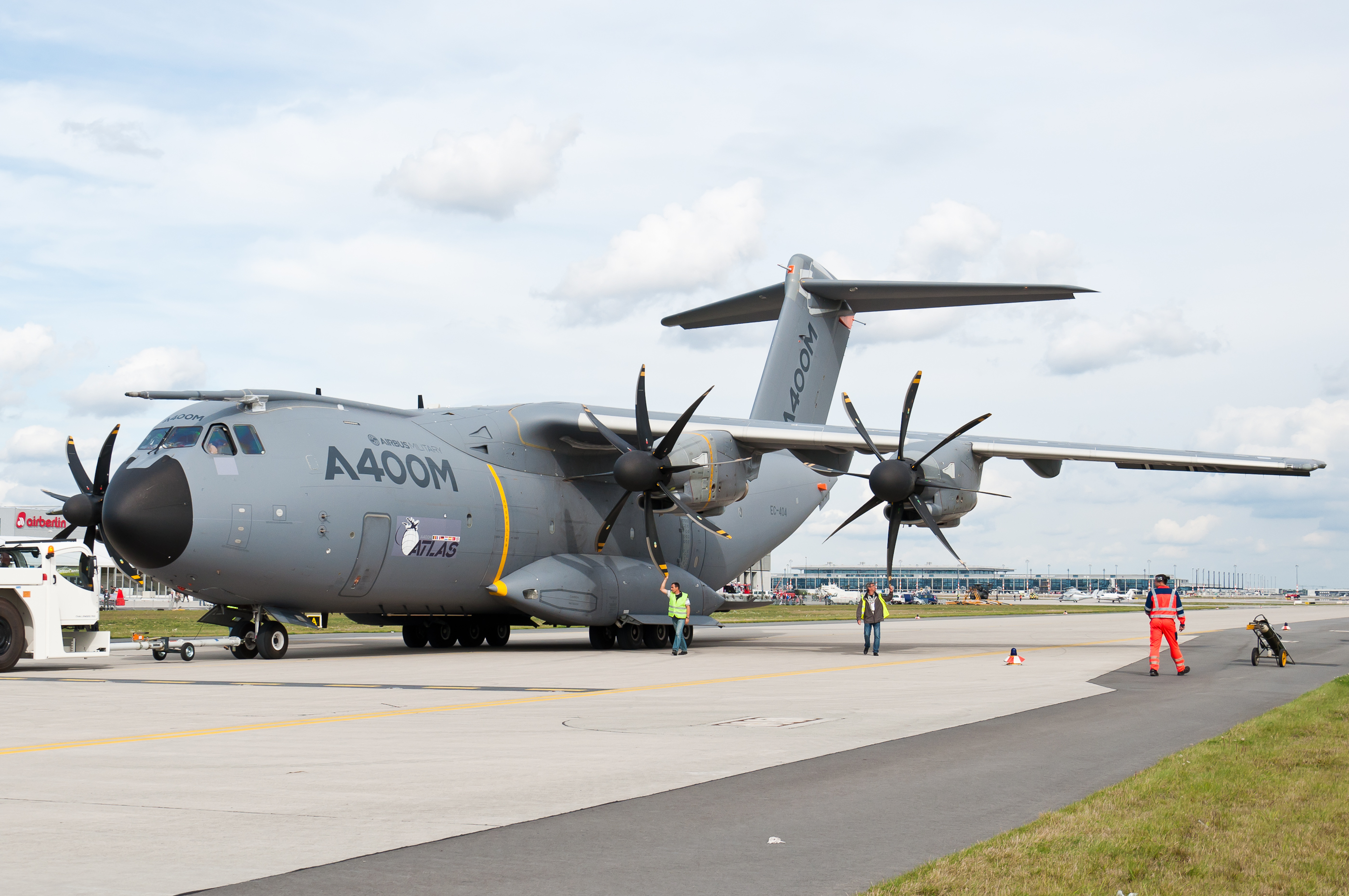
ILA, 2012
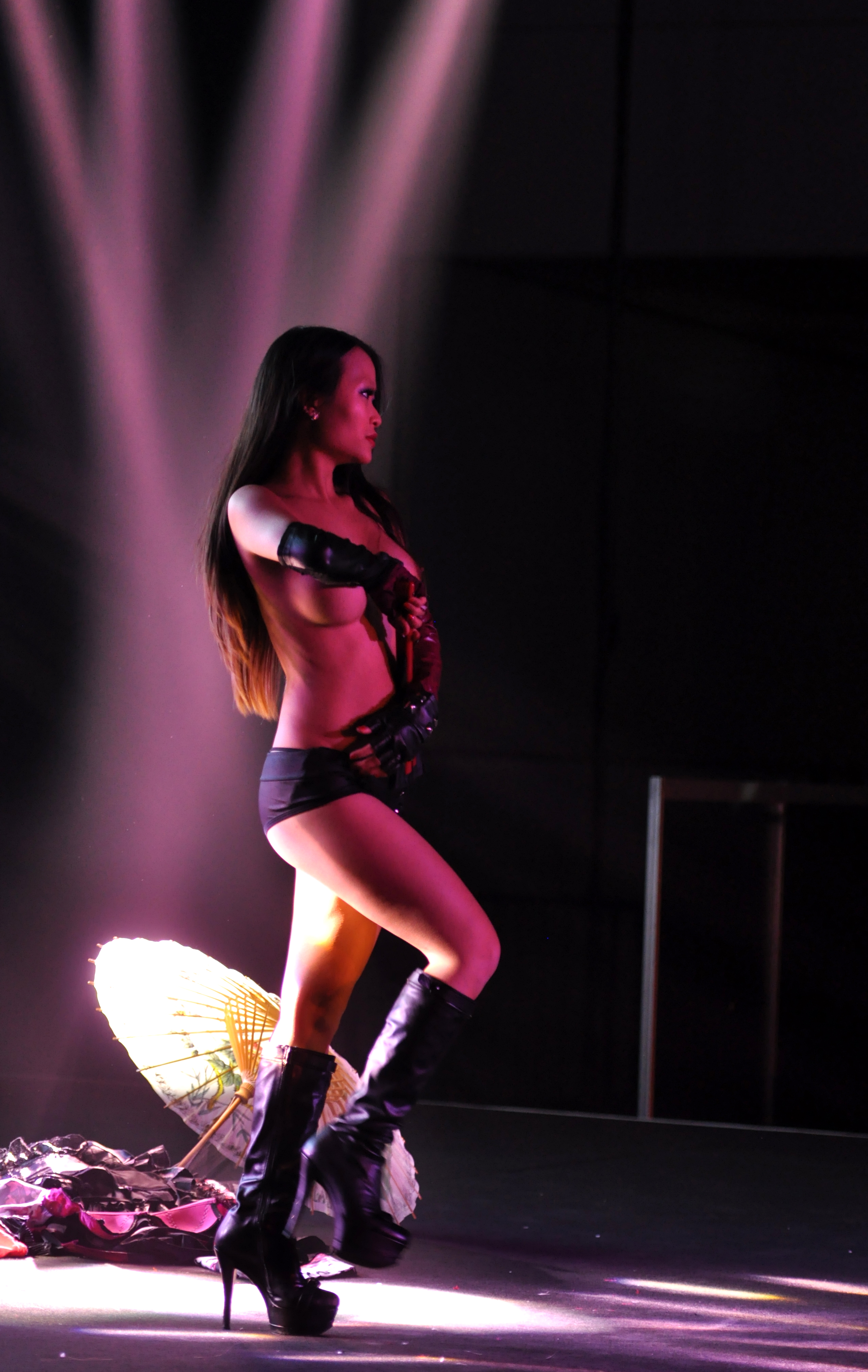
Venus, 2014
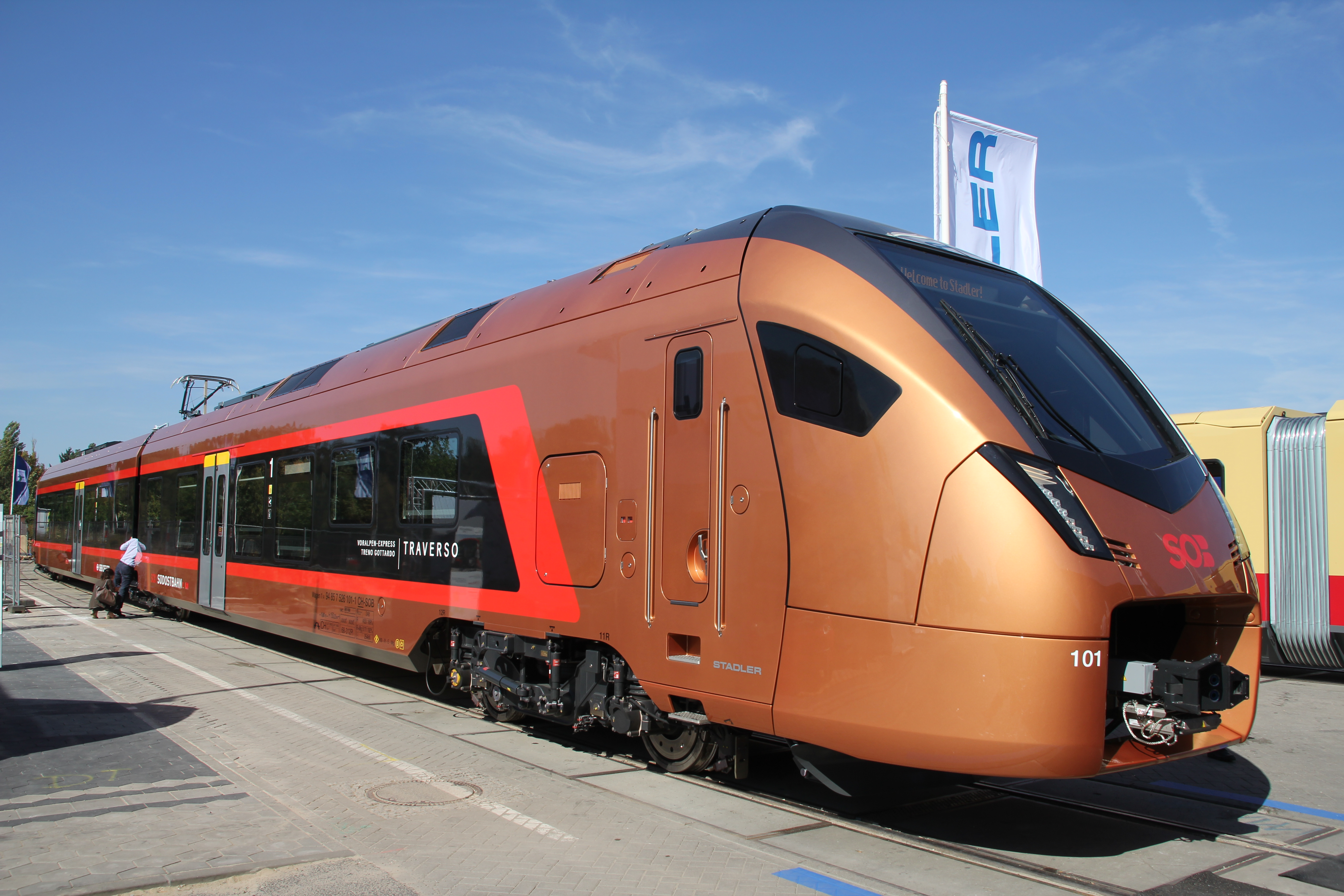
InnoTrans, 2018
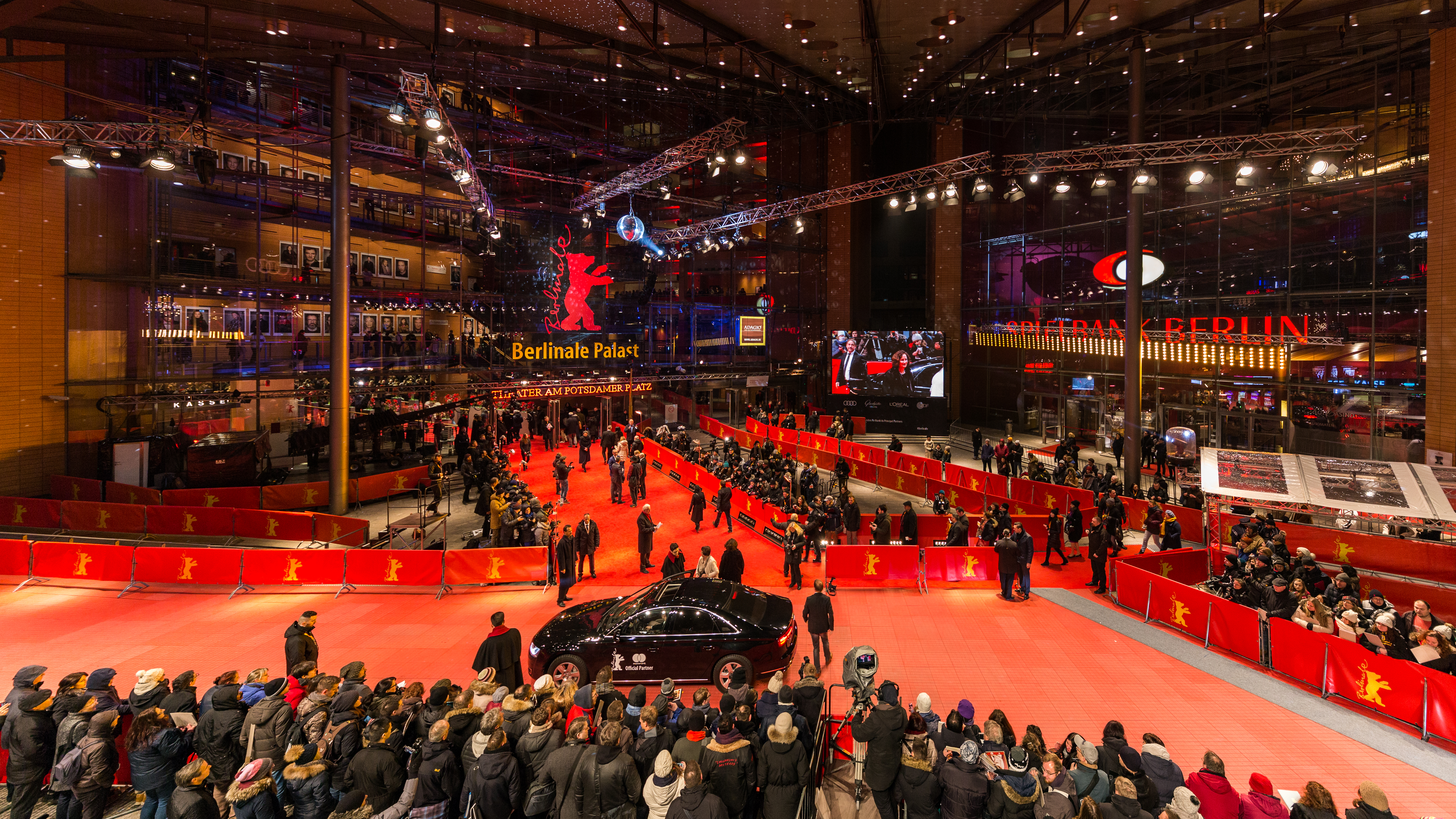
Berlinale, 2017

Dal 1966 la città ospita la ITB, considerata una delle più grandi fiere del turismo al mondo; la InnoTrans, svolta ogni due anni, è la fiera di riferimento nel mondo della tecnica ferroviaria. Molte altre fiere, rivolte in parte al grande pubblico, in parte solo o prevalentemente agli esperti, completano l'offerta.
All'aeroporto berlinese di Schönefeld si svolge la ILA – Internationale Luft- und Raumfahrtausstellung – la più antica fiera dell'aviazione del mondo, fondata nel 1909 a Francoforte sul Meno, trasferita nel 1912 a Berlino e organizzata di nuovo a Berlino ogni due anni dal 1992, una delle più importanti esposizioni del settore e sia per numero di visitatori – nel 2006 oltre 250 000 – sia per velivoli esposti – nel 2006 erano 340.

### Turismo
Berlino è una meta turistica molto ambita, con notevole incremento dei pernottamenti negli anni successivi alla riunificazione della città e in particolare dall'inizio del nuovo millennio. All'interesse internazionale per Berlino contribuiscono anche le nuove e avveniristiche strutture architettoniche. Oltre al variegato numero dei punti turisticamente ricettivi, situati prevalentemente in centro (ma anche in buona parte della periferia), è da notare l'economicità della capitale rispetto a molte altre metropoli turistiche, europee e non. Oggi la città si è portata alla pari con le più grandi mete turistiche d'Europa come Londra, Parigi o Roma.

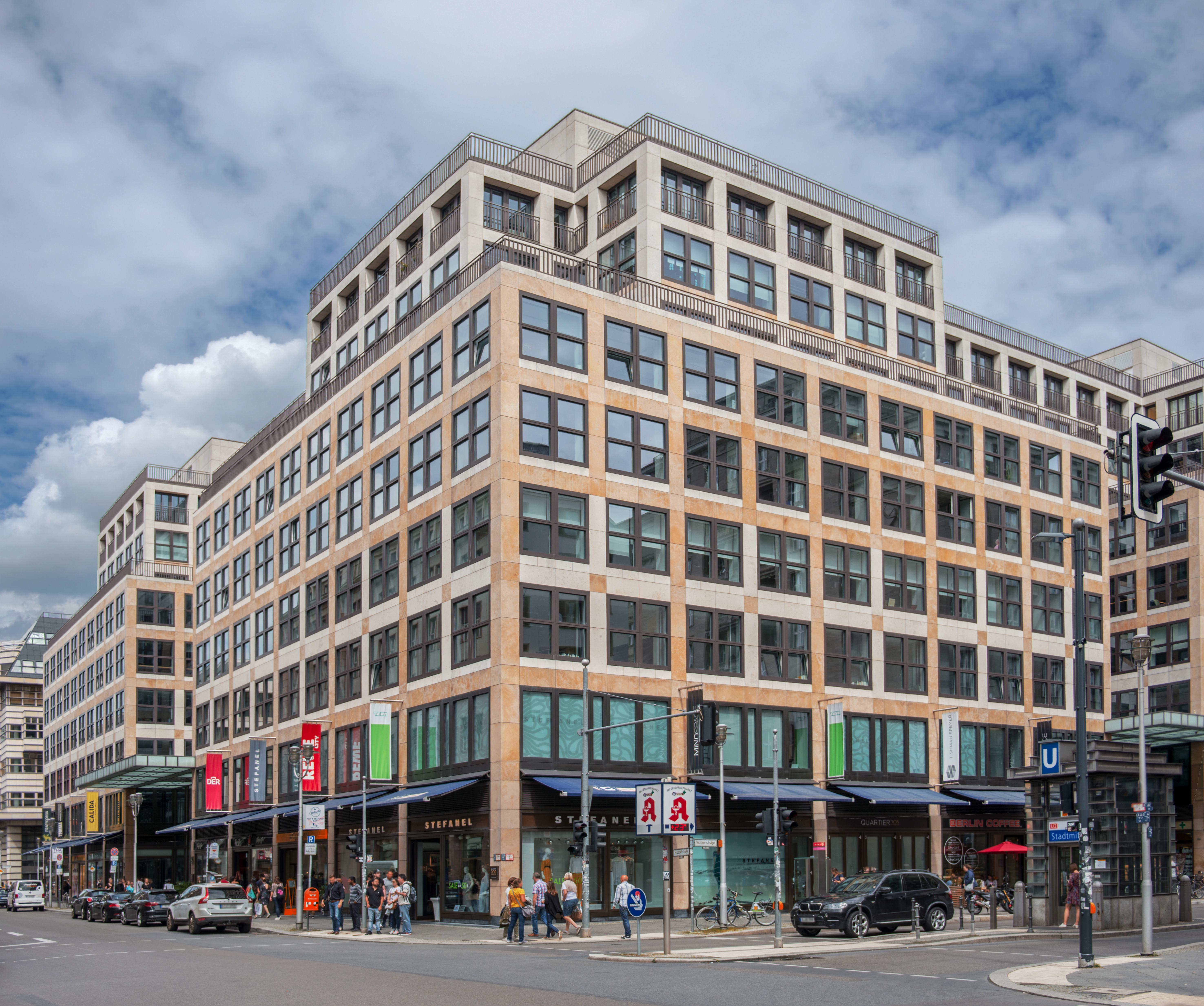
BMG Rights Management

### Media
- Axel Springer
- Suhrkamp Verlag
- Springer Nature
- Studio Babelsberg
- Berliner Verlag
- Accademia europea del cinema
- X-Filme Creative Pool
- BMG Rights Management
- Accademia europea del cinema
- Hansa Tonstudio
- Researchgate
- Mastodon

## Infrastrutture e trasporti
Berlino ha una rete di trasporti pubblici estesa e molto funzionale. Anche il traffico privato è molto scorrevole. Il sistema di trasporto pubblico si articola in diversi mezzi, fra essi complementari, tutti gestiti dalla BVG (Berliner Verkehrsbetriebe) a eccezione della S-Bahn, comunque integrata in un sistema tariffario unico.

### Metropolitana eS-Bahn

Rete berlinese di
S-Bahn e U-Bahn (2019)

La rete ferroviaria cittadina si articola su due reti (la metropolitana e la S-Bahn) che insieme coprono capillarmente la superficie cittadina. Successivamente alla riunificazione della città (1990) i lavori di ricucitura della rete furono completati in pochi anni.
- La S-Bahn è un servizio ferroviario suburbano, prevalentemente di superficie, con tracciati spesso paralleli (ma autonomi) a quelli delle ferrovie nazionali della Deutsche Bahn. La rete, composta da 15 linee (di cui due circolari, il cosiddetto Ring), fra loro sovrapposte nelle tratte centrali, copre tutta la città e i dintorni: fra le città servite vi sono Potsdam, Strausberg, Oranienburg, Bernau e Königs Wusterhausen. La compagnia che la gestisce è la S-Bahn Berlin GmbH, parte del gruppo Deutsche Bahn. La sua storia inizia nel 1882, con l'inaugurazione della Stadtbahn, per poi incrementare il suo sviluppo con l'elettrificazione, a partire dalla metà degli anni venti.
- La metropolitana è prevalentemente sotterranea e costituita da 9 linee: U1, U2, U3, U4, U5, U6, U7, U8 e U9. La rete, sviluppatasi a partire dal 1902, è una delle più antiche del mondo, dopo quelle di Londra, Budapest e Glasgow. È gestita dalla compagnia cittadina BVG ed è particolarmente sviluppata nelle zone centro-occidentali della città. Sono allo studio numerosi progetti di espansione. Purtroppo il problema principale nei ritardi dell'ampliamento della rete è comunque dovuto alla situazione finanziaria del comune, e alla scelta politica di privilegiare altre forme di mobilità (tram e biciclette).

### Tram, autobus e traghetti
- La rete tranviaria berlinese conta 22 linee urbane (quasi tutte nella zona orientale) e 2 extraurbane (verso Schöneiche, Rüdersdorf e Woltersdorf). La rete occidentale venne soppressa negli anni cinquanta e sessanta; di essa è stata ricostruita una sola linea, che attraversa i quartieri di Gesundbrunnen e Wedding. Tuttavia sono allo studio ulteriori prolungamenti. Inoltre nel 2005 la rete venne completamente riorganizzata con l'istituzione delle linee MetroTram (M).
- Gli autobus contano un'estesissima rete, composta da linee ordinarie (Bus), MetroBus (M) ed espresse (X). Vi sono poi le linee notturne (N).
- I traghetti di servizio pubblico contano 10 linee, tutte periferiche, che attraversano la Sprea e altri fiumi e laghi. Sono concentrate a sud-est (Treptow-Köpenick), ma la linea più lunga si trova nella zona sud-occidentale, tra Wannsee e Kladow.

### Ferrovie

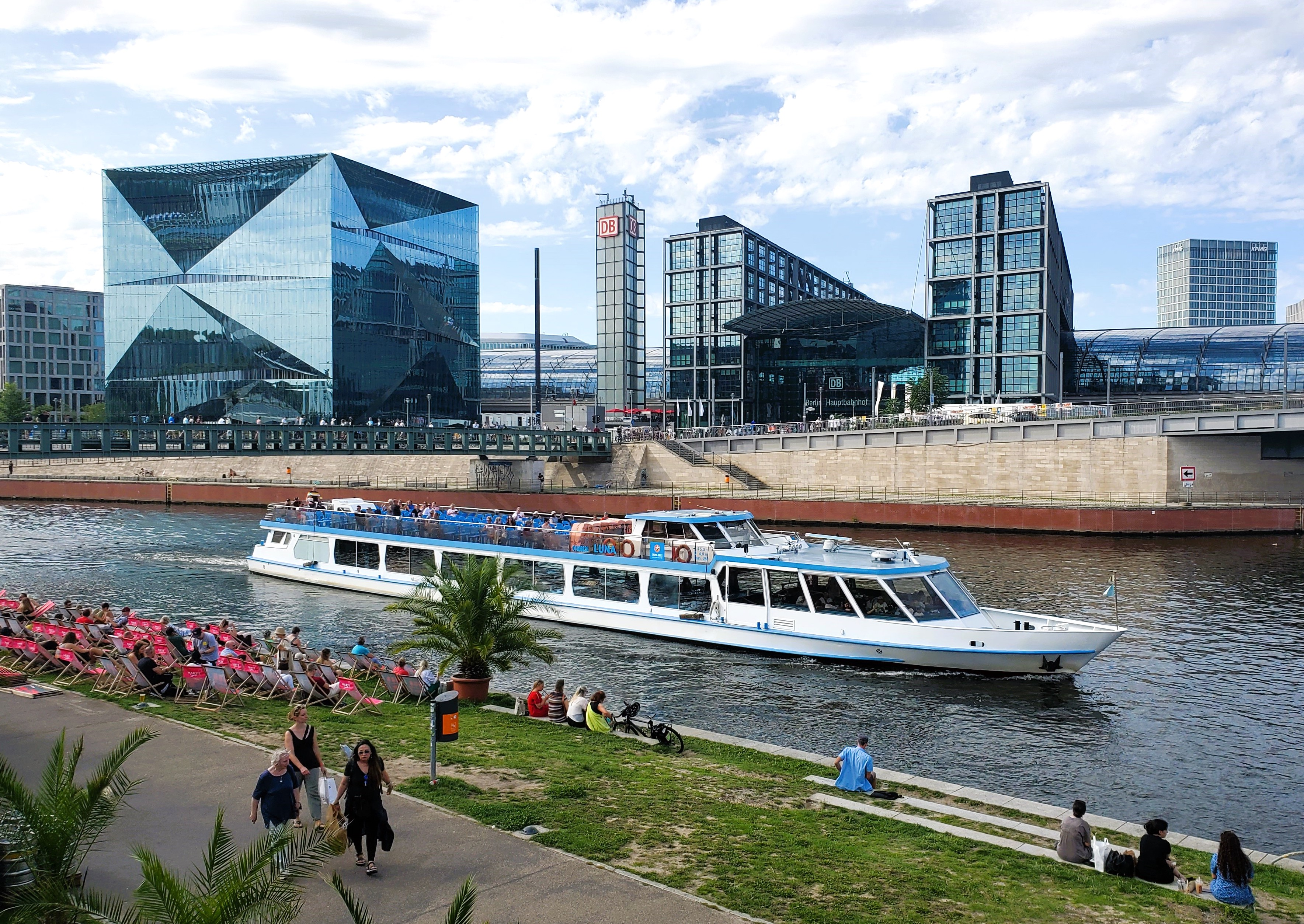
Stazione centrale
(Hauptbahnhof)

Berlino è un importante nodo ferroviario d'Europa, uno dei punti di congiunzione fra l'est e l'ovest dei trasporti continentali. La sua rete ferroviaria, anche a causa delle vicissitudini occorsele durante il XX secolo, ha subito parecchi mutamenti, tra cui la perdita del sistema di stazioni di testa "a raggiera" (molto esteso a Londra, Mosca e Parigi). Molte sono nella città le grandi stazioni ferroviarie, così come i resti dei vecchi terminal, tra i quali l'Anhalter Bahnhof. Nei primi anni novanta, mentre venivano ricostruiti i vari tracciati delle ferrovia tedesche (DB), il traffico a lunga percorrenza fu prima incentrato nella stazione di Berlino Giardino Zoologico e poi condiviso con l'Ostbahnhof, che fu la stazione principale fino al 28 maggio 2006. In quella data venne inaugurata la nuova stazione Berlin Hauptbahnhof (tra le più grandi d'Europa) e il Tiergartentunnel, con altre due nuove stazioni a lunga percorrenza: Gesundbrunnen e Südkreuz.
La rete ferroviaria ha una struttura pressappoco a croce, incentrata sugli assi della Stadtbahn (est-ovest) e del Tiergartentunnel (nord-sud), con varie diramazioni. Tra l'ex-settore orientale e svariati comuni della cinta urbana (tra cui Potsdam) nel Brandeburgo, si trova il Berliner Außenring, un percorso ferroviario circolare, eredità dell'epoca del muro, che serviva a raccordare tutte le ferrovie locali verso Berlino Est.
Numerosi sono i collegamenti internazionali da Berlino, i più distanti dei quali la collegano con la Russia, l'Ucraina e, periodicamente, il Kazakistan.

### Aeroporti e porti fluviali
Berlino conta su:

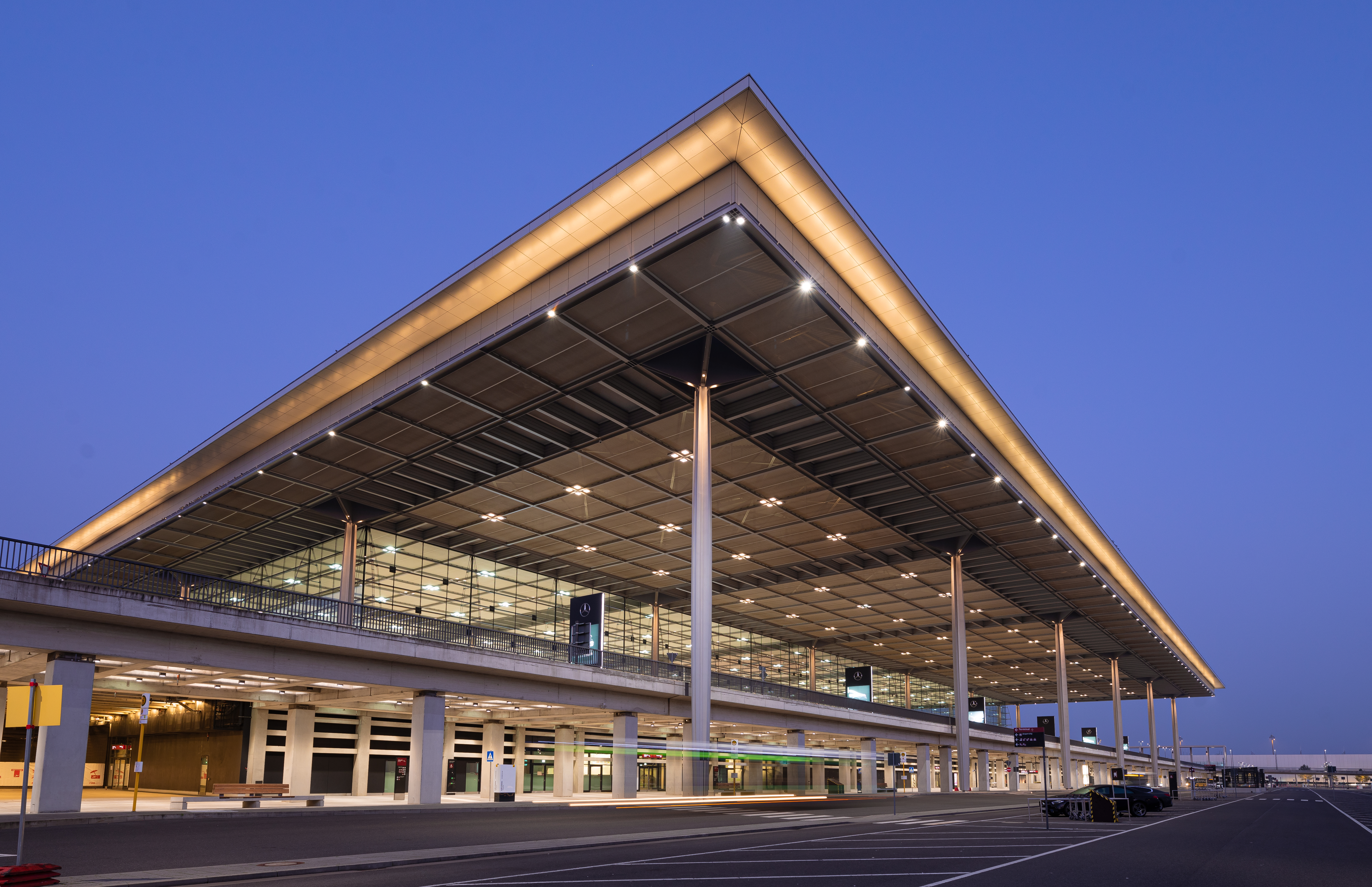
Aeroporto di Berlino-Brandeburgo

- un grande aeroporto, internazionale, ossia l'Aeroporto di Berlino-Brandeburgo, aperto il 31 ottobre 2020, che è un'estensione dell'aeroporto di Schönefeld. Ha una capacità totale di 36 milioni di passeggeri all'anno. In passato esistevano anche l'Aeroporto di Berlino-Tegel (a nord-ovest) e l'aeroporto di Schönefeld (fuori città a sud, nel comune omonimo).
- tre grandi porti fluviali, situati lungo la Sprea, utilizzati per il trasporto merci e serviti anche da navi pesanti, sono tuttora in funzione. Il più grande è il Westhafen (it.: porto dell'ovest), situato a Moabit; sono attivi anche il Südhafen e l'Hafen Neukölln.

### Strade, autostrade e piste ciclabili
Berlino ha una rete autostradale che si raccorda nella A10, il "raccordo anulare" cittadino. Le altre linee autostradali sono la A2 (verso Hannover, Dortmund e Oberhausen), la A9 (verso Monaco di Baviera), la A24 (verso Amburgo), la A12 (verso Francoforte sull'Oder), la A13 (verso Dresda), la A11 (verso Stettino) e le urbane A115 (parte dell'AVUS), A111, A103, A113, A114, A117 e A100, il semianello centrale.

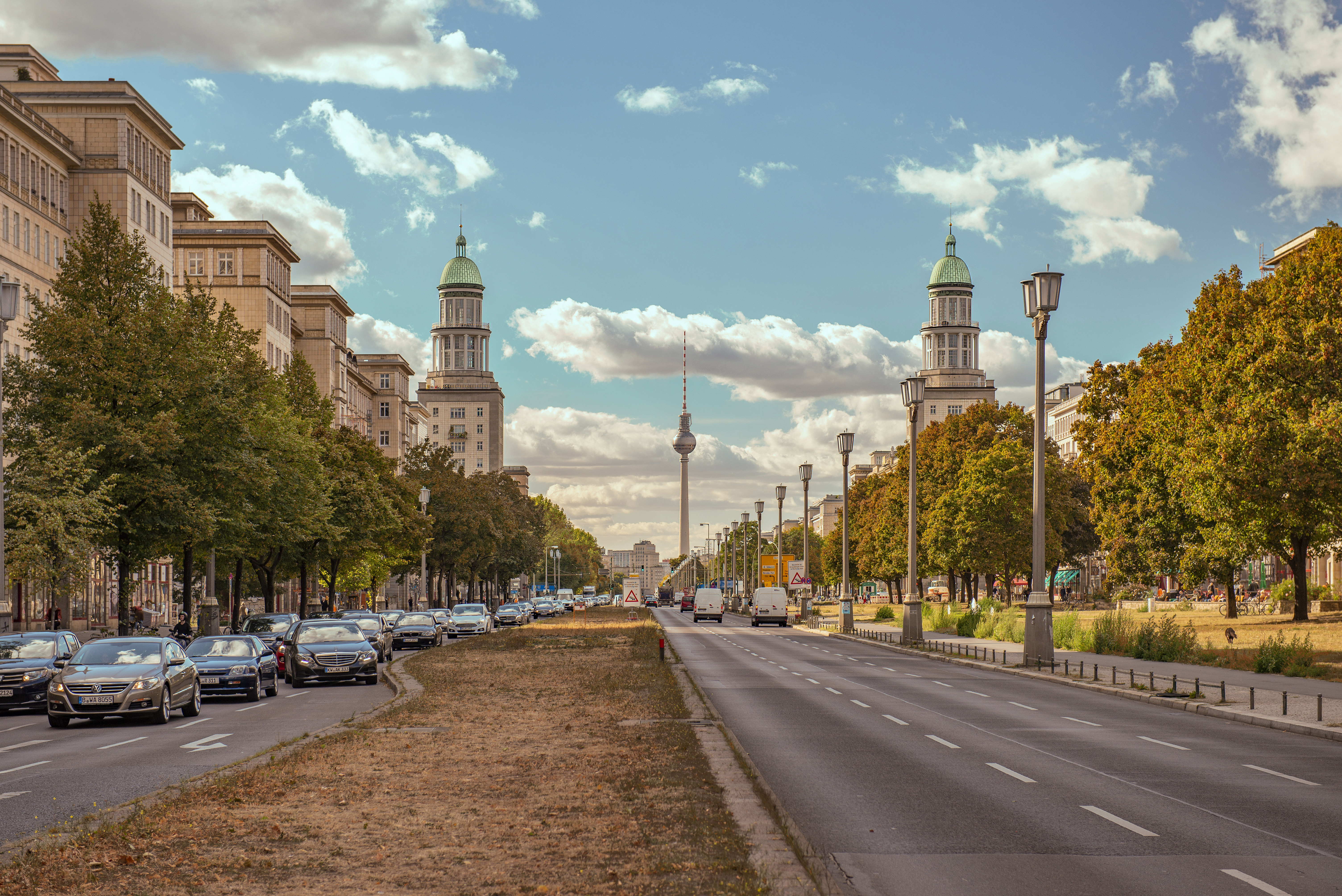
Frankfurter Tor

Molto complessa è anche la rete di strade federali. Fra le numerose arterie vi sono anche le B 1 e B 2, che attraversano il territorio nazionale, l'una in direzione est-ovest, l'altra in direzione nord-sud. Numerosi anche i percorsi delle Strade europee, fra cui i più notevoli sono la E30 (Cork-Samara e Ufa) e la E55 (Helsingborg-Kalamata).
La rete delle piste ciclabili è molto sviluppata. Esse si sviluppano tanto al centro quanto nelle zone boschive e periferiche, dato anche il diffusissimo uso della bicicletta come mezzo di locomozione, spesso sostitutivo dell'automobile. Le biciclette hanno inoltre accesso su tutti i mezzi pubblici cittadini, con una piccola maggiorazione sul biglietto o sull'abbonamento.
Berlino è oggi una delle pochissime città in cui, in certe zone, sopravvive una numerazione delle vie molto particolare. I numeri civici si susseguono in maniera contigua senza differenziare i pari dai dispari: arrivata al fondo della via la numerazione prosegue sull'altro lato, e il numero più alto sarà quindi di fronte al numero 1. Questo sistema, detto "a ferro di cavallo", non viene utilizzato nel quartiere Prenzlauer Berg dove si trova il sistema classico europeo (i numeri pari da un lato e i dispari dall'altro).

## Istruzione
La scuola elementare a Berlino dura – come nel Brandeburgo e in futuro anche ad Amburgo – sei anni, due in più rispetto a quella delle rimanenti regioni federali; in comune con una parte delle regioni occidentali Berlino offre dopo la scuola primaria la scelta tra la più modesta Hauptschule (quattro anni scolastici dopo la scuola elementare), la Realschule (anch'essa di quattro anni, ma con contenuti più impegnativi e un esame finale) e il Gymnasium, l'unico che dà diritto ad accedere all'università. Il Gymnasium dura sette anni (in alcuni casi nove, dopo quattro anni di scuola elementare); quindi la frequenza prima dell'università è di complessivamente 13 anni come in Italia. È in atto – come nelle altre regioni – la riduzione a dodici anni; insieme con l'inizio della scuola primaria, spostato da mediamente sei anni di età a mediamente cinque e mezzo, si giungerà all'università 18 mesi prima. In alcuni licei esiste inoltre una classe accelerata, che rende possibile la maturità dopo dodici anni, in futuro dopo undici.

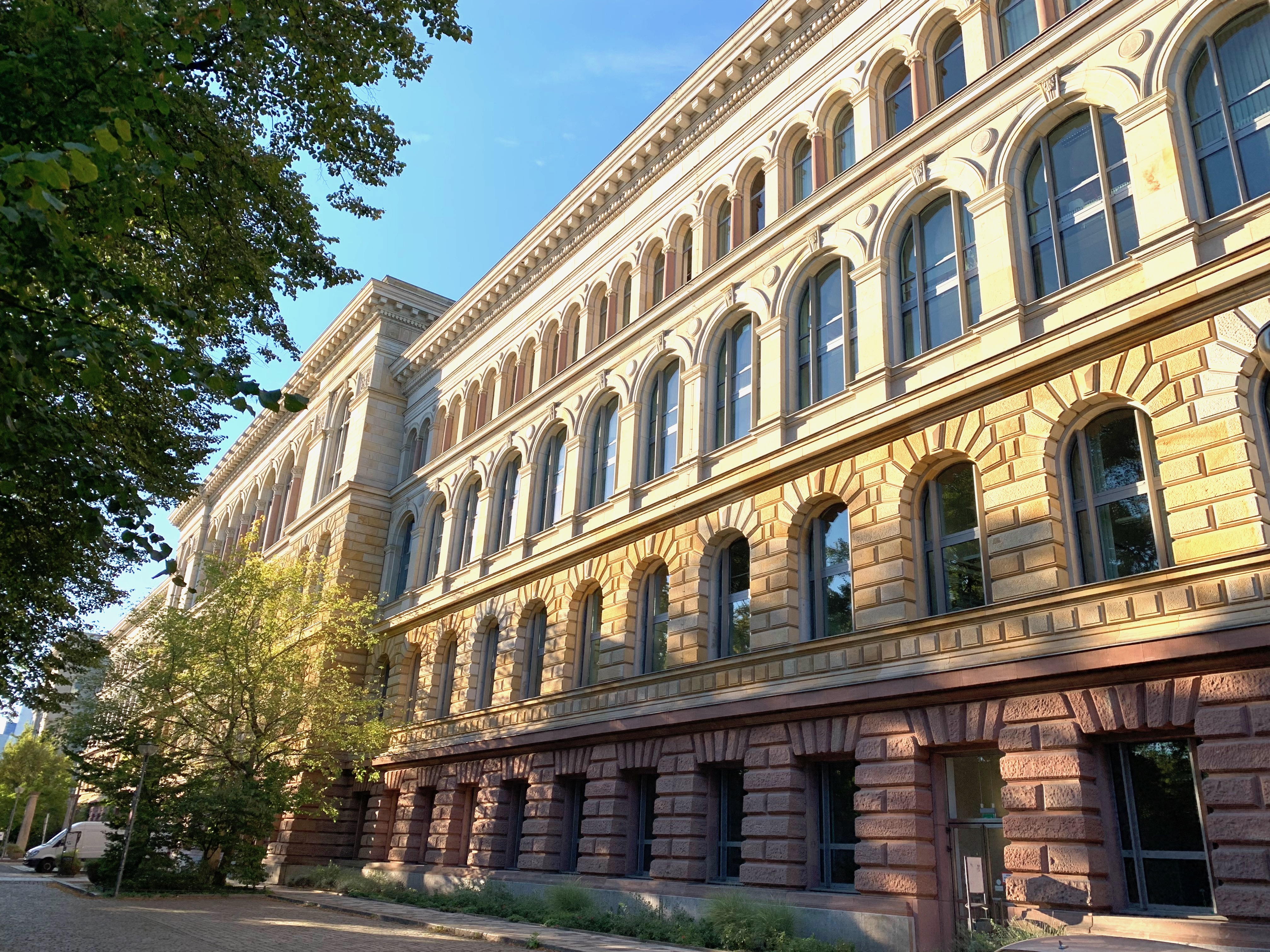
L'Università tecnica di Berlino
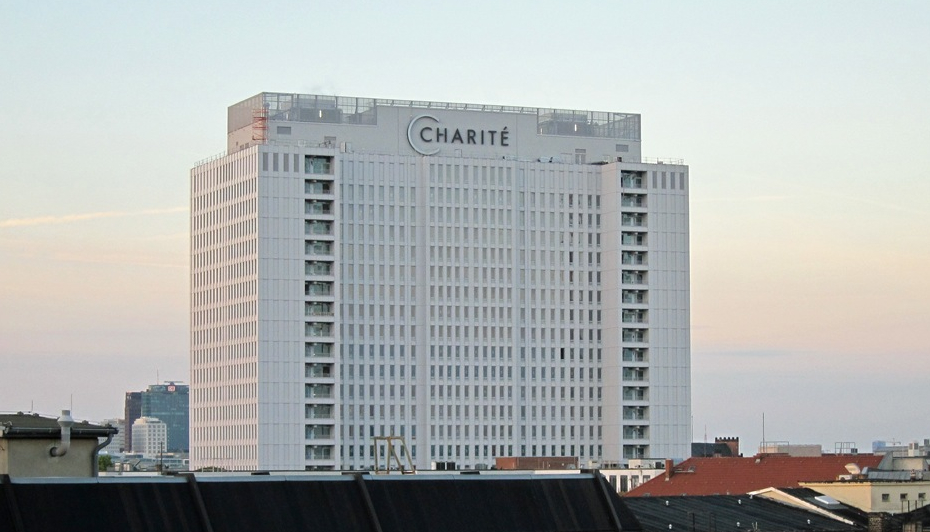
Ospedale universitario della Charité
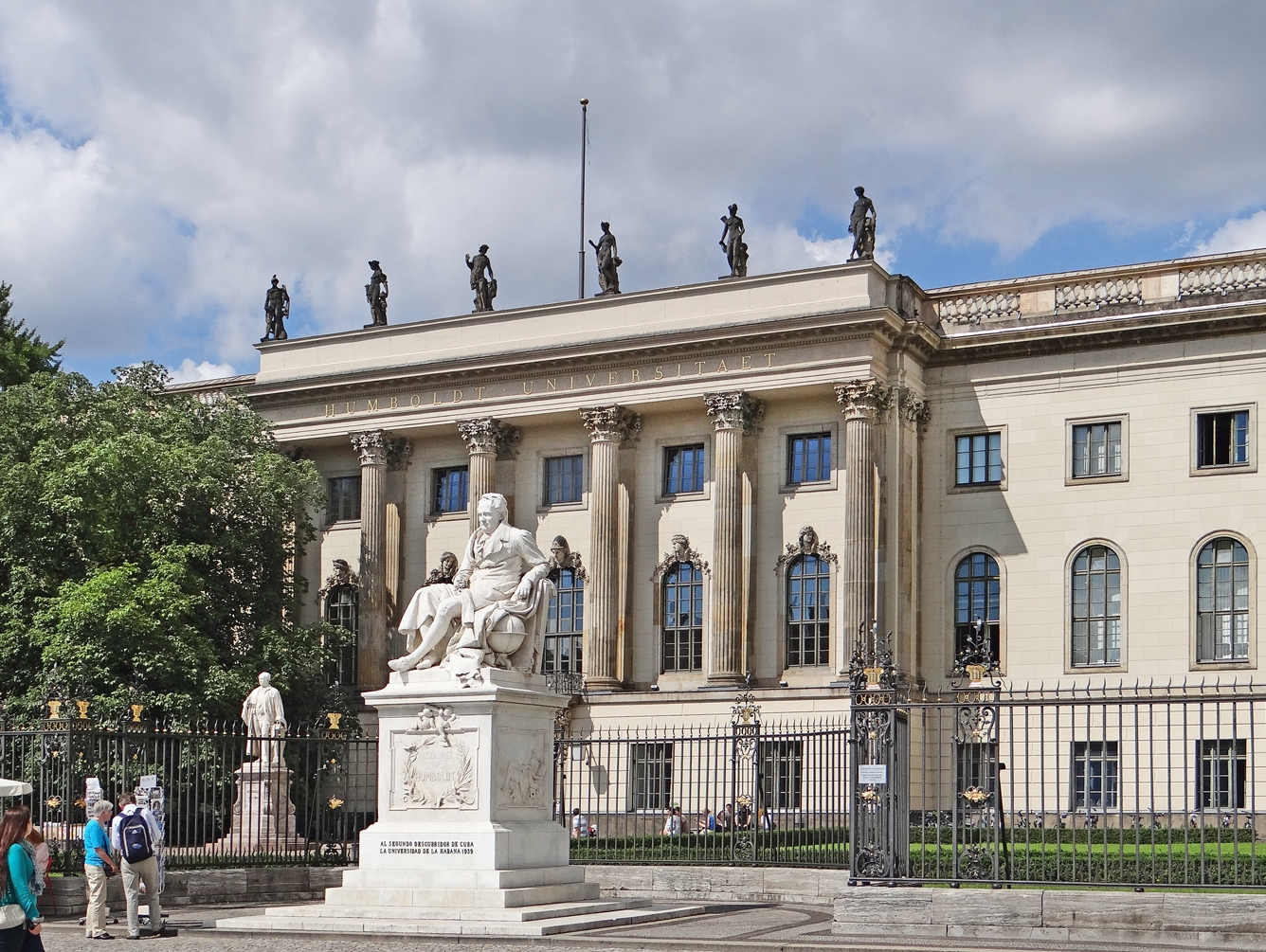
La Humboldt-Universität zu Berlin
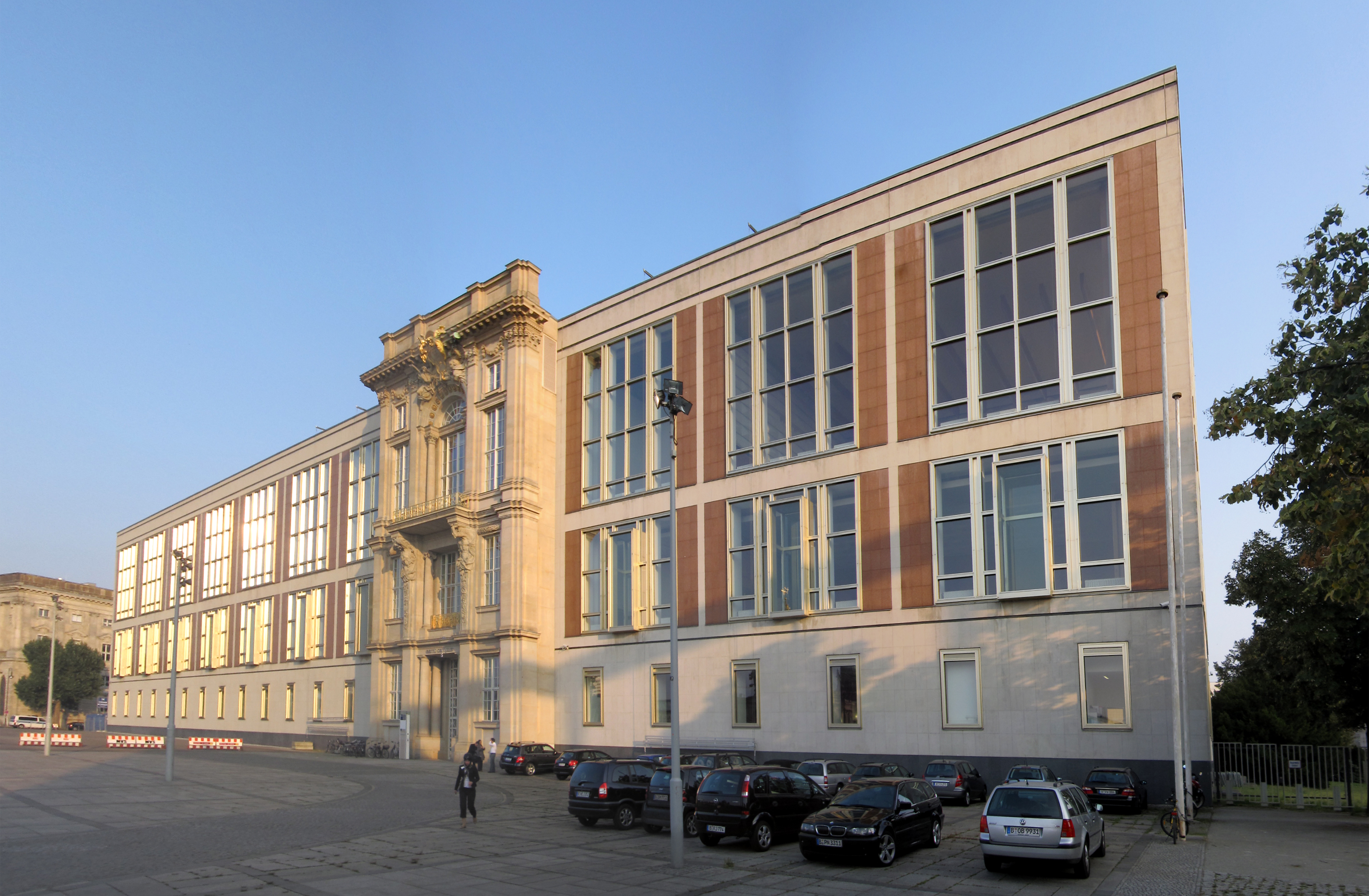
European School of Management and Technology
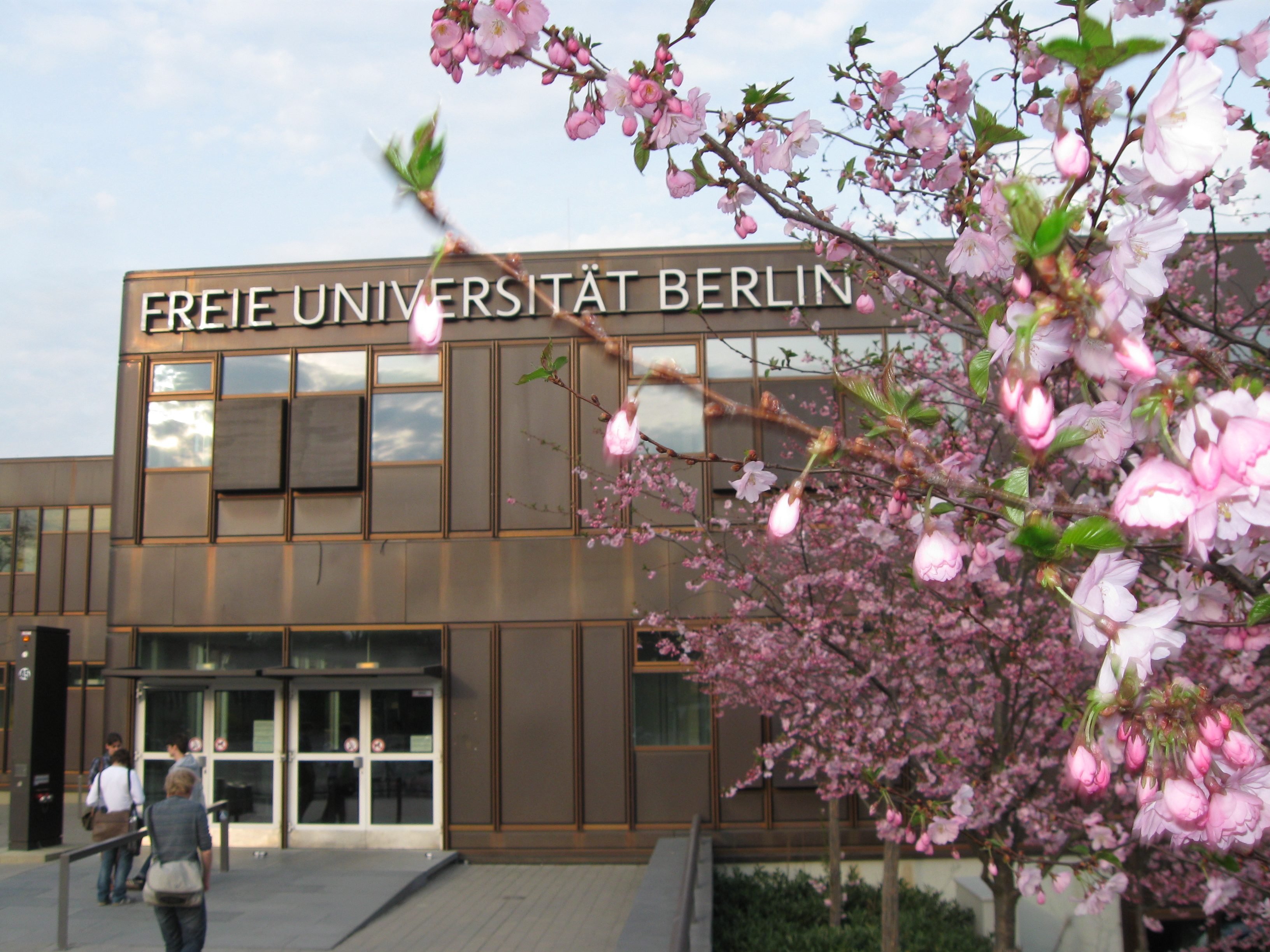
Università libera di Berlino (FU Berlin)

Alle quattro università berlinesi – Università Humboldt di Berlino (HU), Università libera di Berlino (FU), Technische Universität Berlin (TU), Universität der Künste Berlin (UdK, fino al 2001: Hochschule der Künste – HdK) - studiano complessivamente oltre 105 000 studenti.
Nell'ambito della Exzellenzinitiative – un confronto tra le università tedesche – la FU dal 2007 è ufficialmente una delle nove università d'élite tedesche.
Oltre alle università esistono sette accademie (Fachhochschule), quattro accademie dedicate a diverse arti e dodici università private con complessivamente oltre 25 000 studenti.
Inoltre, Berlino è casa di un'ampia comunità di studenti internazionali. L'Università privata Hertie School CODE, ospita persone provenienti da altri paesi per il 37% del totale degli iscritti. Anche la Hertie School, un'università privata di scienze politiche pubbliche, conta tra i suoi alunni e studenti persone provenienti da oltre 95 Paesi. È uno degli atenei più importanti in Germania dedicati alle scienze politiche.

### Ricerca
Le facoltà mediche della FU e della HU dal 2003 fanno parte dell'Ospedale universitario della Charité, costituendo così la più grande facoltà europea di medicina nello storico ospedale fondato nel 1710 e luogo di ricerca medica fin dal 1810, nel quale furono attivi Rudolf Virchow, Ferdinand Sauerbruch, Hermann von Helmholtz, Robert Koch, Paul Ehrlich e Emil Adolf von Behring e che finora ha al suo attivo otto premi Nobel.

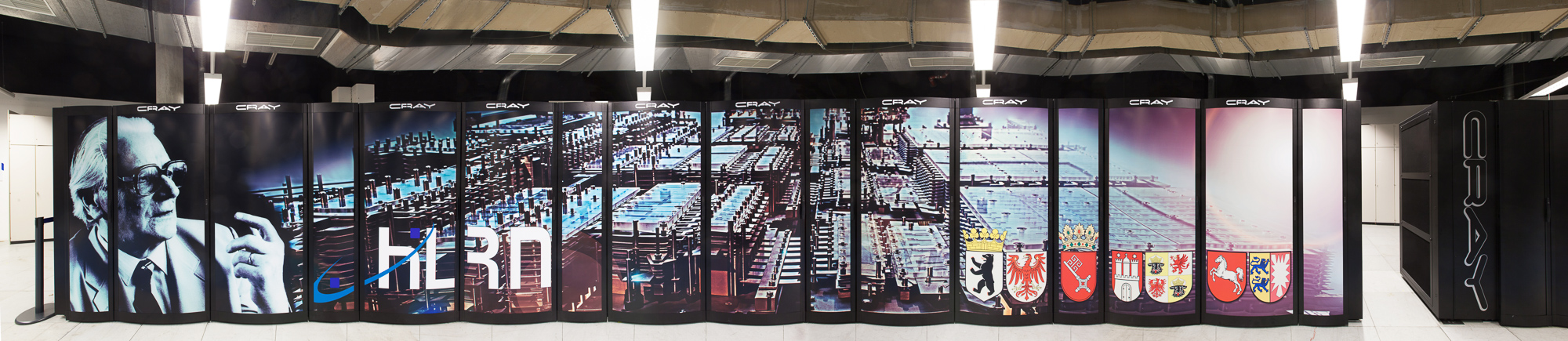
Supercomputer, Konrad Zuse-Institut

Sono attive a Berlino anche le grandi società di ricerca nazionali, come la Max-Planck-Gesellschaft e complessivamente otto istituti di ricerca di diversi ministeri federali.
A Berlino ha sede l'Accademia delle scienze fondata nel 1700 da Leibnitz, e il collegato osservatorio astronomico.
La ricerca scientifica si svolge anche in oltre 70 istituzioni extrauniversitarie a finanziamento pubblico con complessivamente oltre 60 000 dipendenti.

### Biblioteche e archivi
La maggiore biblioteca di Berlino è la Staatsbibliothek zu Berlin, una biblioteca nazionale, il cui patrimonio è custodito in vari edifici tra cui la Haus Unter den Linden e la Haus Potsdamer Straße.
Altre biblioteche della città sono la Kunstbibliothek ("Biblioteca di belle arti"), la Berliner Stadtbibliothek ("Biblioteca civica di Berlino") e la Amerika-Gedenkbibliothek ("Biblioteca commemorativa americana").
L'Archivio segreto di Stato custodisce i documenti dello stato prussiano.

## Cultura

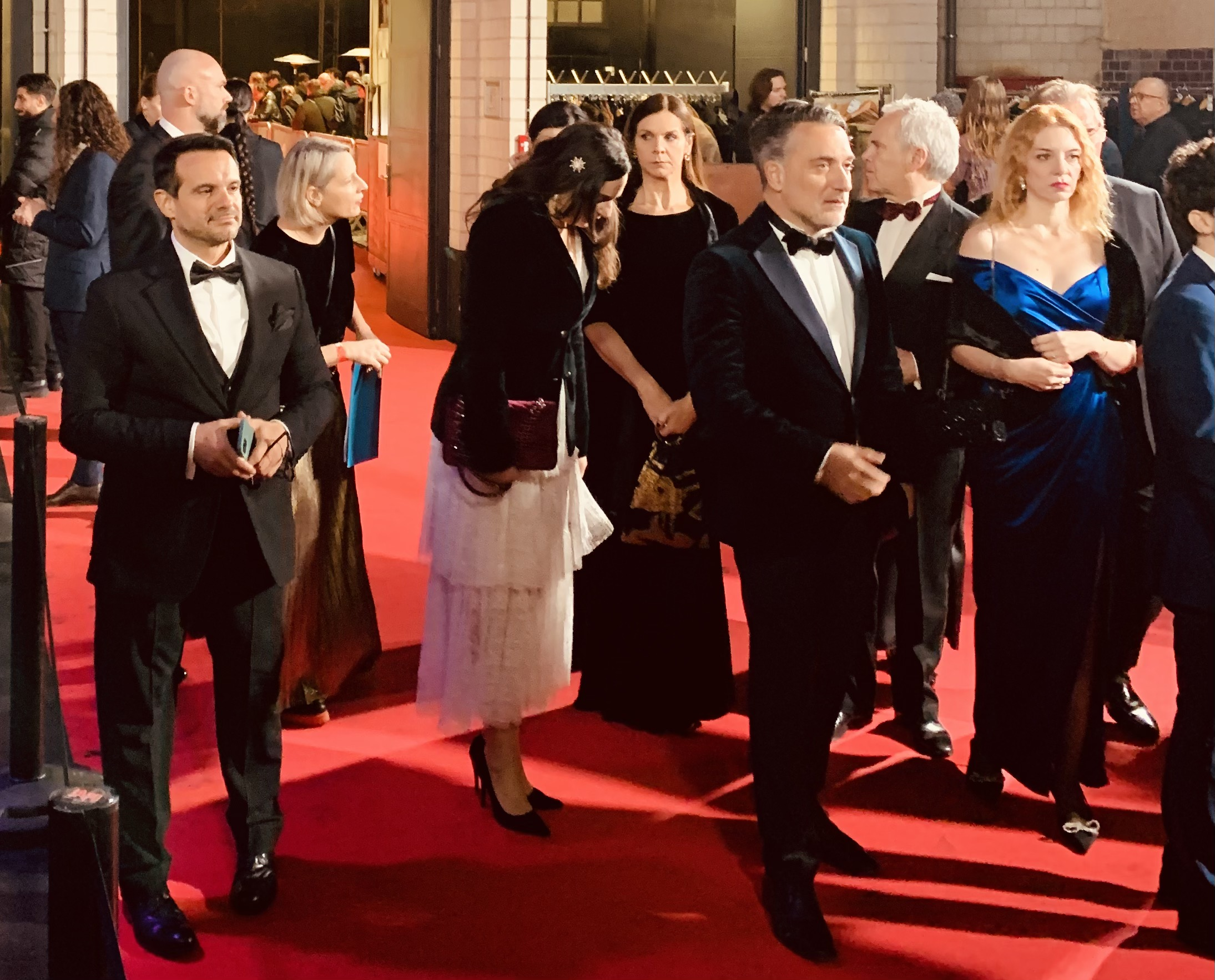
European Film Awards

Dopo la caduta del muro (1989), Berlino è diventata un centro per le arti, il design, i media, la musica e la moda. Artisti e creativi si sono trasferiti in massa nella città di Berlino. L'alto numero di studenti e giovani ha aiutato.
Alcuni degli artisti che sono passati per Berlino nel corso della storia sono Lucas Cranach il Giovane, Johann Gottfried Schadow, Karl Friedrich Schinkel, Moses Mendelssohn, Georg Simmel, Ernst Ludwig Kirchner, Marlene Dietrich, Leni Riefenstahl, Helmut Newton, Bertolt Brecht, Kurt Tucholsky, Thomas e Heinrich Mann, Paul Klee, Friedrich Wilhelm Murnau, Fritz Lang, Wim Wenders, Nina Hagen, Rammstein i membri del movimento Bauhaus e molti altri anche non tedeschi tra cui si possono nominare Mark Twain, Vladimir Nabokov, Christopher Isherwood, Billy Wilder, David Bowie, Iggy Pop, Depeche Mode e gli U2.
A Berlino sono nati i pittori Eduard Agricola e Eduard Barth.

### Patrimoni dell'umanità e onorificenze

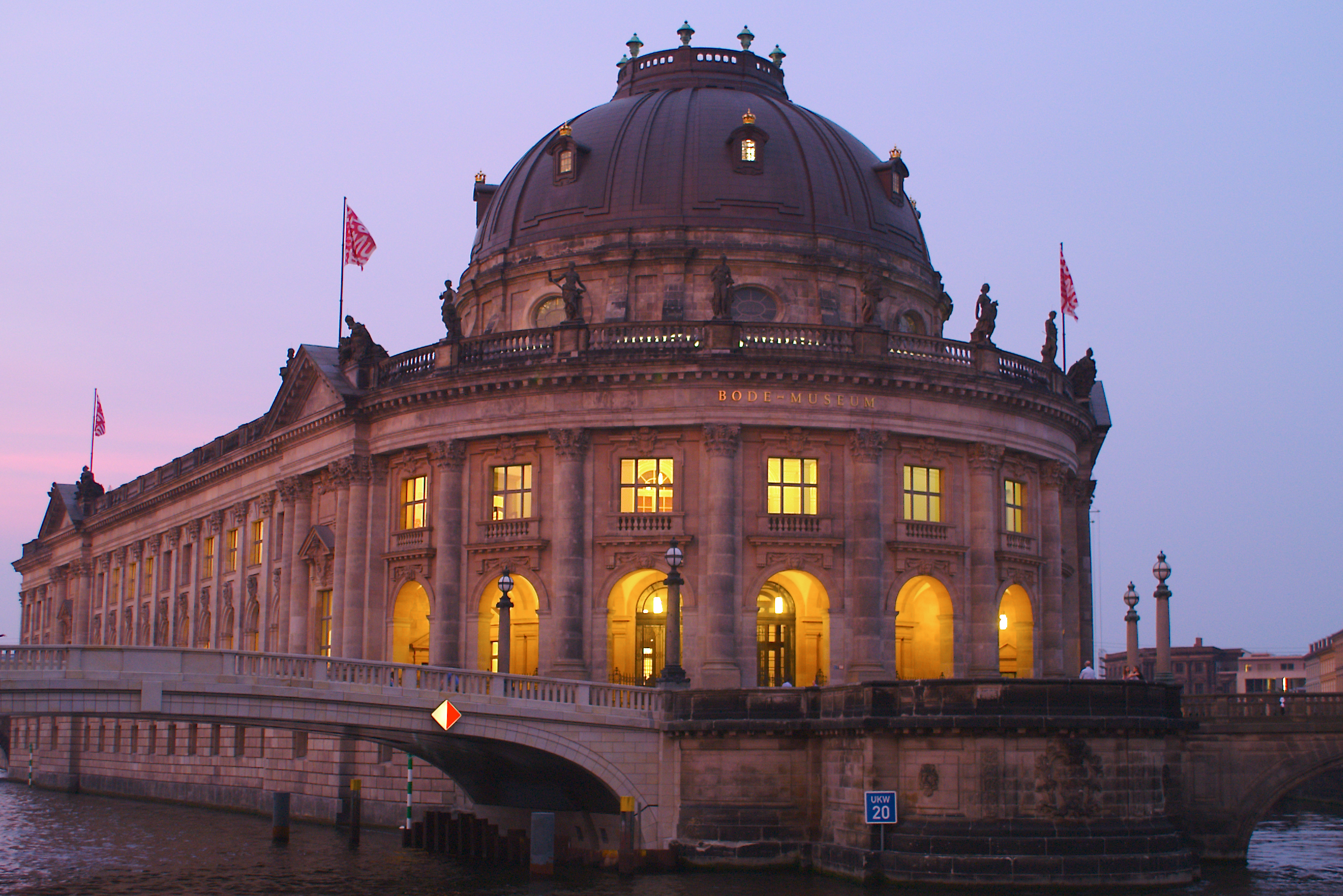
Bode-Museum

I palazzi e parchi di Potsdam e Berlino sono stati dichiarati dall'UNESCO patrimonio dell'umanità nel 1990.
L'isola dei musei è entrata a far parte della lista nel 1999.
Nel 2008 un'altra parte di Berlino è entrata a far parte dei patrimoni dell'umanità. Si tratta di sei gruppi di edifici realizzati nei primi anni del XX secolo, che l'UNESCO ha riconosciuto di importanza internazionale assegnandogli il nome di "Residenze in stile moderno di Berlino".
Nel 2006 l'UNESCO ha dichiarato Berlino Città Creativa nella categoria del design.

### Musei
Berlino è una città che offre musei di diverso genere.

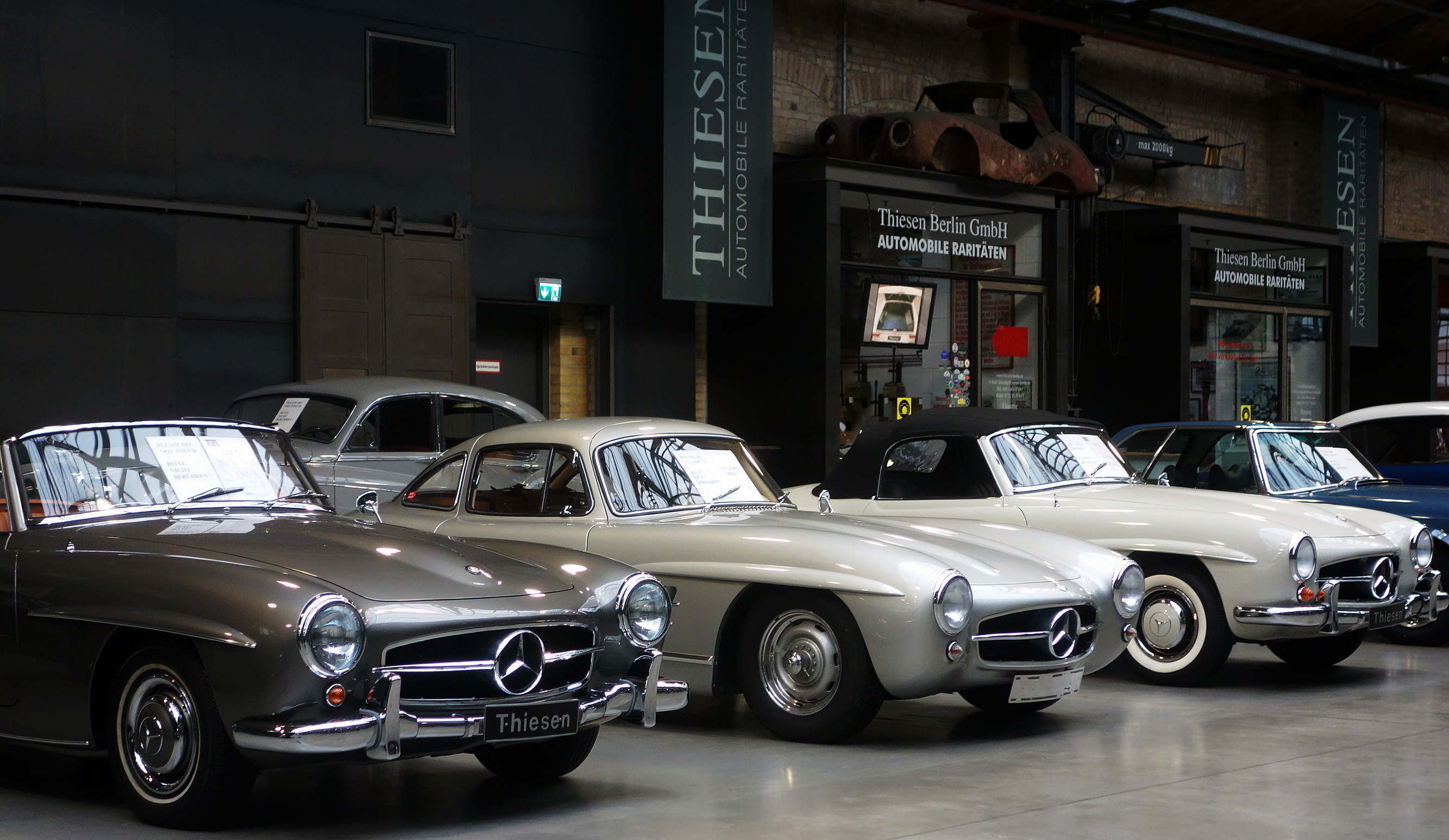
Classic Remise Berlin

Il nome "Isola dei musei" è dovuto al gran numero di musei, di importanza internazionale, che si trovano nella parte settentrionale dell'Isola della Sprea. I musei sono parte del gruppo dei Musei statali di Berlino, appartenenti alla Fondazione culturale prussiana (Stiftung Preußischer Kulturbesitz). L'Altes Museum è il più antico dei musei, il Neues Museum espone tra i reperti dell'Arte Egizia anche il celebre busto di Nefertiti. Nell'Alte Nationalgalerie sono custodite opere d'arte del XIX secolo, mentre nel Bode-Museum, con la sua caratteristica cupola in rame, sono esposte opere romane e bizantine. Infine il Pergamon Museum famoso per ospitare l'Altare di Pergamo, la Porta di Ishtar babilonese, la porta del mercato di Mileto, le originali mura del palazzo omayyade della Mshatta, e in genere ricche collezioni di arte greca, babilonese e islamica.

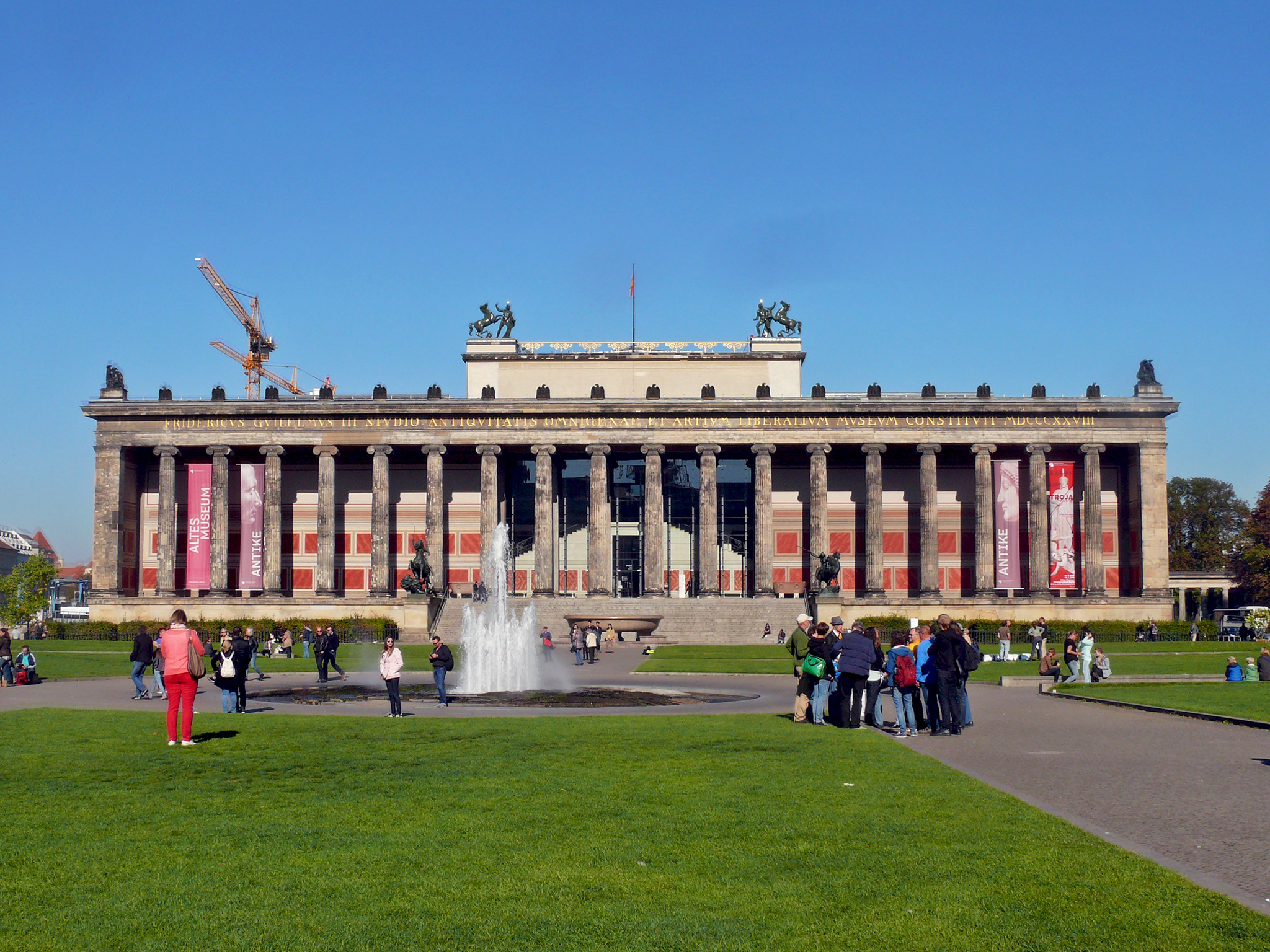
L'Altes Museum

Il complesso del Kulturforum invece fu realizzato a partire dagli anni cinquanta del XX secolo, allo scopo di creare un centro culturale per l'allora Berlino Ovest, analogamente alla Museumsinsel per Berlino Est. Vi sorgono i musei: il Neue Nationalgalerie (1965-1968), il Musikinstrumenten-Museum (museo degli strumenti musicali, 1978-1984), il Kunstgewerbemuseum (1978-1985), il Gemäldegalerie.
Berlino possiede una grande varietà di musei, molti dei quali di rilievo internazionale: il museo egizio ospitato all'interno del Neues Museum; il Bauhaus-Archiv l'archivio del Bauhaus dove sono custoditi parte degli archivi della celebre scuola; il Bröhan-Museum con le sue opere in Art Nouveau; il Brücke-Museum che comprende una ricca collezione di opere legate al movimento artistico Die Brücke (Il ponte); il Museum Berggruen collezione raccolta da Heinz Berggruen con opere di Picasso, Klee, Giacometti, ecc.; il museo della tecnica; il Museum für naturkunde, comprendente grandi raccolte di storia naturale; il Deutsches Historisches Museum sulla storia della Germania; il Jüdisches Museum nell'edificio appositamente progettato da Daniel Libeskind; il Museum für Fotografie, relativo alle opere di Helmut Newton; gli interessanti musei di Dahlem riguardanti le diverse culture del mondo (Museo Etnologico, Museo di Arte Asiatica, Museo delle culture europee). Opere di arte contemporanea sono esposte all'Hamburger Bahnhof, mentre nel Martin-Gropius-Bau si tengono esposizioni temporanee. Tra i musei più curiosi si trovano lo Stasimuseum, dedicato alle attività di spionaggio della Stasi, il ministero dei servizi segreti della DDR; lo Schwulenmuseum, museo della cultura gay; e infine l'East Side Gallery, una sorta di museo all'aperto costituito da graffiti su un tratto del muro di Berlino.

### Teatri di prosa

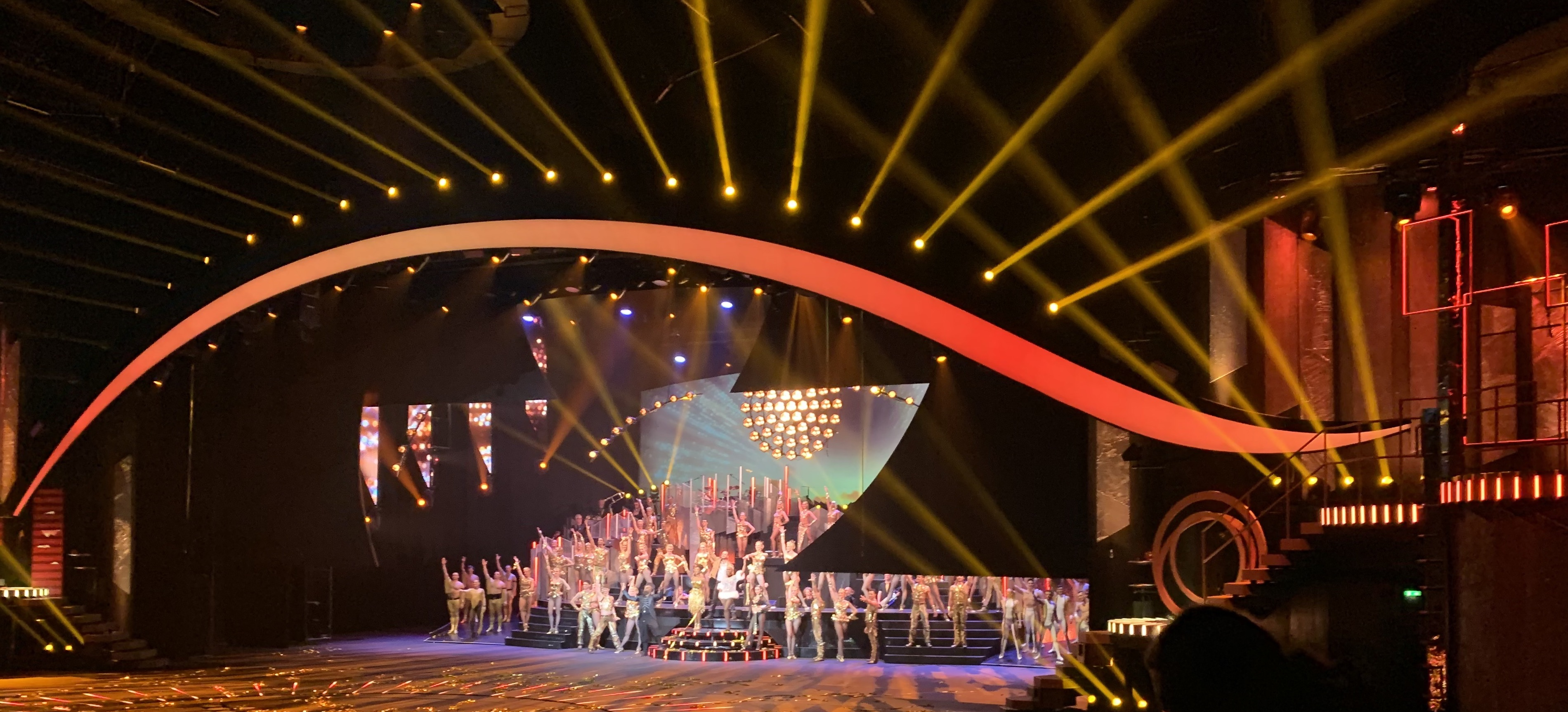
Il Friedrichstadt-Palast

A Berlino ci sono 44 teatri. Il Deutsches Theater, nel Mitte, risale al 1849–50. La Volksbühne sulla Rosa-Luxemburg-Platz fu costruita nel 1913–14, ma la compagnia esisteva già dal 1890. Il Berliner Ensemble, famoso per le rappresentazioni delle opere di Bertolt Brecht, venne fondato nel 1949. La Schaubühne fu fondata nel 1962 e si trasferì nella sede attuale sul Kurfürstendamm nel 1981. Con i suoi 1 895 posti a sedere e un palcoscenico di 2 854 metri quadrati il Friedrichstadt-Palast, nel Mitte, è il più grande palazzo per spettacoli d'Europa.
Altri teatri berlinesi sono il Grips-Theater, il Maxim Gorki Theater, il Theater und Komödie am Kurfürstendamm e il Renaissance Theater.

### Teatri dell'Opera e musicali

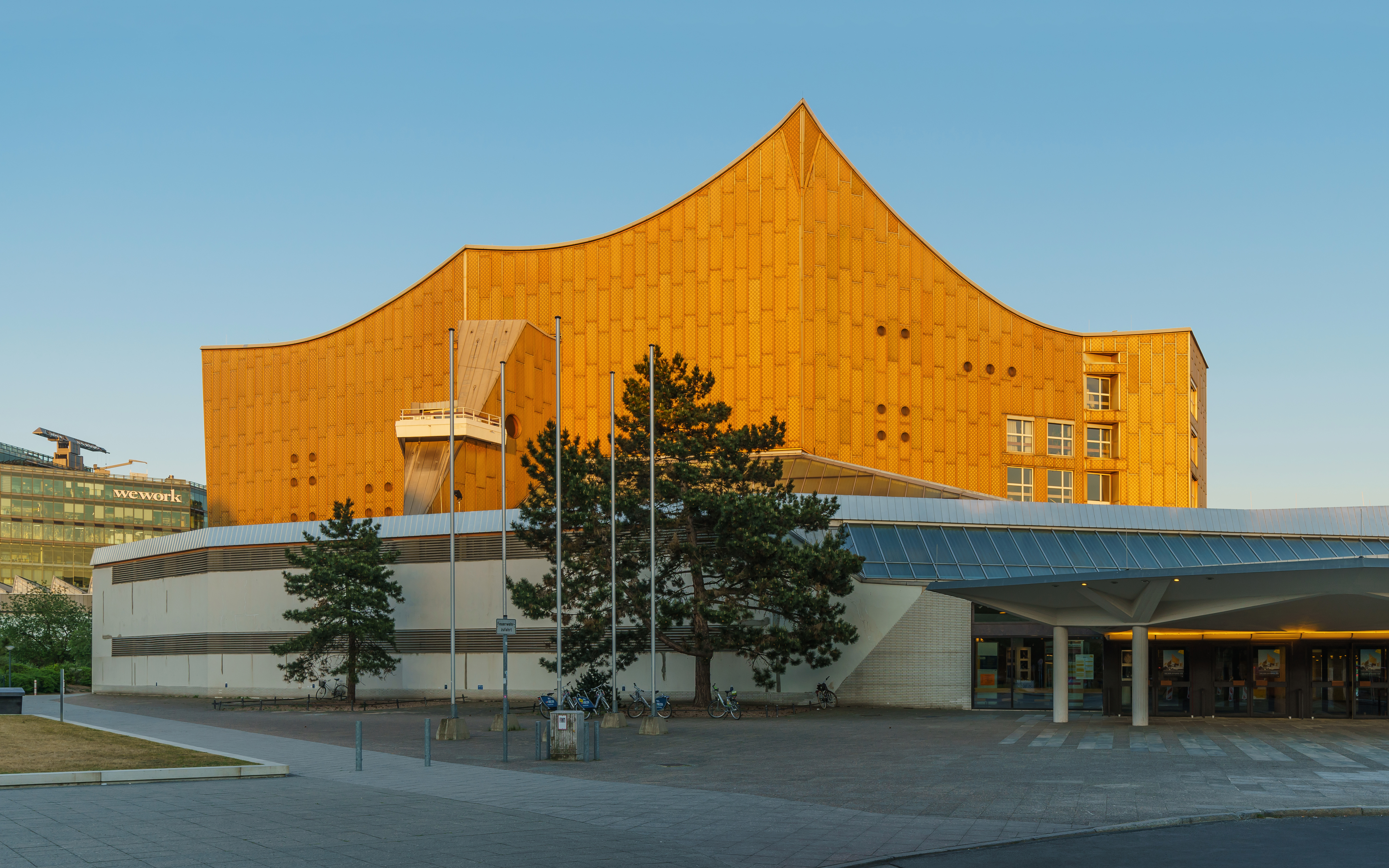
La Philharmonie

Berlino ha tre importanti teatri dell'opera: la Deutsche Oper, la Staatsoper Unter den Linden e la Komische Oper. La Staatsoper sulla Unter den Linden è stata inaugurata nel 1742 ed è la più antica delle tre. Dal 1992 è diretta da Daniel Barenboim. La Komische Oper è specializzata nel repertorio dell'operetta e si trova anch'essa sull'Unter den Linden. La Deutsche Oper è stata aperta nel 1912 a Charlottenburg.
Le principali sale per musicals sono il Theater am Potsdamer Platz e il Theater des Westens (costruito nel 1895). La danza contemporanea può essere ammirata al Radialsystem V. Il Tempodrom ospita concerti e spettacoli circensi. L'Admiralspalast, nel Mitte, ha un programma di varietà.

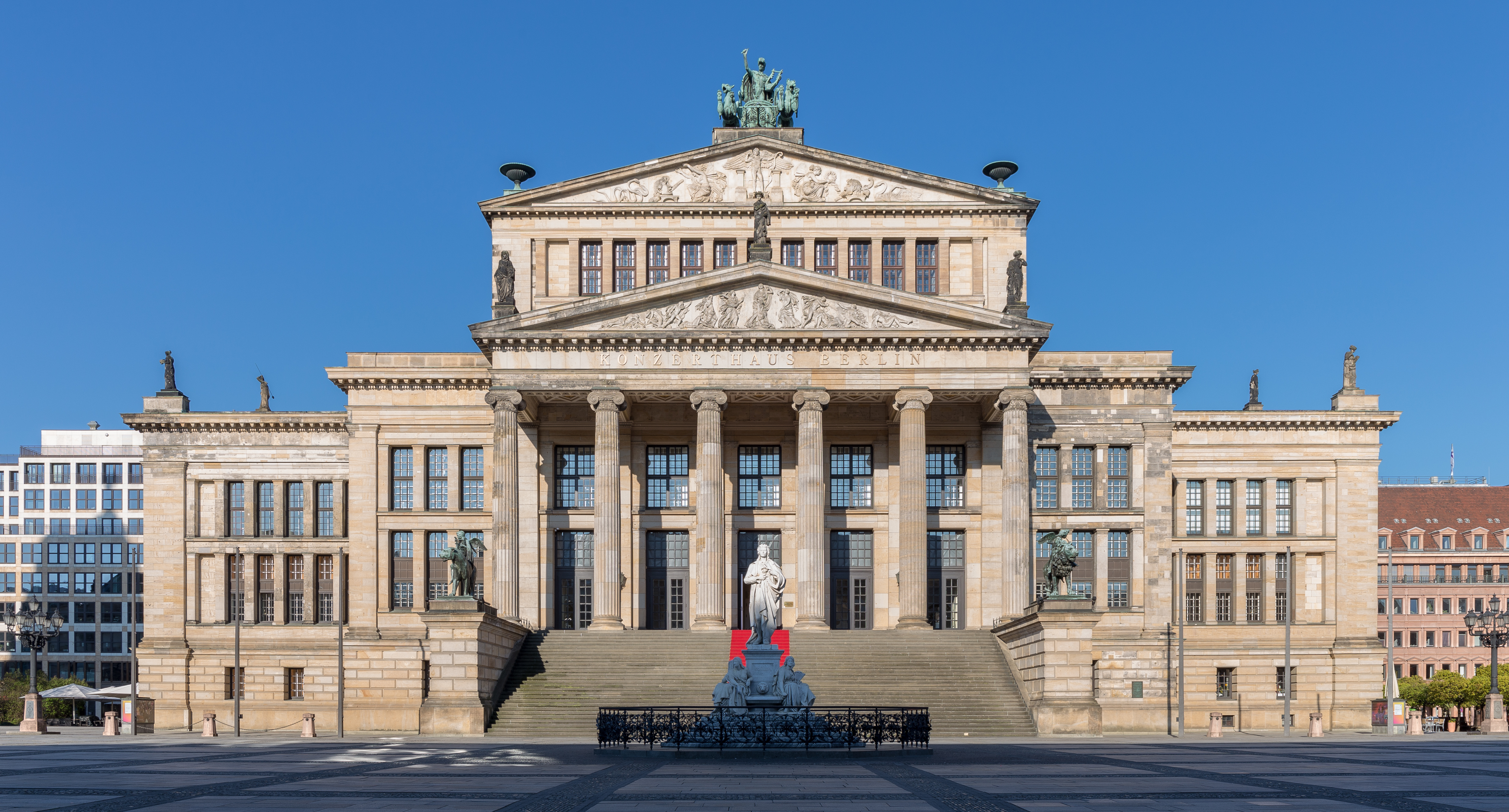
Schauspielhaus sulla Gendarmenmarkt, fronteggiata dalla statua di Friedrich Schiller.

I Berliner Philharmoniker, ufficialmente Berliner Philharmonisches Orchester, da molti considerati la migliore orchestra sinfonica del mondo, hanno eletto nel 1999 Sir Simon Rattle come direttore principale; la sede dell'orchestra è la moderna Philharmonie, primo edificio nuovo del Kulturforum.
La storica Konzerthaus (originariamente Schauspielhaus), al Gendarmenmarkt, invece è sede della Konzerthausorchester Berlin – fino al 2006 Berliner Sinfonie-Orchester o BSO – fondata nel 1952 come orchestra di Berlino Est.
La terza grande orchestra sinfonica classica è la Deutsches Symphonie-Orchester Berlin (DSO), dal 1946 al 1956 RIAS-Symphonie-Orchester, poi fino al 1993 Radio-Symphonie-Orchester Berlin.
Maggiormente specializzata nella musica del XX secolo è la Rundfunk-Sinfonieorchester Berlin (RSB), fondata nel 1923. 
RSB, DSB, il Rundfunkchor Berlin e il RIAS Kammerchor appartengono alla holding pubblica Rundfunk Orchester und Chöre GmbH.

### Berlino al cinema

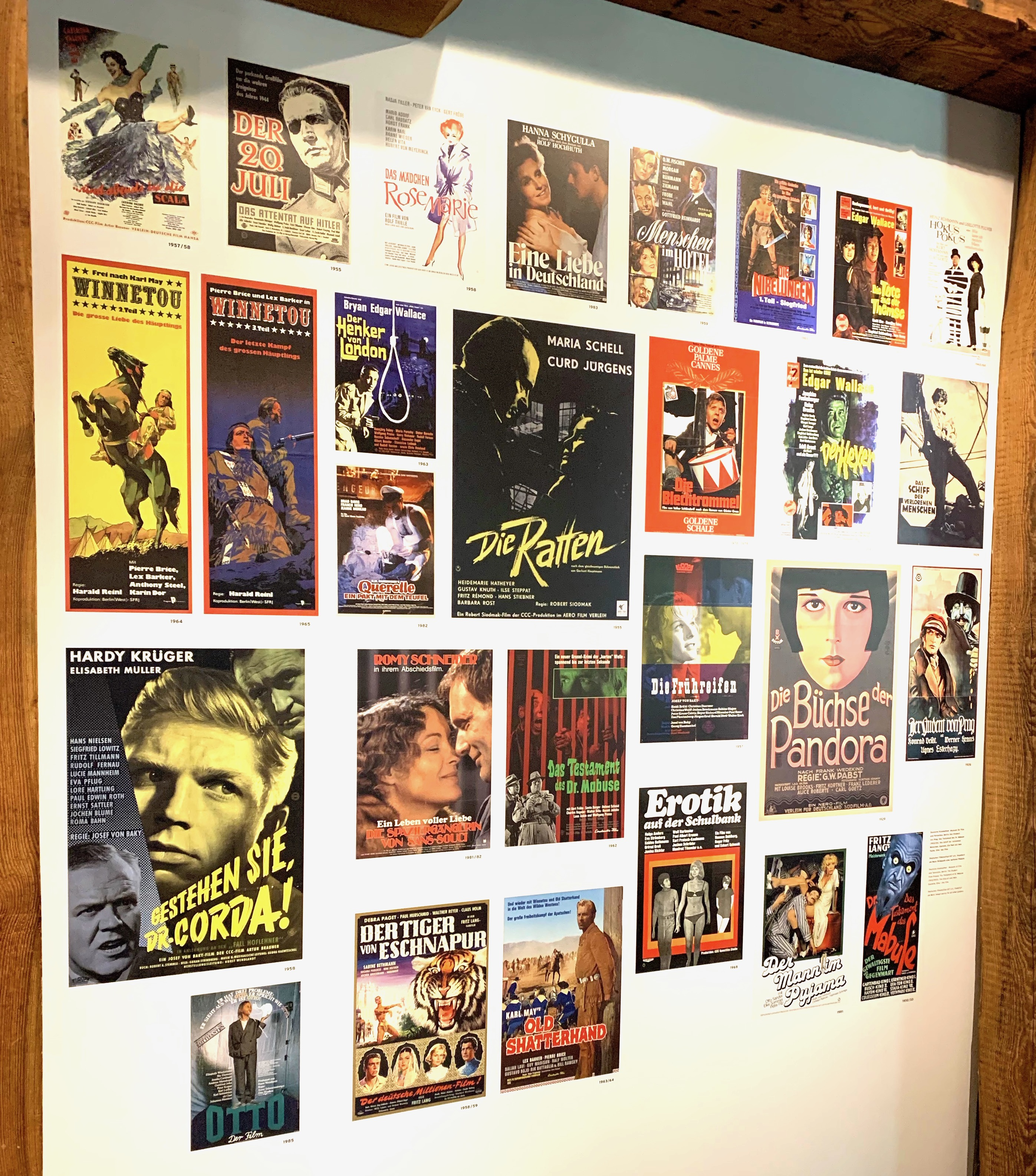
Film di Berlino

Berlino è fin dall'inizio un importante centro della settima arte; i fratelli Skladanowsky vi presentarono le prime immagini in movimento a un pubblico pagante il 1º novembre del 1895, 58 giorni prima del debutto pubblico del cinematografo dei fratelli Lumière a Parigi.
A Berlino sono legati i nomi di molti importanti registi e noti attori; a Berlino e nei dintorni immediati furono attivi la UFA e la DEFA; la città è sede di 1 000 società di produzione cinematografica e televisiva e oltre 244 sale cinematografiche (2021). A Berlino sono stati girati centinaia di film, alcuni dei quali entrati di diritto nella storia del cinema tra cui: L'ultima risata (1924), Metropolis (1927), L'angelo azzurro (Der blaue Engel, 1930), Olimpia (1938), Uno, due, tre! (1961), Die Legende von Paul und Paula & Cenerentola (1973), Christiane F. - Noi, i ragazzi dello zoo di Berlino (1981),
Il cielo sopra Berlino (1987), Good Bye, Lenin! (2003), The Bourne Supremacy (2004).
Soprattutto però Berlino è oggetto del cinema; migliaia di film sono ambientati a Berlino e molti di essi descrivono carattere e storia di questa città: Ho sposato tutta la famiglia (1982), Liebling Kreuzberg (1986), Wolff, un poliziotto a Berlino (1992), Verliebt in Berlin (2005), Una strada verso il domani - Ku'damm 56 (2016), Babylon Berlin (2016), 4 Blocks (2017), Unorthodox (2020).

### Subcultura

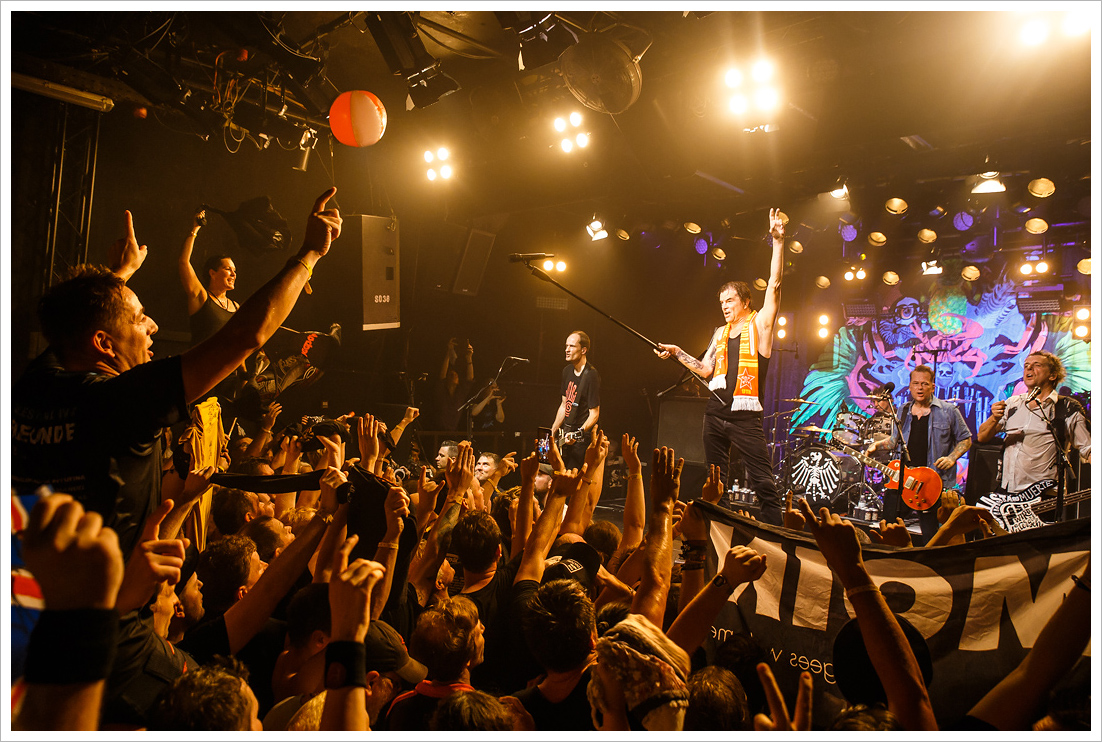
Concerto al SO36

Dopo la caduta del muro di Berlino nel 1989, il centro della città (la ex parte occidentale di Berlino Est) ospitava molte case parzialmente distrutte durante la seconda guerra mondiale e mai più ricostruite. Queste sono diventate un terreno fertile per vari tipi di controcultura e cultura underground, nonché di molti club notturni, compreso il Berghain, uno dei più importanti club di musica techno del mondo.

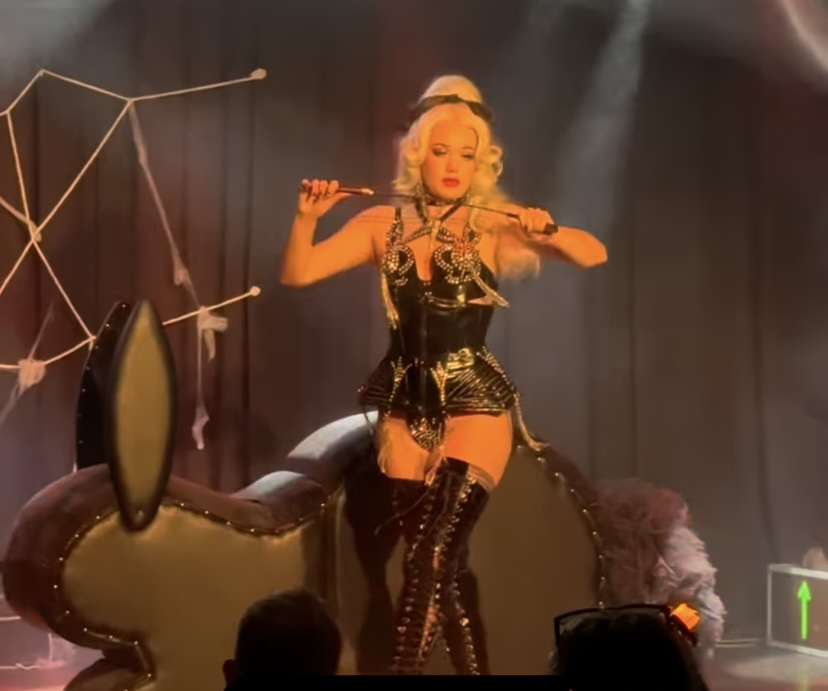
Burlesque Show

Berlino ha una ricca scena artistica, ma sta subendo una crescente pressione finanziaria, in quanto gli affitti sono aumentati da quando il governo tedesco è tornato ad avere Berlino come sede.
Per ovvia questione dei grandi numeri che hanno preso il posto di nicchie antropologiche, oggi il conformismo e la massificazione hanno sostituito la controcultura degli anni '90: il grande afflusso di stranieri europei e il conseguente aumento della popolazione hanno creato un florido mercato per gli investitori, fatto che ha determinato la trasformazione della cultura underground locale di 20 anni.
La Berlin Burlesque Week, è rinomata in tutta Europa. Nata come la Berlin Burlesque nove anni fa, la kermesse è cresciuta e oggi offre un'intera settimana di eventi per un totale di 80 artisti che si esibiranno.

### Cucina

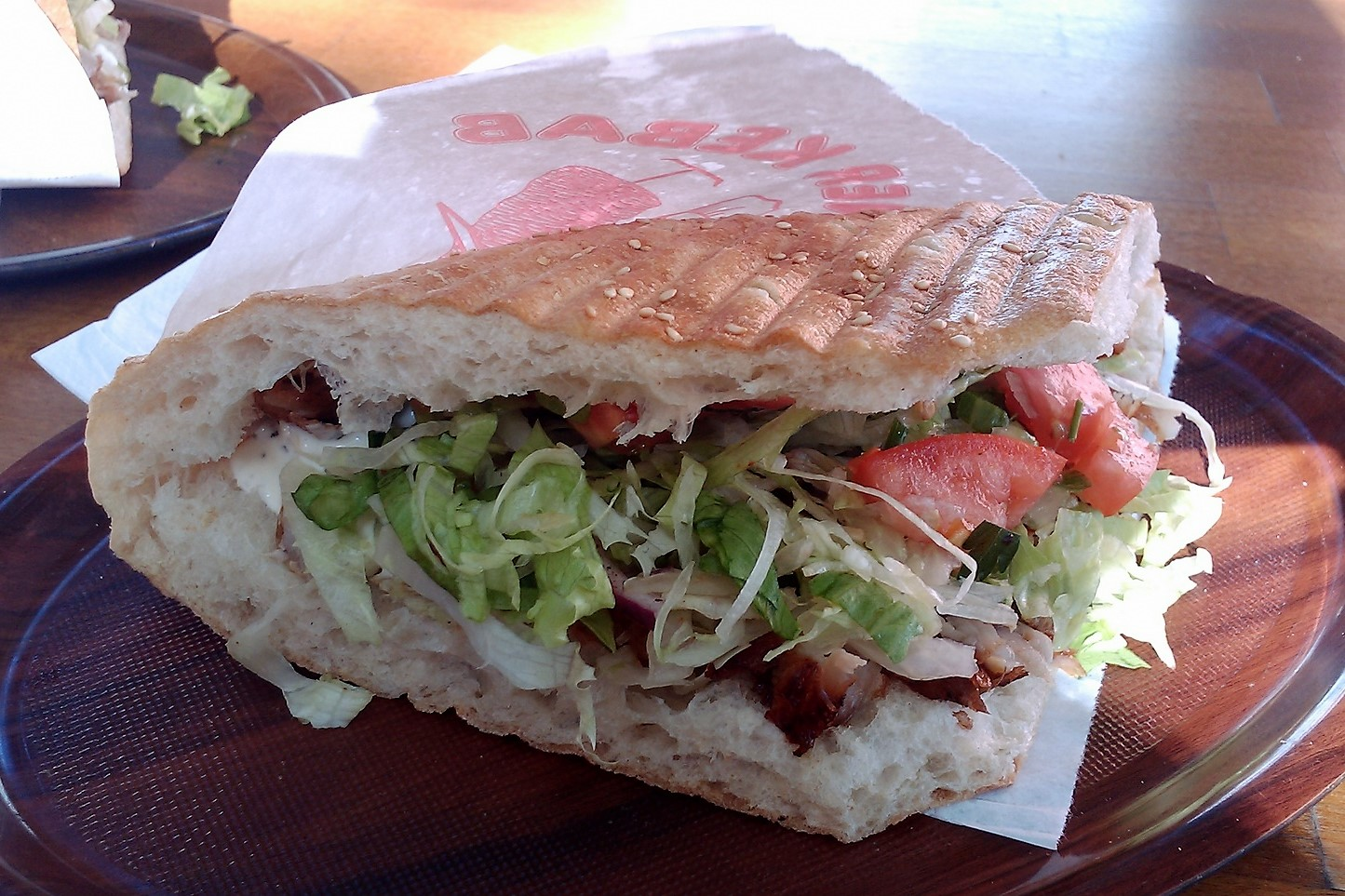
Döner Kebap

Il Döner Kebap è un piatto tipico berlinese, perché è stato inventato dagli immigrati turchi negli anni ´70 proprio a Berlino. La specialità di Berlino è la "Currywurst". La Schrippe è un panino, in tedesco standard "Brötchen". Un berlinese (Berliner Pfannkuchen) è un tipo di ciambella proveniente dalla Germania.
Il Kaufhaus des Westens ("grande magazzino dell'ovest"), è un grande magazzino di Berlino con un assortimento sofisticato e di lusso. Il reparto delle specialità gastronomiche costruito negli anni '20 è particolarmente rinomato.

### Sport

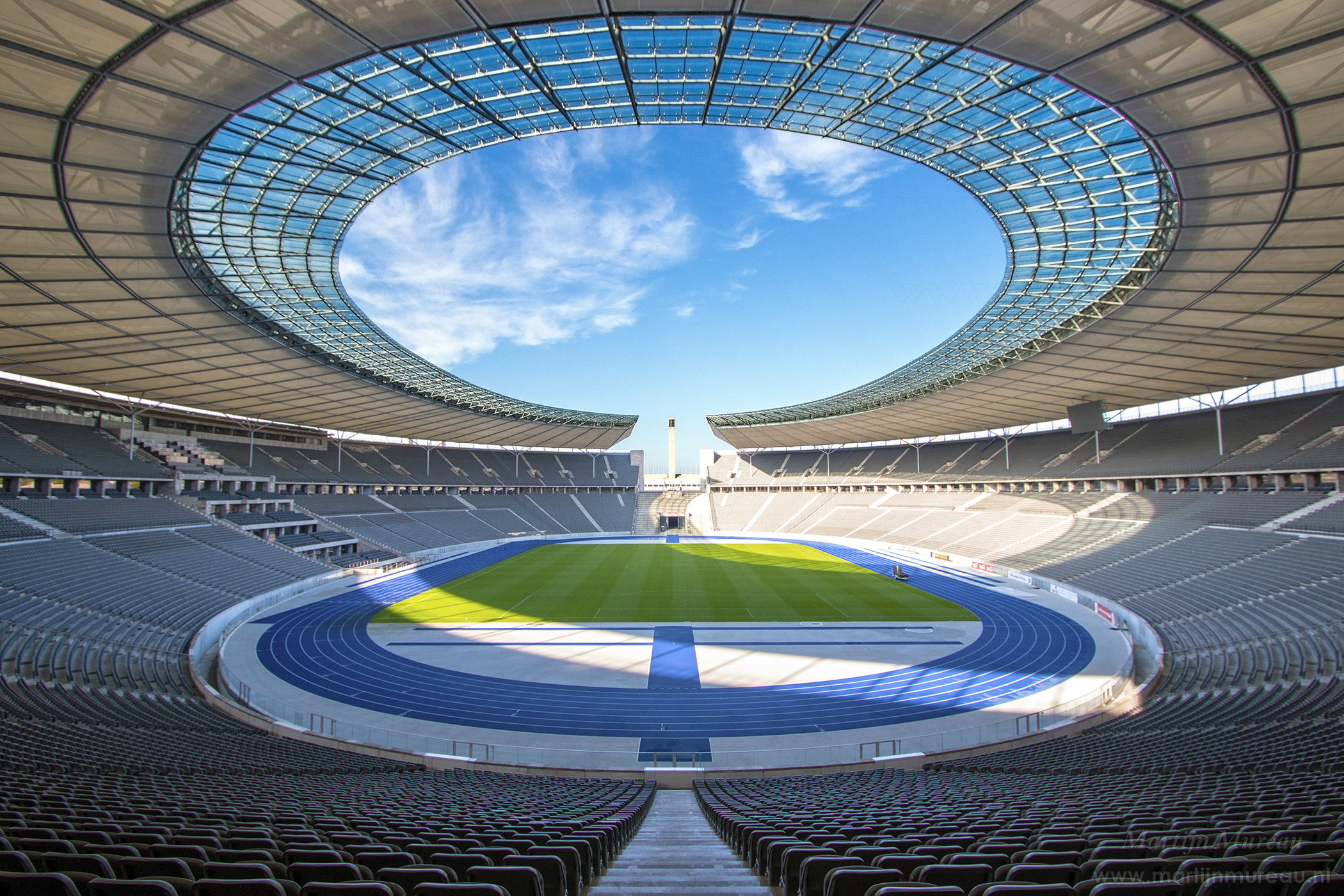
L'Olympiastadion

Berlino ha una grande storia sportiva. Gustav Scholz, Erik Zabel, Pierre Littbarski, Franziska van Almsick e altri noti sportivi vi sono nati. I nomi di pionieri dello sport come Friedrich Ludwig Jahn e Hannes Marker sono legati a quello della città così come quello dell'AVUS, fin dal 1921 nell'automobilismo.

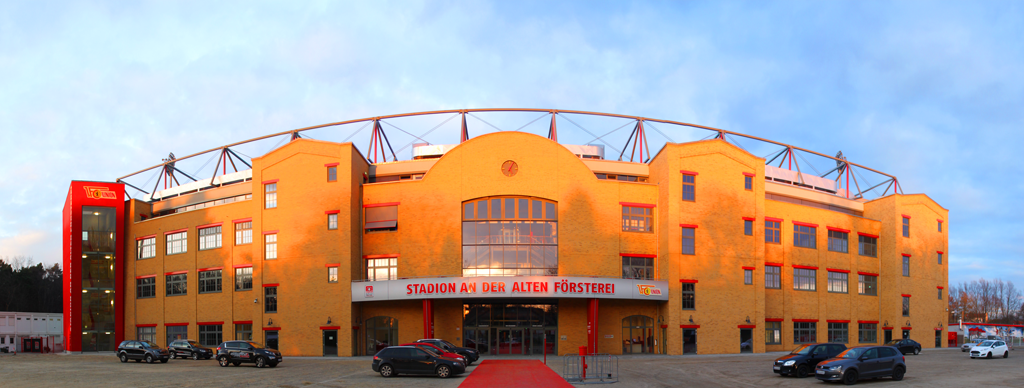
Facciata esterna della tribuna dello Stadion An der Alten Försterei

A Berlino si sono svolti importanti manifestazioni sportive come i giochi estivi della XI Olimpiade nel 1936. L'Olympiastadion (Stadio olimpico) del 1936 è stato restaurato e modernizzato completamente prima dei mondiali di calcio del 2006. Nell'agosto 2009 ha ospitato i campionati del mondo di atletica leggera. Dal 1963 è lo stadio dell'Hertha BSC, società fondata nel 1892.

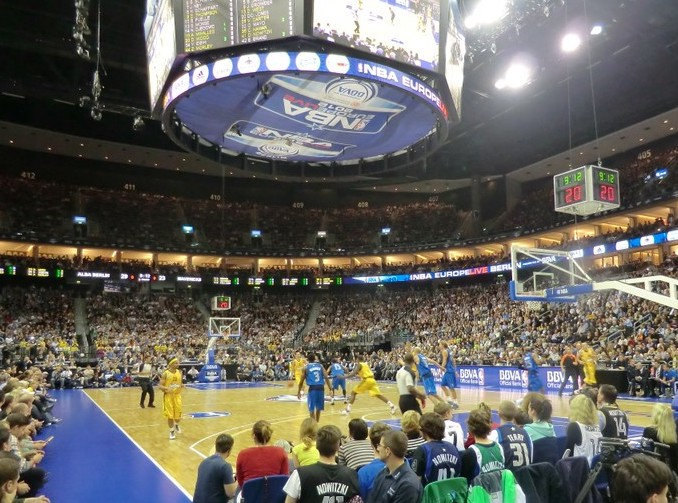
ALBA Berlino (2012)

Successo sia di pubblico che di palmares hanno il 1. FC Union Berlino, che dalla stagione 2019-2020 milita nella Bundesliga e gioca allo stadio Alten Forsterei, e il BFC Dynamo. La Dinamo è stata la più titolata della DDR-Oberliga, campionato della DDR. A Berlino hanno sede anche la Tennis Borussia Berlin e un'ottantina di altre società calcistiche.
Successi berlinesi si contano anche in altri sport, come nella Deutsche Eishockey Liga, massimo campionato di hockey su ghiaccio, con l'Eisbären Berlin, nel campionato tedesco maschile di pallanuoto con la Wasserfreunde Spandau 04, nella Basketball-Bundesliga con l'ALBA Berlino, la società più titolata a livello nazionale, nella 1. Bundesliga tedesca di pallavolo maschile con l'Berlin Recycling Volleys e nella pallamano.
Ogni anno si svolgono a Berlino la Maratona di Berlino, una delle maggiori manifestazioni di questo tipo a livello mondiale, l'ISTAF, una delle più importanti manifestazioni mondiali di atletica leggera, la German Open del tennis femminile (WTA), la Formula E (Berlin E-Prix) e la Coppa di Germania, il secondo più importante torneo di calcio tedesco.
Numerosi impianti sportivi, stadi, piscine, piste e stadi del ghiaccio sono a disposizione dei cittadini e vengono intensamente usati. I grandi laghi e il fiume Havel sono molto frequentati da velisti e rematori.

## Giorni festivi

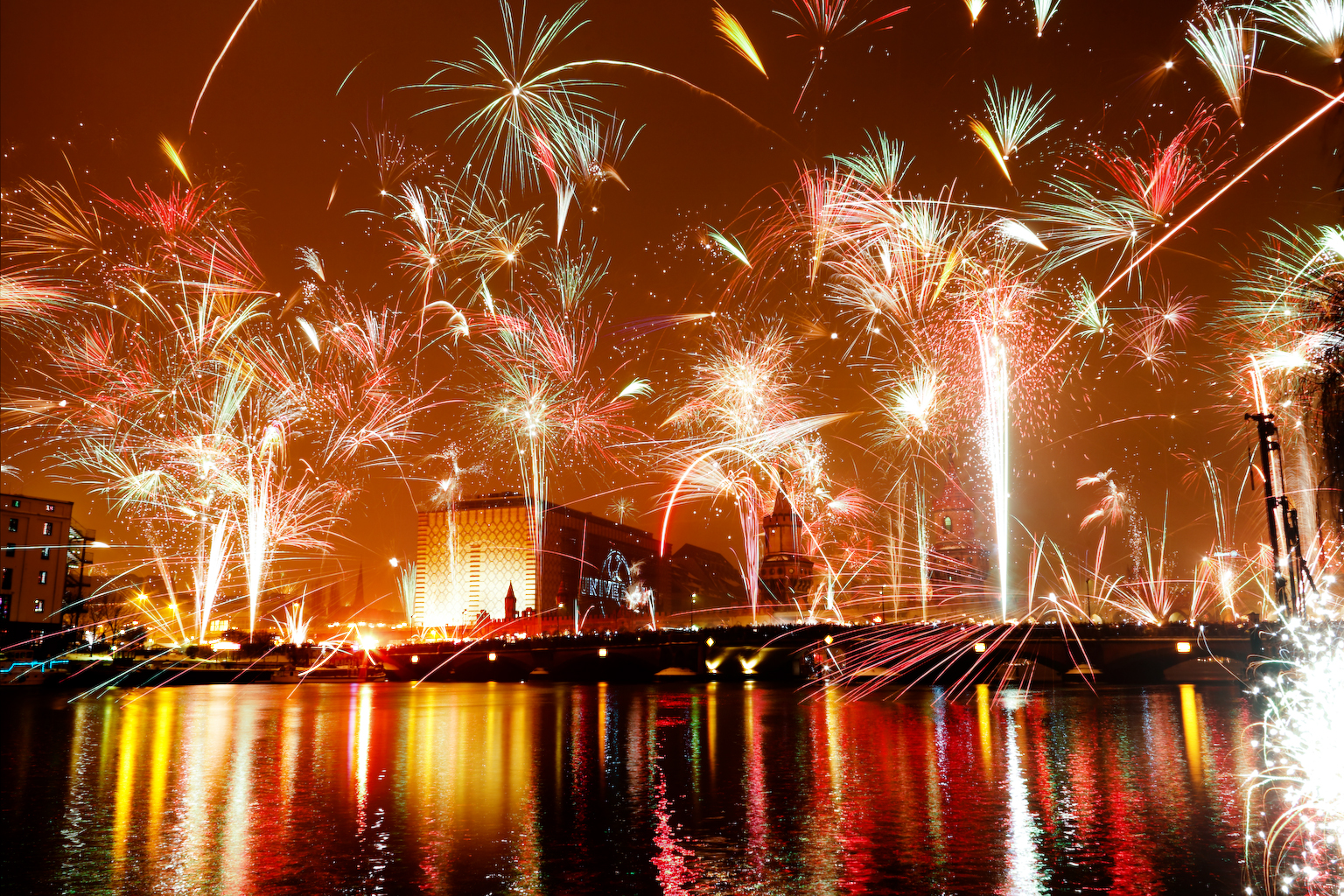
1º gennaio 2011

- Capodanno (1º gennaio), primo giorno dell'anno
- Giornata internazionale della donna (8 marzo)
- Venerdì santo
- Lunedì dell'Angelo
- Festa dei lavoratori (1º maggio)
- Ascensione
- Pentecoste
- Giorno dell'unità tedesca (3 ottobre)
- Natale (25 dicembre)
- santo Stefano (26 dicembre)

## Citazioni
(David Bowie)

### Esplicative
1. ↑  Il Comune di Parigi sottolinea di aver contratto un solo jumelage, quello con Roma nel 1956; i rapporti con Berlino e con numerose altre città sono definiti pactes d'amitié et de coopération; il Comune di Berlino invece non distingue forma o qualità della Städtepartnerschaft – gemellaggio – con Parigi dalle altre.
2. ↑  Vedasi, ad esempio, la ricostruzione di Potsdamer Platz ad opera di Hans Kollhoff, Renzo Piano, Helmut Jahn ed altri noti architetti, e la nuova stazione centrale di Meinhard von Gerkan.

### Bibliografiche
1. ↑  (DE) Lebenslauf Kai Wegner, su berlin.de. URL consultato il 27 aprile 2023 (archiviato dall'url originale il 27 aprile 2023).
2. ↑  (DE) Popolazione, su statistik Berlin Brandenburg, 31 dicembre 2024. URL consultato il 27 luglio 2025.
3. ↑   Luciano Canepari, Berlino, in Il DiPI: dizionario di pronuncia italiana, Bologna, Zanichelli, 1999, ISBN 88-08-09344-1.
4. ↑   Amt für Statistik Berlin Brandenburg - Statistiken, su statistik-berlin-brandenburg.de. URL consultato il 16 aprile 2021 (archiviato dall'url originale l'8 marzo 2021).
5. ↑   Venezia, Cannes, Berlino: le eterne guardiane del cinema europeo?, su Eurobull, 14 genaio 2021. URL consultato il 27 luglio 2025 (archiviato il 12 aprile 2025).
6. ↑   Canudiani, su canudiani.com.
7. ↑   La Berlinale: il festival internazionale del cinema, su viaggio-in-germania.de.
8. ↑  Berlino, ancora Eldorado delle startup?, WDR, 2022
9. ↑   Weather and Climate - Deutscher Wetterdienst -- Klimadaten [collegamento interrotto], su dwd.de. URL consultato il 10 febbraio 2013.
10. ↑   Clima en Berlin-Schoenefeld durante Febrero de 1956, su tutiempo.net. URL consultato il 10 febbraio 2013.
11. ↑   Daily data, su eca.knmi.nl. URL consultato il 10 febbraio 2013 (archiviato dall'url originale il 12 maggio 2013).
12. ↑  (DE)  Confronta, tra gli altri, H. Schwenk 1997, Zur Herkunft der Namen der Doppelstadt» Berlin«und» Cölln« sul sito del Luisenstädtischer Bildungsverein
13. ↑  Distrutta dai bombardamenti alleati, la chiesa di San Nicola fu ricostruita nel 1982 prendendo a modello la sua forma ristrutturata del 1876 (AA.VV. Berlino, Rahmenverelag GmBH, Pulheim, ISBN 3-926526-83-1, ed. in lingua italiana, p. 36).
14. ↑  Il progetto della cattedrale cattolica di Sant'Edvige è opera dell'architetto tedesco Georg Wenzeslaus Knobelsdorff, e fu costruita fra il 1743 ed il 1773
15. 1 2 3   Guy Palmade (a cura di), Storia Universale Feltrinelli, Vol. 27, L'Età della borghesia, Milano, Feltrinelli Editore, 1975.
16. ↑  BEVÖLKERUNGSENTWICKLUNG IN BERLIN
17. ↑  (DE)  Confronta, tra gli altri, H. Weißpflug 1979, Das Landeswaldgesetz wird erlassen sul sito del Luisenstädtischer Bildungsverein.
18. ↑  (DE)  Statistiche demografiche di Berlino dal 1600 al 1989 Archiviato il 24 maggio 2012 in Archive.is.
19. ↑  (DE)  Statistiche su Berlino ed il Brandeburgo Archiviato il 27 settembre 2007 in Internet Archive. (file PDF)
20. ↑  (EN) Sub-national HDI - Area Database - Global Data Lab, su hdi.globaldatalab.org. URL consultato il 3 novembre 2021.
21. ↑  (EN) Kate Connolly, This article is more than 16 years old Atheist Berlin to decide on religion's place in its schools, su The Guardian, 26 aprile 2009. URL consultato il 27 luglio 2025 (archiviato il 21 dicembre 2024).
22. ↑  Forschungsgruppe Weltanschauungen in Deutschland, Tabelle 2.2
23. ↑  (EN) Jewish Berlin, su jewishvirtuallibrary.org.
24. ↑  (EN) History of the Jewish Community of Berlin, su jg-berlin.org.
25. ↑  (EN) Epicenter of Holocaust Now Fastest-growing Jewish Community, su haaretz.com.
26. ↑   Berlino, 65 miliardi di debiti entro il 2015, su ilmitte.com. URL consultato il 18 novembre 2013.
27. ↑  I gemellaggi di Berlino sul sito ufficiale della città
28. ↑  (EN)  Storia, immagini e descrizioni di stemma e bandiera berlinesi su Flags of the world
29. 1 2  (EN) CODE University of Applied Sciences, Germany, su www.study.eu. URL consultato il 23 giugno 2022.
30. ↑  (EN) CODE - University of Applied Sciences, su CODE. URL consultato il 23 giugno 2022.
31. ↑   Die kleine Berlin Statistik (PDF), in berlin.de. URL consultato il 26 agosto 2014 (archiviato dall'url originale il 14 luglio 2014).
32. ↑  Kinostatistik, http://www.kinokompendium.de, consultato il 24 agosto 2022.
33. ↑   Guida su Berlino Informazioni su Berlino, su Informagiovani Italia - Giovani dentro. URL consultato il 29 gennaio 2016.
34. ↑   Mappe, analisi e statistiche sulla popolazione residente, su ugeo.urbistat.com.
35. ↑   Berlino avrà sempre più abitanti, su ilmitte.com.
36. ↑   Berlino · Popolazione, su popolazione.population.city.
37. ↑   L'Italia nel radar degli investitori immobiliari, Berlino über alles in Europa, su adnkronos.com.
38. ↑   Giulia Mastrantoni, Berlin Burlesque Week: guida per godersela al meglio, su BerlinoMagazine.com, 22 aprile 2016.